# Castel Goffredo
Castel Goffredo (AFI: /kasˈtɛl ɡofˈfredo/, (Èl) Castèl in dialetto alto mantovano) è un comune italiano di 12 769 abitanti della provincia di Mantova in Lombardia, situato nella Pianura Padana e nell'Alto Mantovano al confine con la provincia di Brescia.
Feudo autonomo gonzaghesco dal 1444 al 1602, qui alla metà del Quattrocento Alessandro Gonzaga formò o governò il Marchesato di Castel Goffredo. Nel 1511 il marchese Aloisio Gonzaga diede inizio al ramo cadetto dei Gonzaga di Castel Goffredo, linea che si estinse nel 1593 ed elesse la fortezza di Castel Goffredo, caratterizzata da un tipico impianto urbano rinascimentale, a capitale del suo piccolo Stato, comprendente anche Castiglione e Solferino.
È nota come la "città della calza" per la presenza di numerose industrie di calzetteria maschile e soprattutto femminile. È sede del distretto industriale tessile numero 6, composto da 15 comuni mantovani, bresciani e cremonesi.

## Geografia fisica

### Territorio

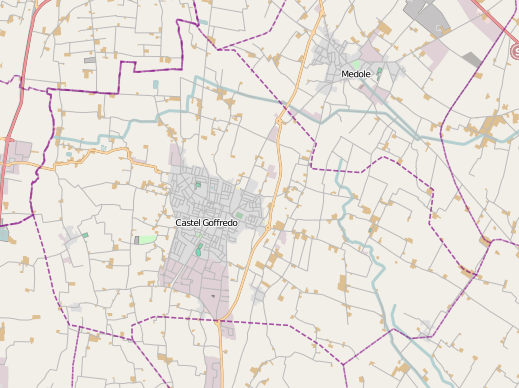
Castel Goffredo, territorio e confini comunali

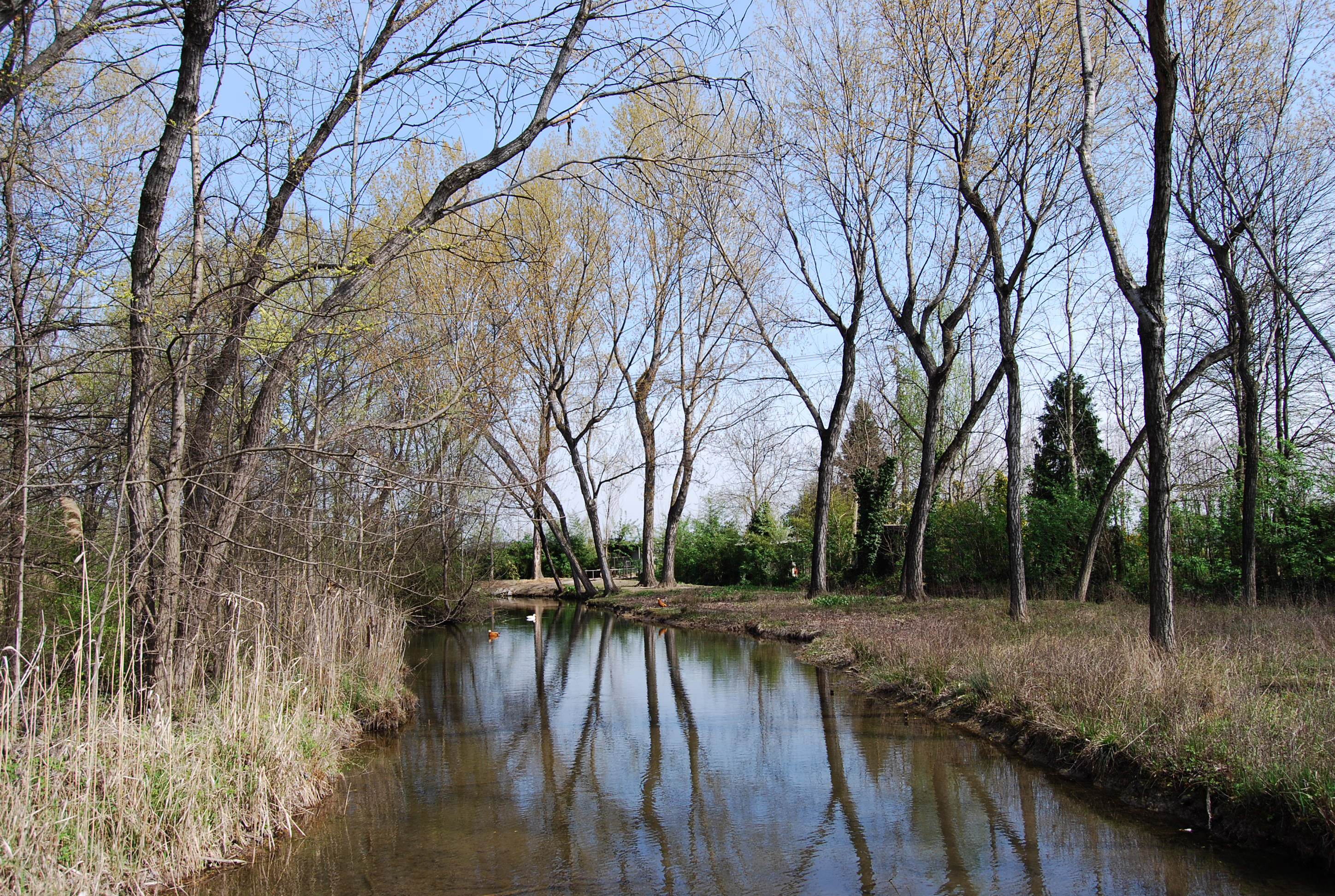
Zona dei fontanili, a nord di Castel Goffredo

Il territorio di Castel Goffredo, esteso per 42,24 km², appartiene alla zona subcollinare posta ai piedi delle alture che delimitano il lago di Garda verso la Pianura Padana.
L'altitudine ufficiale di Castel Goffredo, corrispondente al punto sul quale sorge il Palazzo Municipale, è di 53 metri sul livello del mare.
Il comune confina a nord con Castiglione delle Stiviere, a nord-est con Medole, a est con Ceresara, a sud con Casaloldo e Asola, a ovest con Casalmoro, Acquafredda e Carpenedolo.
La città dista 35 km da Mantova, 36 km da Brescia e 145 km da Milano.
Classificazione sismica: zona 3 (sismicità medio-bassa), Ordinanza PCM n. 3274 del 20 marzo 2003.

#### Idrografia
Caratteristica della zona è la presenza di fontanili (dei quali è stata redatta una cartografia nel XVIII secolo) e di risorse idriche sotterranee, probabilmente alimentate anche per effetto dell'infiltrazione delle acque del Garda attraverso i rilievi morenici.
Numerosi sono i corsi d'acqua e torrenti, alcuni di rilevante valore naturalistico-ambientale, che percorrono il territorio comunale.
Interessante per il microambiente naturale è la zona che si trova nelle frazioni Profondi e Perosso, a nord del capoluogo, dove la ricca vegetazione permette la vita di gamberi di fiume e la sopravvivenza di numerosi uccelli acquatici.
La gestione delle acque superficiali è affidata al Consorzio di Bonifica Alta e Media Pianura Mantovana.

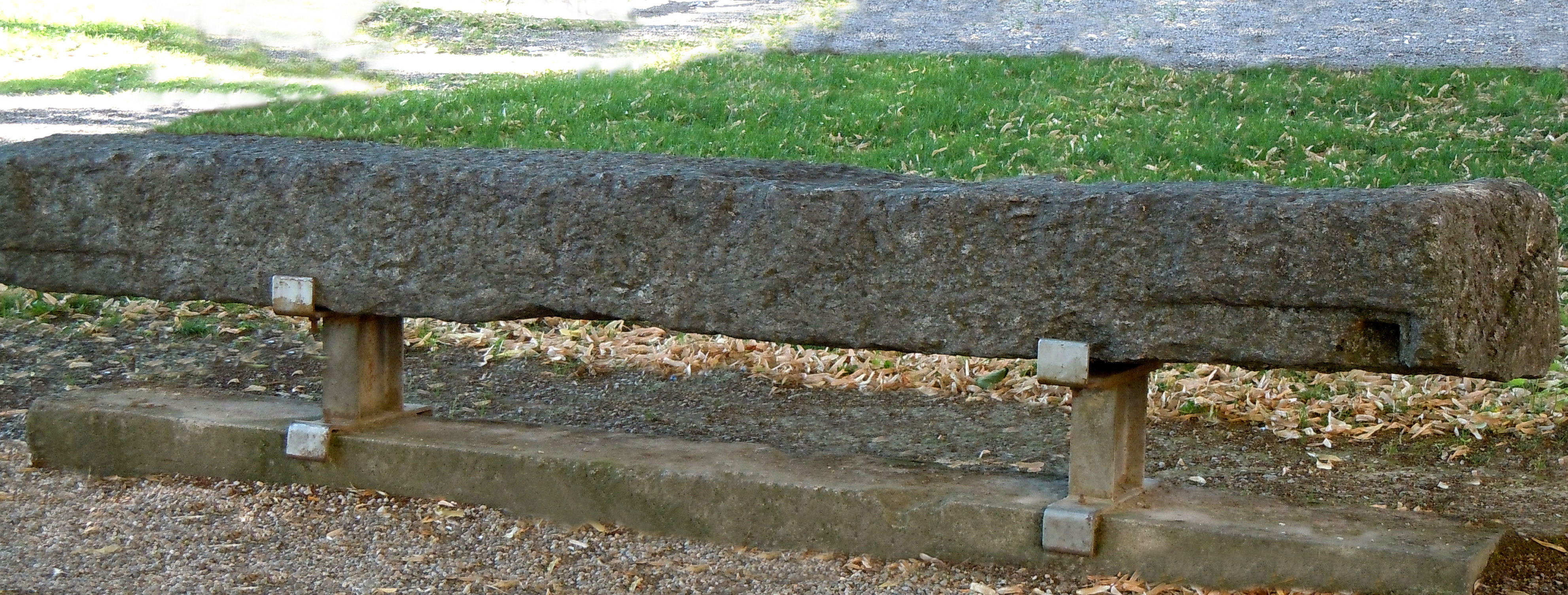
Masso longilineo dell'era quaternaria, collocato nei giardini pubblici di Castel Goffredo

#### Geologia e morfologia
Il territorio della provincia di Mantova ha avuto origine dalle vicende intervenute durante l'era quaternaria. L'assetto geologico della zona è caratterizzato dalla "media pianura idromorfa" e dalla "bassa pianura sabbiosa", presenti nella provincia nella stretta fascia del nucleo urbano di Castel Goffredo. Nella "media pianura idromorfa" i sedimenti diventano prevalentemente sabbiosi, talvolta con lenti di ghiaie, e si verifica l'emergenza dei fontanili, mentre il territorio della "bassa pianura sabbiosa" è solcato in senso nord-sud da un fitto reticolo di incisioni, talora occupate da piccoli corsi d'acqua o canali, formatisi per organizzazione delle acque sparse dei fontanili.

### Clima
Il clima di Castel Goffredo è quello tipico dell'alta Pianura Padana di tipo temperato sub‐continentale: gli inverni sono moderatamente rigidi, poco piovosi e con giornate di nebbia; le estati sono calde e afose con precipitazioni a carattere temporalesco; le primavere e gli autunni sono generalmente piovosi.
| Ghedi                      | Mesi  | Mesi | Mesi | Mesi | Mesi | Mesi | Mesi | Mesi | Mesi | Mesi  | Mesi  | Mesi  | Stagioni | Stagioni | Stagioni | Stagioni | Anno |
| Ghedi                      | Gen   | Feb  | Mar  | Apr  | Mag  | Giu  | Lug  | Ago  | Set  | Ott   | Nov   | Dic   | Inv      | Pri      | Est      | Aut      | Anno |
| -------------------------- | ----- | ---- | ---- | ---- | ---- | ---- | ---- | ---- | ---- | ----- | ----- | ----- | -------- | -------- | -------- | -------- | ---- |
| T. max. media (°C)         | 4     | 8    | 13   | 17   | 22   | 26   | 29   | 28   | 24   | 18    | 10    | 5     | 5,7      | 17,3     | 27,7     | 17,3     | 17   |
| T. min. media (°C)         | −3    | −1   | 3    | 7    | 11   | 15   | 18   | 17   | 14   | 9     | 3     | −2    | −2       | 7        | 16,7     | 8,7      | 7,6  |
| Precipitazioni (mm)        | 60    | 54   | 64   | 69   | 92   | 75   | 73   | 85   | 62   | 84    | 79    | 54    | 168      | 225      | 233      | 225      | 851  |
| Giorni di pioggia          | 6     | 6    | 8    | 9    | 10   | 9    | 6    | 8    | 6    | 7     | 8     | 6     | 18       | 27       | 23       | 21       | 89   |
| Umidità relativa media (%) | 86    | 81   | 75   | 76   | 73   | 71   | 72   | 72   | 75   | 79    | 85    | 86    | 84,3     | 74,7     | 71,7     | 79,7     | 77,6 |
| Vento (direzione-m/s)      | WNW 5 | W 5  | W 5  | W 5  | W 5  | W 5  | W 5  | W 5  | W 5  | WNW 5 | WNW 5 | WNN 5 | 5        | 5        | 5        | 5        | 5    |

- Classificazione climatica: zona E 2428 53.[42]

## Origini del nome
(Matteo Bandello, III parche, V, 15)

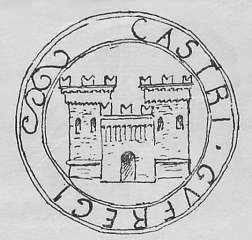
Sigillo del 1515

Sull'origine del toponimo Castel Goffredo ci sono diverse ipotesi. È composto di castrum, "fortificazione", e di un imprecisato "Goffredo" (dal germanico Gottfried che significa "in pace con Dio"), del quale molti studiosi hanno cercato di trovare il significato preciso.
L'esatta grafia del nome è Castel Goffredo, anche se anticamente e attualmente viene spesso scritto Castelgoffredo o CastelGoffredo.

## Storia

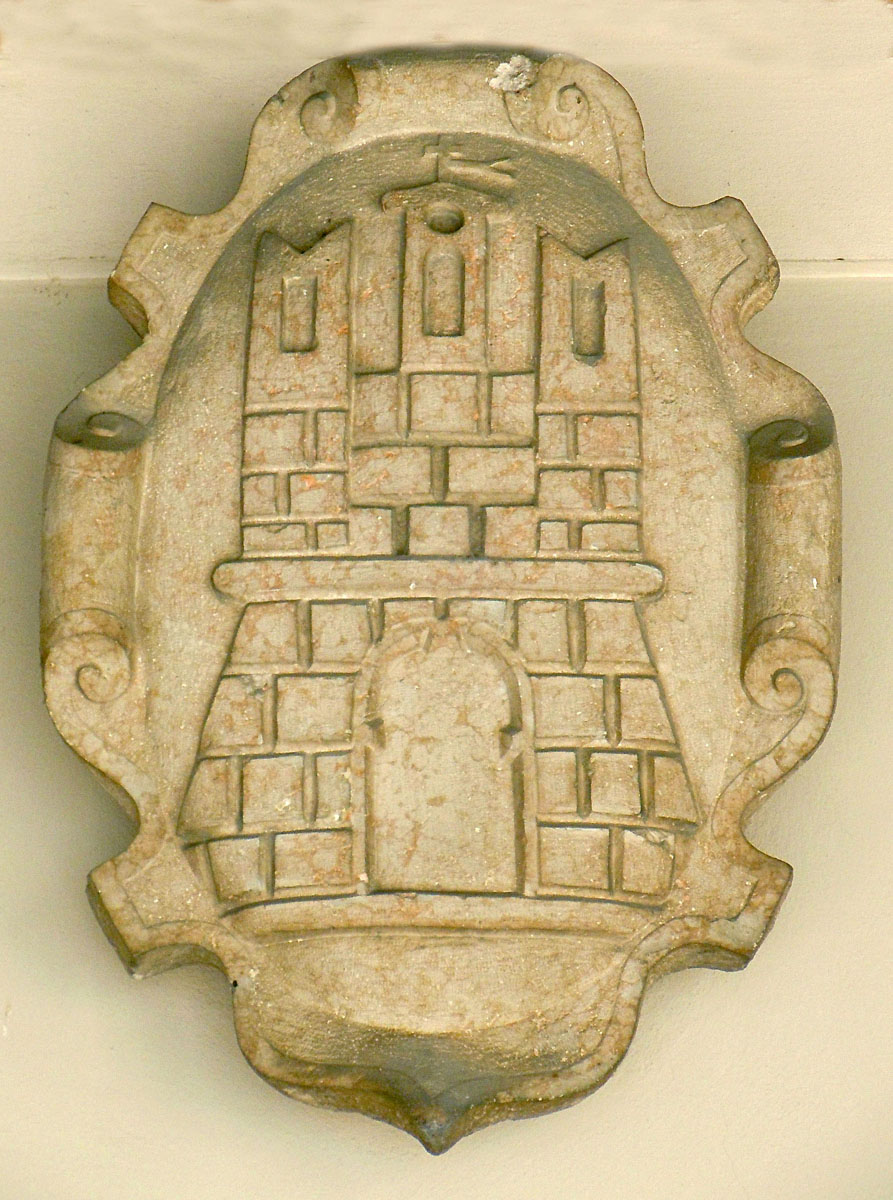
Stemma in marmo del Comune posto all'entrata del Palazzo Municipale

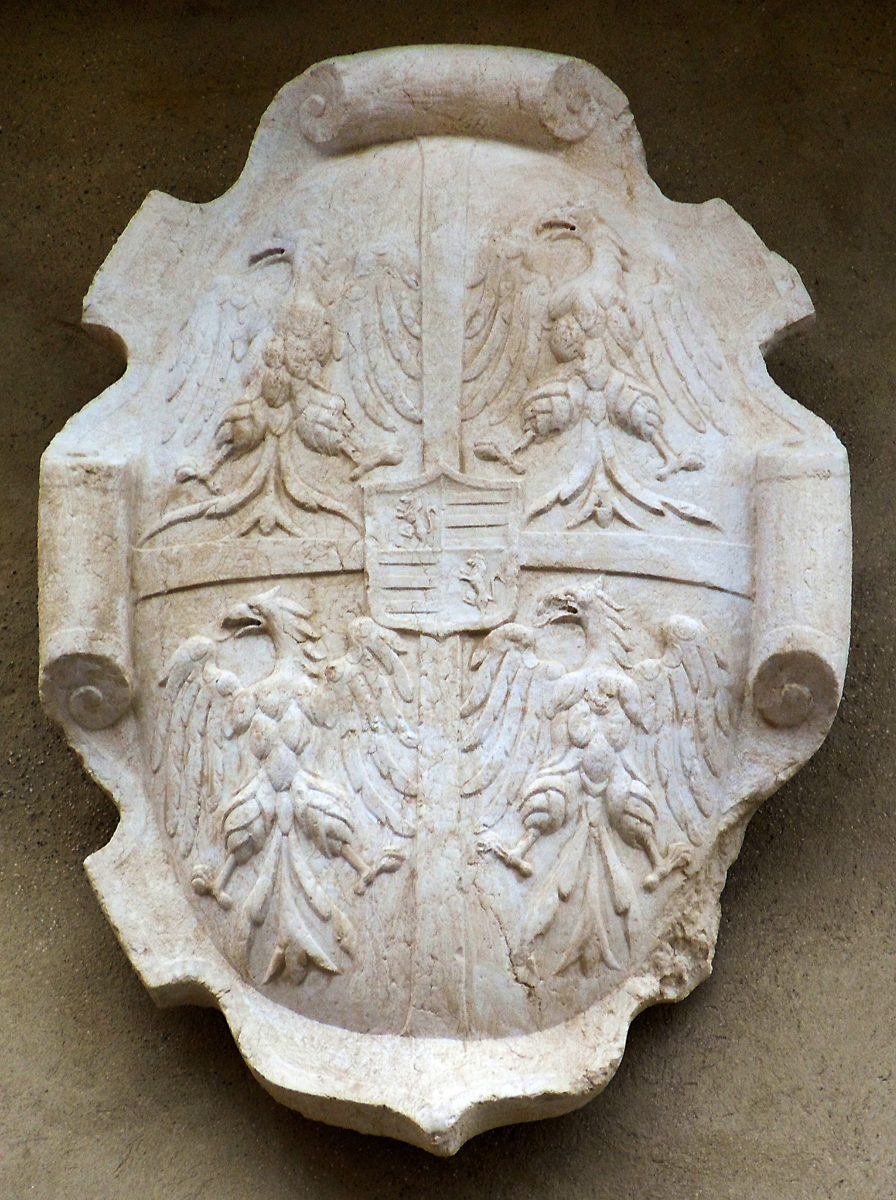
Stemma in marmo con l'arma dei Gonzaga posto sulla torre civica (XVI secolo)

### Età antica
Il territorio di Castel Goffredo è stato abitato sin dall'età del bronzo. La zona è stata quindi interessata sia dalla colonizzazione etrusca, come testimoniato dal ritrovamento di alcuni utensili di uso quotidiano quali tazze e brocche per l'acqua, sia dalla civiltà romana a partire dal I secolo d.C., col ritrovamento di alcune are votive e di una lapide sepolcrale. Quest'area venne interessata dalla centuriazione di Mantova e sulla romanizzazione del centro storico alcuni studiosi suppongono che questo fosse diviso in dodici isolati e caratterizzato da cardini e decumani e che all'intersezione del "cardo massimo" e "decumano massimo" fosse posto il forum, oggi rappresentato da piazza Mazzini.
Alcuni storici ritengono che qui nacque Virgilio, poeta latino vissuto nel I secolo a.C., scrittore delle Bucoliche, delle Georgiche e dell'Eneide.

### Età medievale
È dell'8 luglio 1107 la prima citazione di Castellum Vifredi come agglomerato urbano. Tra l'800 e il 1115 Castel Goffredo appartenne alla contea di Brescia e ai conti Longhi fino al 1190.
In seguito la città si diede lo statuto di libero comune e quando Brescia non fu in grado di offrire la sua difesa, nel 1337 preferì porsi sotto la protezione di Mantova e dei Gonzaga.
Dopo alterne dominazioni dei Visconti (1337), dei Gonzaga (dal 1337 al 1348), di nuovo dei Visconti (dal 1348 al 1404), dei Malatesta (dal 1404 al 1426), della Repubblica di Venezia (dal 1426 al 1431 e nuovamente dal 1439 al 1441) e infine dei Gonzaga (a partire dal 1441), nel 1466 con Alessandro Gonzaga il borgo divenne un feudo imperiale autonomo e vide nascere il Marchesato di Castel Goffredo. Durante il suo mandato venne ampliato il borgo, eretta la seconda cinta muraria di difesa dotata di rivellino ed emanati gli Statuti Alessandrini, che portavano il suo nome e che restarono in vigore fino al 1796. Castel Goffredo divenne una delle storiche capitali gonzaghesche, antesignana di altre piccole capitali da Castiglione a Sabbioneta, grazie al suo impianto urbanistico del 1480, dotato di una rigorosa maglia ortogonale. La città rimase quindi sotto i Gonzaga fino al 1707.

### Età moderna
Con il marchese Aloisio Gonzaga nel 1511 ebbe inizio il ramo cadetto dei "Gonzaga di Castel Goffredo" e Castel Goffredo divenne capitale del piccolo Stato. Nel suo palazzo di residenza (palazzo Gonzaga-Acerbi) egli creò una corte sfarzosa, frequentata da poeti (Matteo Bandello, Lucrezia Gonzaga e Pietro Aretino), artisti, diplomatici (Cesare Fregoso) e ambasciatori (Antonio Rincon). Nel 1516 transitò per Castel Goffredo l'imperatore Massimiliano I d'Asburgo mentre inseguiva le truppe francesi, e un altro imperatore, Carlo V, fu ospite di Aloisio Gonzaga il 28 giugno 1543 e ottenne le chiavi della fortezza. Il marchese incaricò forse la scuola di Giulio Romano di affrescare la sua domus: rimangono nella loggia del palazzo testimonianze pittoriche importanti di quel periodo. Aloisio Gonzaga morì il 19 luglio 1549 e la sua fu una successione travagliata.

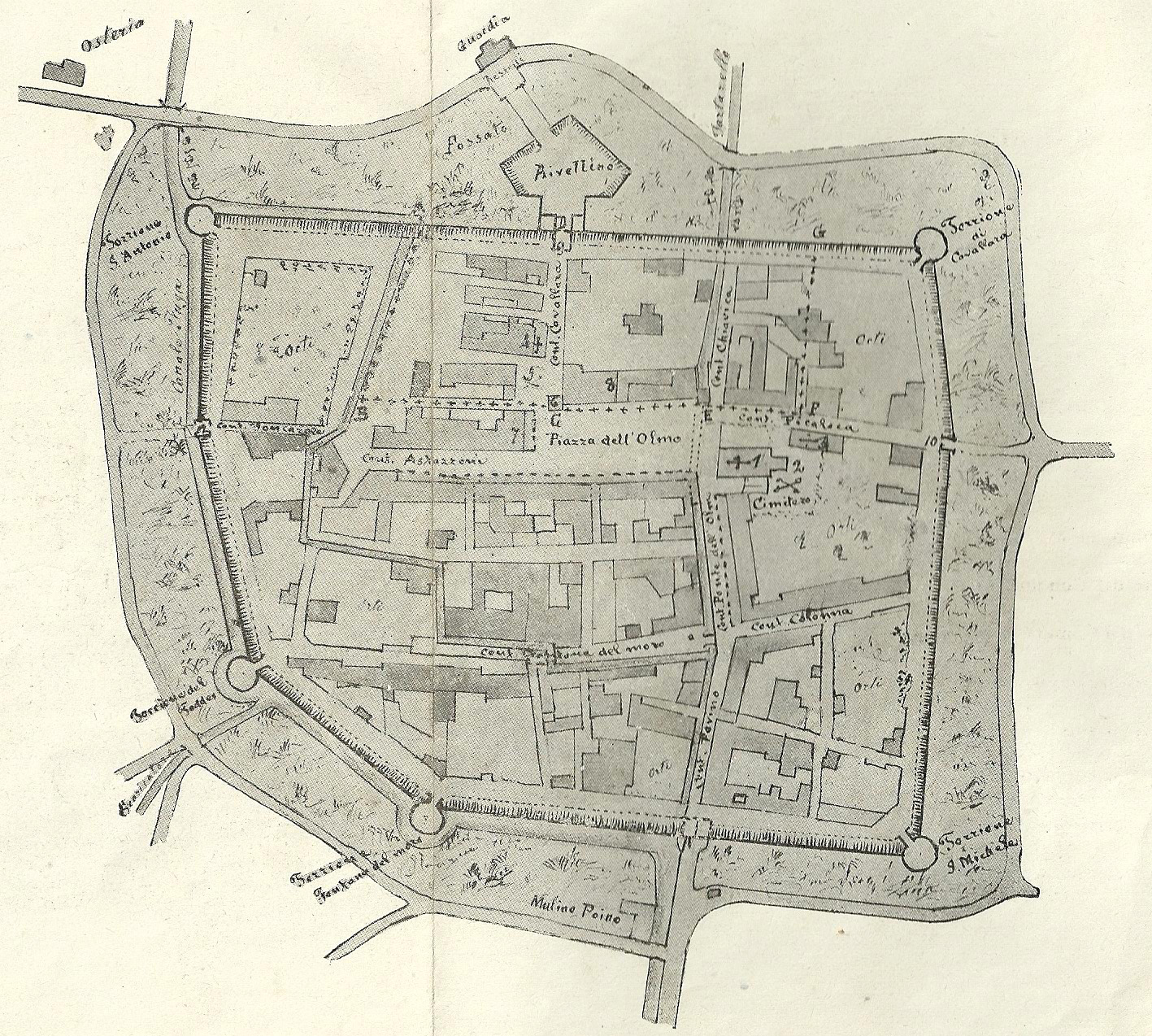
Mappa di Castel Goffredo all'inizio del Cinquecento

Gli succedette inizialmente il primogenito Alfonso Gonzaga che governò la città dal 1549 al 1592, anno in cui morì assassinato, per motivi ereditari, alla Corte Gambaredolo per mano dei sicari del nipote Rodolfo Gonzaga di Castiglione, fratello di san Luigi. Rodolfo prese possesso della fortezza e governò Castel Goffredo con terrore. Il popolo castellano non accettò i soprusi e organizzò una congiura che portò all'assassinio del marchese il 3 gennaio 1593, mentre si recava alle funzioni religiose nella chiesa prepositurale di Sant'Erasmo. Con la sua morte senza figli maschi si concludeva anche la storia della località come feudo autonomo gonzaghesco e la breve signoria dei "Gonzaga di Castel Goffredo".
Dopo una lunga disputa presso la corte imperiale di Rodolfo II tra il terzo marchese di Castiglione Francesco Gonzaga e il duca di Mantova Vincenzo I Gonzaga, nella quale intervenne nel 1602 come ambasciatore, senza risultato, Lorenzo da Brindisi, la città venne definitivamente aggregata per decreto imperiale nel 1603 al Ducato di Mantova e ne seguì le sorti sino al 1707 quando l'ultimo dei Gonzaga, il duca Ferdinando Carlo di Gonzaga-Nevers, fu destituito dall'imperatore Giuseppe I d'Asburgo e costretto all'esilio.
La dominazione austriaca determinò l'occupazione della città e la requisizione dei magazzini di rifornimenti e fra il 1705 e il 1706 soldati austriaci saccheggiarono Castel Goffredo, traendo in ostaggio anche alcuni abitanti.
Nel 1796 Napoleone Bonaparte spinse gli austriaci oltre il Mincio e nel 1797 l'Austria cedette la Lombardia ai francesi. Il 13 maggio di quell'anno Castel Goffredo fu occupata dalle truppe francesi.

### Età contemporanea
Si susseguirono i governi austriaci nel 1799, francesi dal 1801 al 1814 e di nuovo austriaci sino al 1866.
Negli anni del 1848 Castel Goffredo fu il centro cospirativo antiaustriaco dell'Alto Mantovano e contò la presenza di numerosi patrioti, capeggiati dal castellano Giovanni Acerbi, che diventerà in seguito intendente dei Mille di Garibaldi. La congiura venne scoperta e portò come conseguenza la tragica pagina dei Martiri di Belfiore.

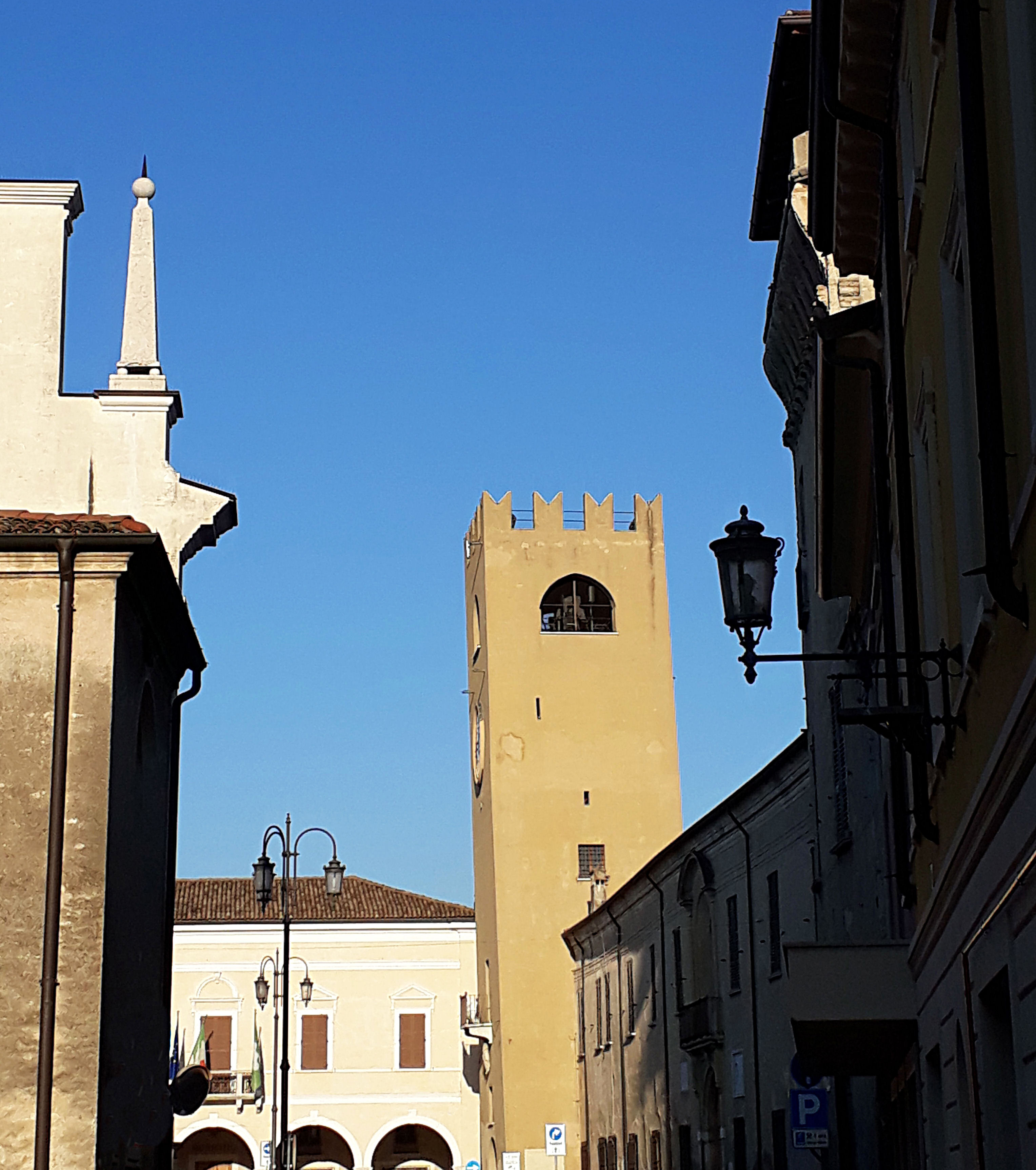
Torre civica

Nel 1859, dopo la battaglia di Solferino e San Martino che coinvolse anche il territorio di Castel Goffredo essendo qui schierato il 3º corpo d'armata del generale Canrobert, la città venne aggregata al Regno di Sardegna e nel 1861 entrò a far parte del Regno d'Italia, sotto la giurisdizione della provincia di Brescia. Nel 1871 venne fondata la Società Operaia di Mutuo Soccorso che nel 1900 contò trecento iscritti.
Il 1925 segnò la svolta economica e industriale di Castel Goffredo: aprì infatti il primo calzificio, il NO.E.MI., destinato a scrivere la storia dell'industrializzazione dell'area.
Il 19 settembre 1926 Castel Goffredo fu sconvolta dall'assassinio da parte dei fascisti del maestro cattolico Anselmo Cessi.
Dopo l’8 settembre 1943, in alcuni paesi del mantovano occidentale tra i quali Castel Goffredo, si sviluppò l'azione delle Brigate Fiamme Verdi, formazioni partigiane che presero impulso da don Primo Mazzolari, parroco di Bozzolo, impegnato, fra l’altro, a contrastare l’azione dei fascisti.
Dopo la seconda guerra mondiale Castel Goffredo ha avuto un grande sviluppo economico, divenendo un centro industriale di primaria importanza per l'industria tessile, grazie alla consistente produzione di calze da donna, collant e filati.
Ha acquisito il titolo di città nel 2002.

### Simboli
Lo stemma municipale di Castel Goffredo rappresenta un castello a merlatura ghibellina, formato da tre torri coperte in muratura. È evidente il riferimento al castello della città e ai suoi baluardi difensivi denominati torrioni. La prima raffigurazione dello stemma è visibile in due documenti del 1738 e del 1779 conservati nell'archivio storico del comune.
Blasonatura stemma
Lo stemma del comune di Castel Goffredo era stato riconosciuto con DPCM del 9 dicembre 1958. A seguito dell'attribuzione del titolo di città è stato concesso nella versione attuale con DPR del 12 settembre 2003.
Blasonatura gonfalone
Il gonfalone era stato concesso con DPR del 12 marzo 1959 e poi modificato nella versione attuale con DPR del 12 settembre 2003.

### Onorificenze

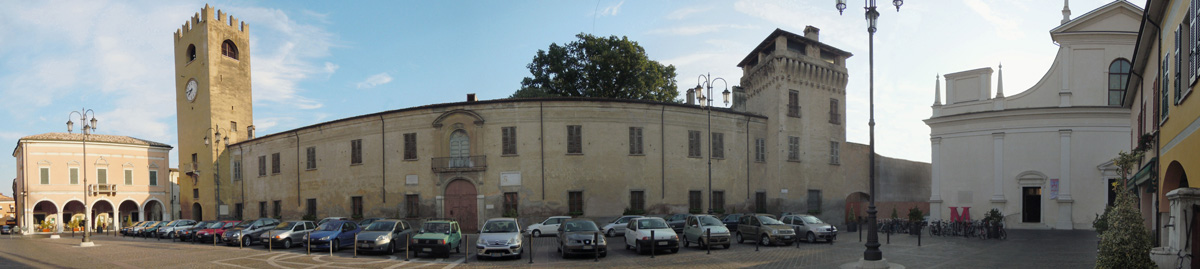
Piazza Mazzini

## Monumenti e luoghi d'interesse
Da giugno 2017 l'Amministrazione comunale ha aderito a Wiki Loves Monuments.

### Architetture religiose in città

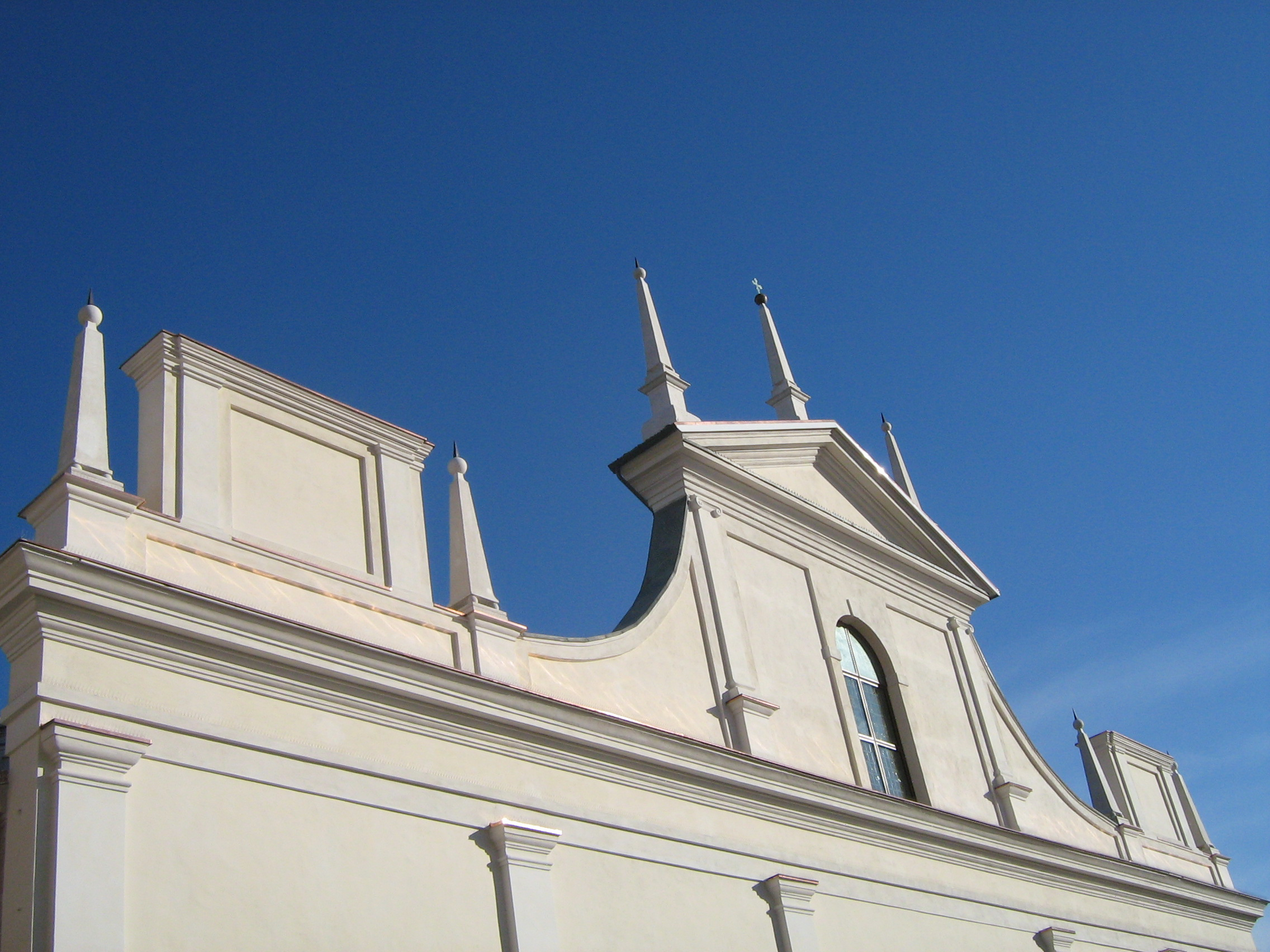
La facciata della chiesa prepositurale di Sant'Erasmo

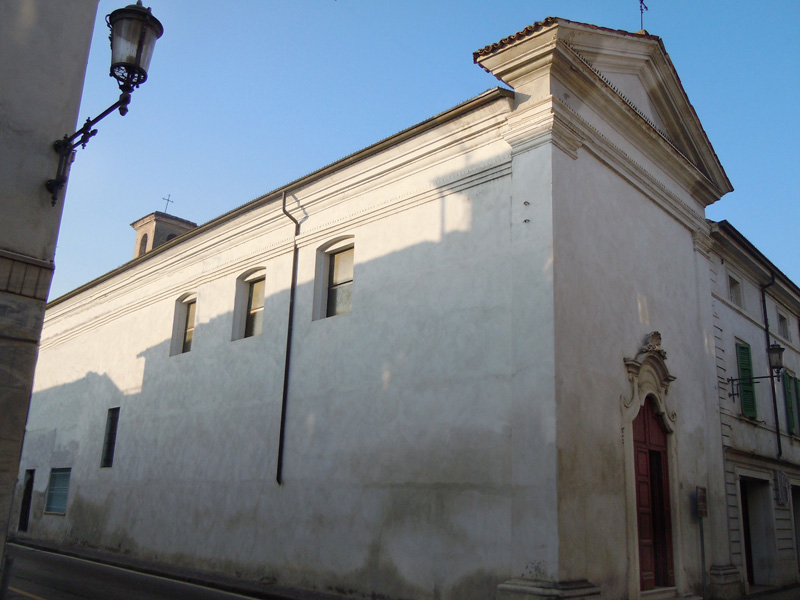
Chiesa di San Giuseppe

Chiesa prepositurale di Sant'Erasmo
In stile rinascimentale, è la chiesa parrocchiale di Castel Goffredo e in essa vengono officiate le principali funzioni religiose della città. Collocata in piazza Mazzini e sistemata in modo asimmetrico rispetto all'asse della piazza, fu edificata nella seconda metà del Quattrocento, ampliata nel 1516 e poi ricostruita tra il 1588 e il 1590 da Bernardino Facciotto, architetto del duca di Mantova Guglielmo Gonzaga, per volontà del marchese Alfonso Gonzaga, signore di Castel Goffredo. Ha una facciata su due ordini con paraste e timpano. L'interno è a croce latina suddiviso in tre navate da colonne di marmo botticino.
Chiesa di Santa Maria del Consorzio
Ignota l'epoca di costruzione, venne eretta entro la prima cinta muraria dell'antico borgo di Castelvecchio e si apriva sull'attuale piazza Gonzaga. Nel XIII secolo appartenne alla Congregazione di Santa Maria di Castel Goffredo per mutuo soccorso, che la chiamò inizialmente chiesa di Santa Maria. Venne ricostruita totalmente nel 1434 in stile tardo gotico. Abbattuta nel 1986 per fare posto a un edificio di civile abitazione, dell'antica chiesa si conserva solo l'abside poligonale con volta a ombrello, alcune epigrafi aloysiane e il portale in marmo bianco (1532) posti sul fianco della chiesa prepositurale di Sant'Erasmo, alcuni affreschi del Cinquecento e il campanile quattrocentesco, con bifore e monofore.

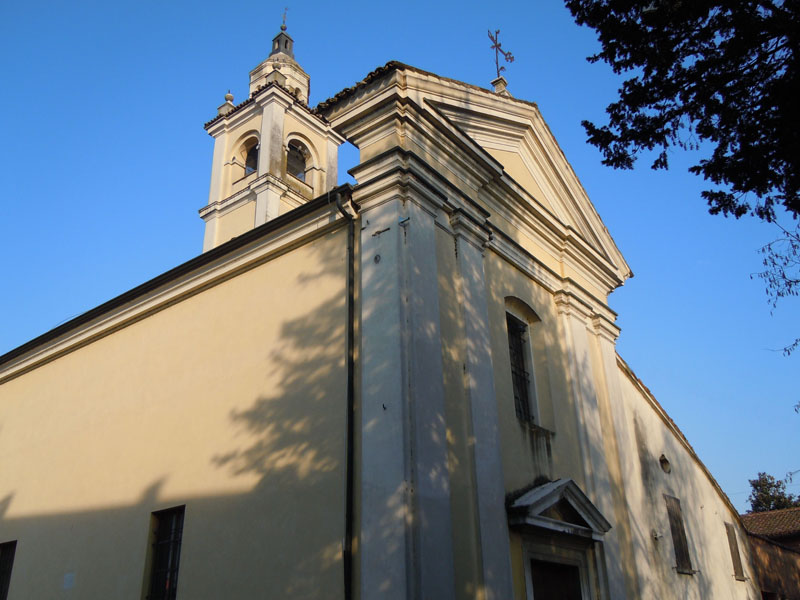
Chiesa dei Disciplini
In stile rinascimentale, fu terminata nel 1587 a navata unica per conto della "Confraternita dei Disciplini". Possiede un campanile seicentesco e all'interno sono presenti resti di affreschi della fine del XVI secolo sulla vita di san Giovanni Battista, al quale è dedicata la chiesa, e il pregevole altare maggiore in marmi policromi del 1772, opera degli artisti rezzatesi Angelo e Giambattista Lepreni. Sconsacrata dal 1960, attualmente è sede di importanti mostre ed eventi culturali. Si trova in via Disciplini.
Chiesa di San Giuseppe
Chiesa in stile barocco situata in via Andrea Botturi, nei pressi della chiesa prepositurale di Sant'Erasmo, era nel Cinquecento un edificio adibito a scuderie e artiglierie dei Gonzaga. Con decreto del 1728 del principe Filippo d'Assia, governatore di Mantova, fu ceduto alla "Compagnia del Santissimo Sacramento" che, nel 1729, lo trasformò in luogo di culto, funzione che continua a ricoprire.
Cimitero
L'attuale cimitero fu costruito dal comune nel 1817, utilizzando nella cinta materiale proveniente dal disfacimento delle mura del paese. Nello stesso anno venne soppresso il cimitero della frazione Bocchere, concentrandolo in quello di Castel Goffredo.

### Architetture religiose fuori città

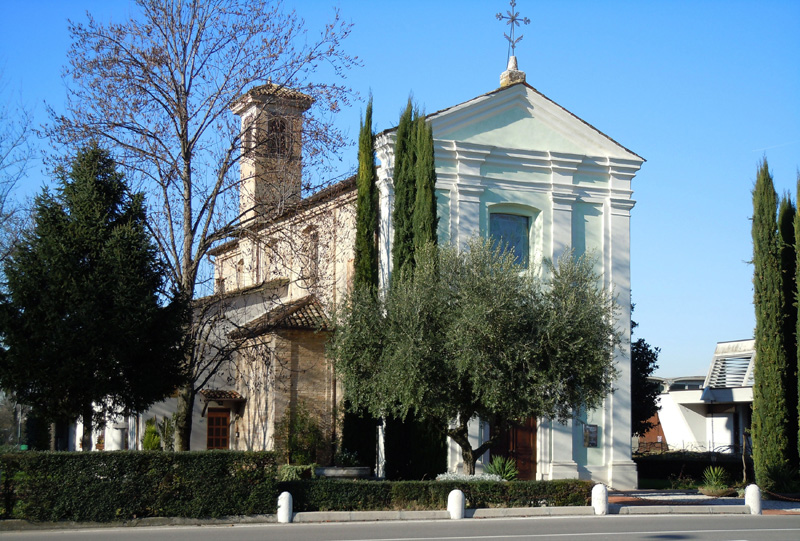
Oratorio di San Michele Arcangelo
Situato alla periferia sud della città in via per Casaloldo nella frazione Zecchini, fu edificato nel 1719 in stile neoclassico. All'interno è presente un altare in legno finemente lavorato, opera del 1721 di Giovanni Battista Barilli.

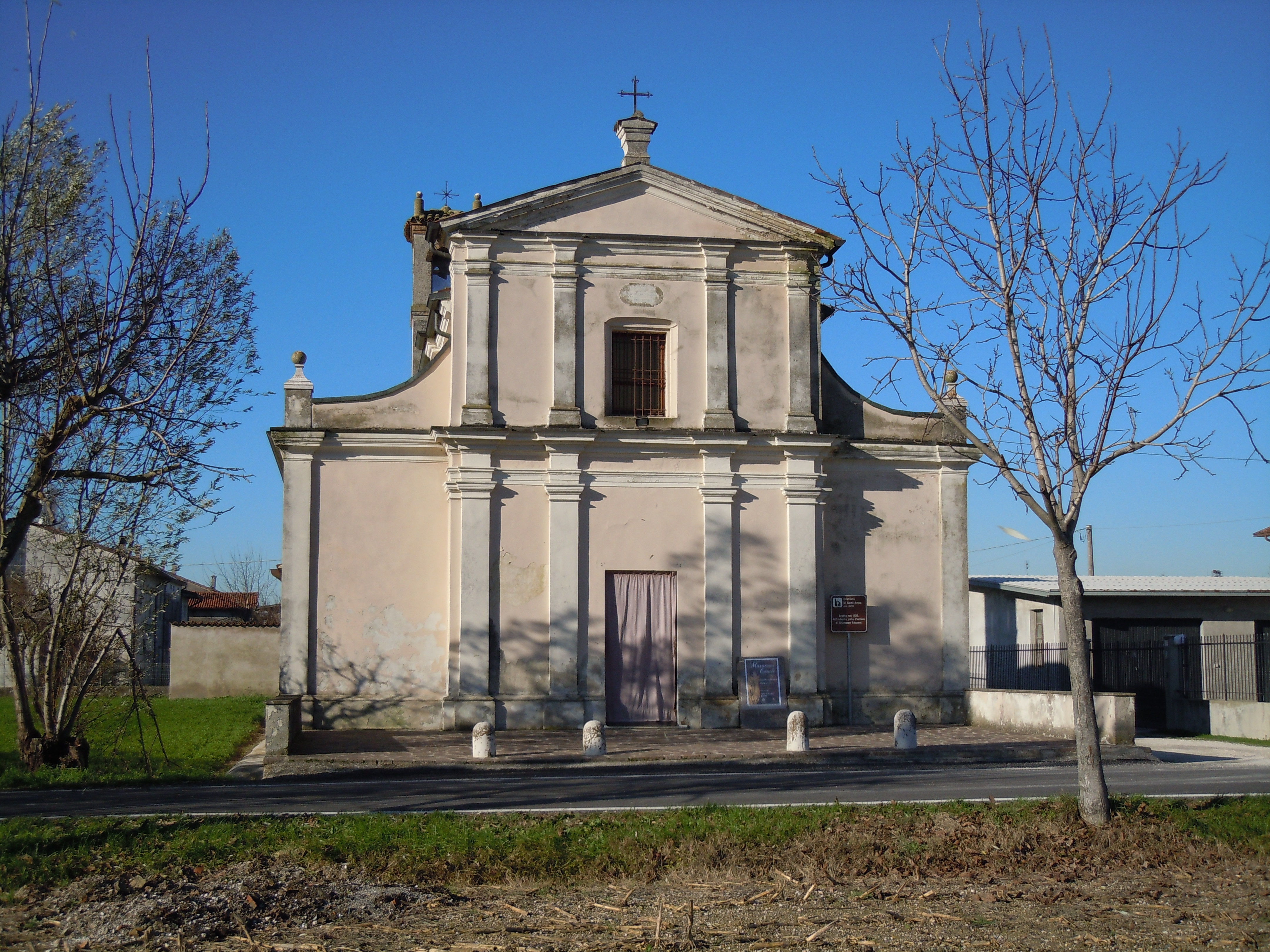
Oratorio di Sant'Anna
Edificato nel 1727 in stile neoclassico in frazione Sant'Anna. Al suo interno è presente una pala d'altare del pittore mantovano Giuseppe Bazzani, L'educazione della Vergine, del 1750 circa.
Oratorio di San Vito
L'oratorio campestre del XVI secolo è appartenuto, sino alla metà del XVI secolo, alla parrocchia di Castel Goffredo per poi passare a quella di Casaloldo.
Convento dell'Annunciata
Il convento, appartenuto anticamente al territorio di Castel Goffredo, sorge nel comune di Medole. Ebbe origine da una donazione fatta da Guglielmo Luchino (o Venturella Lucchini) di Castel Goffredo di un oratorio privato con casa e orto contigui (esistenti già nel 1445), assegnata agli Eremitani di Sant'Agostino con breve di papa Callisto III del 1455. Il complesso, in stile gotico, è costituito da tre fabbricati disposti attorno al giardino, comprendenti quattro sale a volto, il chiostro, un rustico e la piccola chiesa.

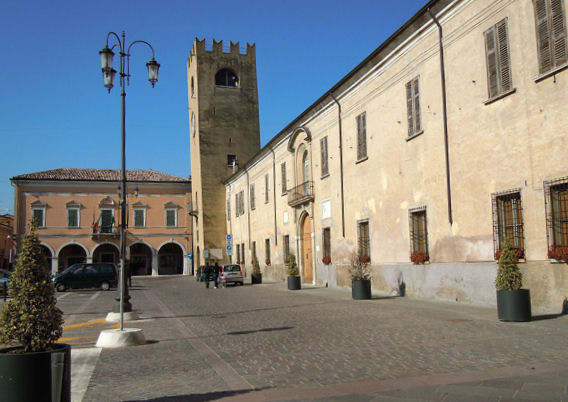
Palazzo Gonzaga-Acerbi

#### Chiese e oratori campestri
La zona circostante Castel Goffredo, corrispondente alla rispettive frazioni, è stata interessata dalla costruzione di oratori campestri e chiesette sparse nella campagna fin dal XVI secolo.

#### Edicole sacre
Numerose sono anche le edicole sacre sparse sul territorio comunale che costituiscono un vero e proprio luogo di culto, vantano antiche tradizioni e sono il segno di una religiosità assai diffusa.

### Architetture civili in città
Palazzo Gonzaga-Acerbi
Residenza castellata risalente al 1350, occupa l'intero fronte settentrionale di piazza Mazzini. Era in origine composto da due distinti edifici, il Palazzo del Vicario e l'edificio comprendente il Torrazzo, che vennero presumibilmente uniti agli inizi del Cinquecento dai marchesi di Castel Goffredo. In stile neoclassico, subì diverse modifiche, la più importante nel Settecento. È stata la residenza di tutti i signori che si sono succeduti a Castel Goffredo, iniziando dai Gonzaga di Mantova. La loggia del palazzo è decorata a grottesche, attribuite a Giulio Romano e ai suoi allievi.

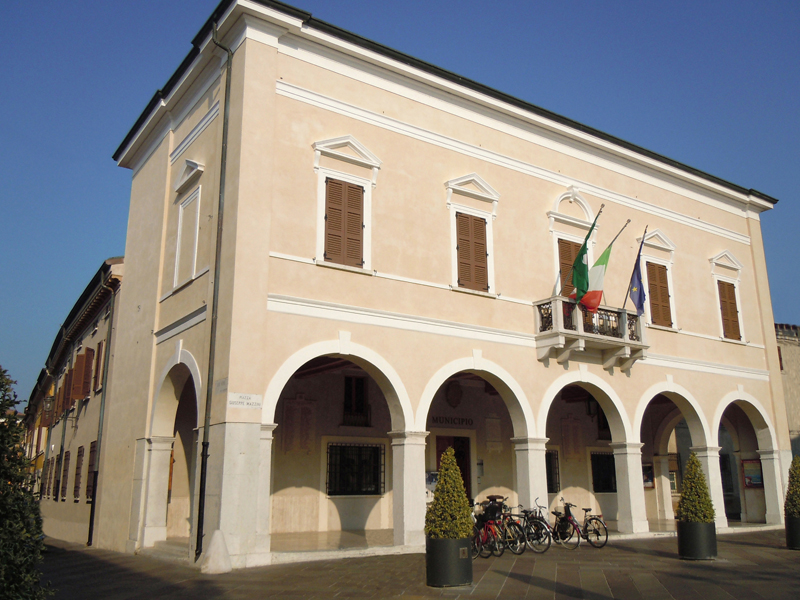
Palazzo Municipale

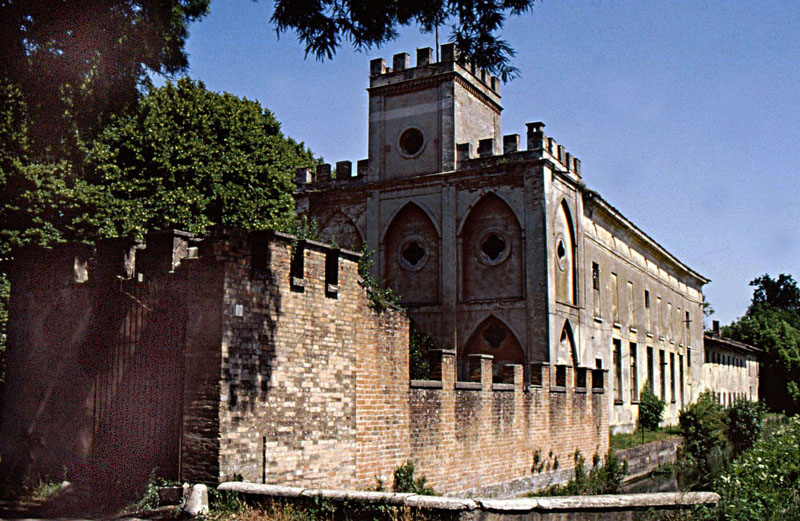
Palazzo Riva (in campagna) nel 1990

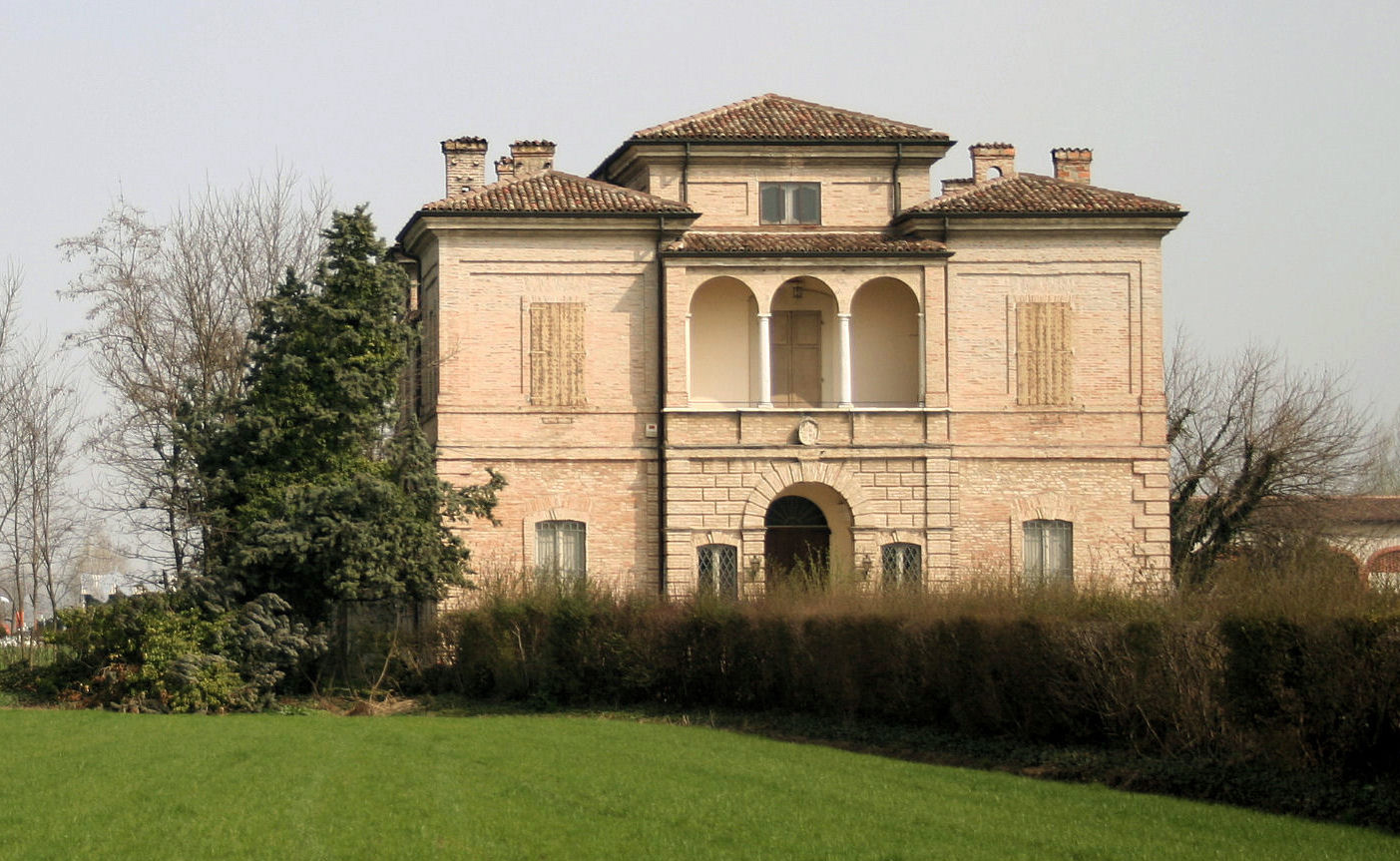
Villa Beffa

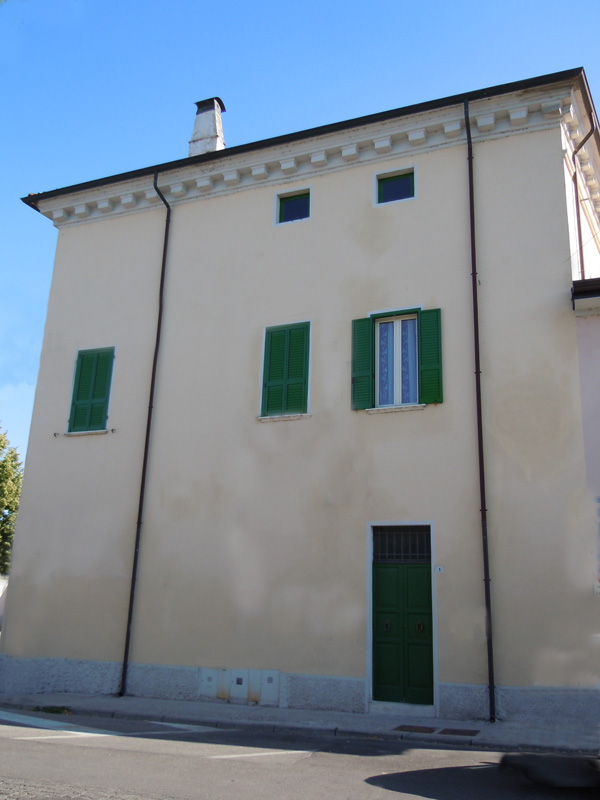
Casa del Pretore

Palazzo Municipale e Loggia della Magnifica Comunità
La "Casa del Comune" è un edificio risalente al 1330 e rimaneggiato nel 1490. In stile neoclassico, presenta la facciata divisa in due parti: al piano terreno la "Loggia delle grida" dove si riuniva la vicinia e sopra la sala consiliare dal soffitto affrescato che nell'Ottocento ospitava il teatro comunale e attualmente espone la raccolta comunale d'arte con opere riguardanti Castel Goffredo del Novecento. Occupa il lato ovest di piazza Mazzini.

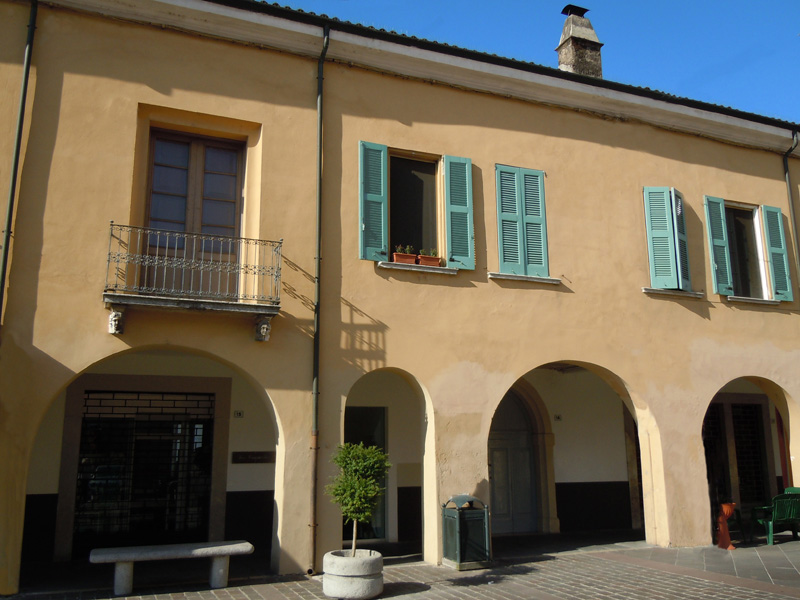
Palazzo Riva (in città)
Edificato agli inizi nel Cinquecento e situato tra piazza Mazzini e via Roma, era la residenza cittadina della nobile famiglia Riva. Composto da due edifici, si conservano ancora al piano terreno il portale in marmo, un loggiato con colonne in marmo e al primo piano un salone impreziosito da affreschi e stucchi. Qui nel maggio del 1848 venne accolto Vittorio Emanuele II, futuro re d'Italia, ospite di Bartolomeo Riva.
Palazzo della Prevostura
Edificio risalente al XV secolo, sede dei prevosti titolari della parrocchia di Castel Goffredo in via Botturi. Ospita nelle sue sale il museo MAST Castel Goffredo.
Palazzo Negri
Edificio dall'antica struttura in via Botturi, ospita la canonica di Castel Goffredo.
Monte di Pietà
L'edificio è situato nel vicolo Monte Scuole (ex vicolo del Monte) dal 1877, anno in cui fu trasferita dal comune la sede del vecchio Monte di Pietà, dal 1798 posta nella chiesa di Santa Maria del Consorzio. Il fabbricato fu poi adibito a uso scolastico.
Ospedale Vecchio
Edificato agli inizi del Cinquecento, era la sede della Congregazione di Santa Maria di Castel Goffredo per mutuo soccorso che, nel 1784, istituì un piccolo ospedale. Attualmente è un edificio di civile abitazione, posto all'angolo tra via Mantova e piazzale Marconi.
Teatro comunale e casa del Fascio
Progettati alla fine degli anni trenta, sono un esempio di edificio dell'architettura razionalista italiana. Sorgono in piazza Giacomo Matteotti.
Casa del Pretore
Casa Galetti, collocata all'angolo tra via Botturi e via IV Novembre, è un edificio risalente al Cinquecento. Fu in seguito trasformata in asilo infantile (1630) e poi in "Casa del commissario distrettuale" quando Castel Goffredo divenne capoluogo di Distretto VI.
Fontana in marmo
Sul lato dei portici di Piazza Mazzini è collocata una fontana (in dialetto: sörba, tromba da pozzo o tromba dell'acqua) in marmo bianco del 1833, realizzata su disegno dell'ingegnere locale Gaetano Franceschi dal marmista rezzatese Marchesini, utilizzata a scopi potabili, in luogo della chiusura del pozzo situato nella piazza.
Villa Maddalena
Edificata tra il 1925 e il 1927 in stile Liberty, sorge a breve distanza da Villa Beffa.
Casa Bonfiglio
Casa Casnici Cappa
Casa Prignaca
Casa Franceschi
Negozio Scuderi

### Architetture civili fuori città

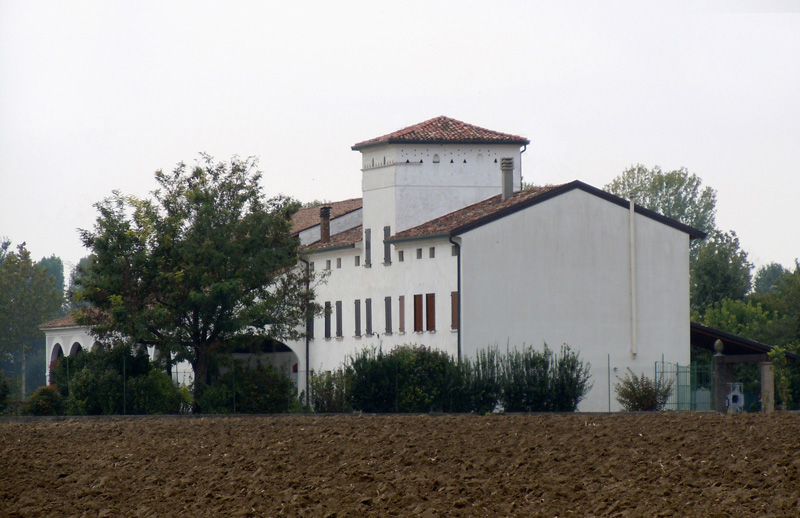
Casa colonica nella campagna circostante

Palazzo Riva (in campagna)
Edificio a sud della città in stile neogotico risalente al 1840, ora in disuso, era la residenza estiva e azienda agricola della nobile famiglia Riva di Castel Goffredo. Intorno al 1840 in alcuni locali del palazzo, Bartolomeo Riva iniziò la coltura del baco da seta su scala industriale, sul modello francese della bigattaia di Camille Beauvais. È sito in via Molino Nuovo ed è attualmente in disuso.
Villa Beffa
In stile rinascimentale della seconda metà del XVI secolo, è sita in via Beffa a 2 km dal centro ed è appartenuta alla famiglia Beffa, residente a Castel Goffredo dal 1337.
Corte Gambaredolo
Tipica corte rinascimentale costruita alla periferia est della città in via Ceresara agli inizi del Cinquecento per volontà del marchese Aloisio Gonzaga, era la residenza di villeggiatura dei signori "Gonzaga di Castel Goffredo". Qui, nel 1592 fu assassinato Alfonso Gonzaga, marchese di Castel Goffredo. Vi risiedette anche Caterina Gonzaga, figlia di Alfonso, che nel 1615 fece erigere l'Oratorio di San Carlo. Attualmente si trova in parziale disuso.
Corte Palazzina
Palazzetto cinquecentesco sito in via Perosso alla periferia nord della città presso il quale Giuseppe Acerbi verso il 1820 impiantò a scopi scientifici circa 1 500 tipi di vite diversi.

#### Corti coloniche
Nella campagna attorno a Castel Goffredo sono presenti numerose corti coloniche ben conservate, alcune delle quali di buon valore architettonico, risalenti al Cinquecento e al Settecento, comprendenti la casa padronale, l'aia centrale, la torre colombaia e le stalle.

### Architetture militari
Fortezza di Castel Goffredo

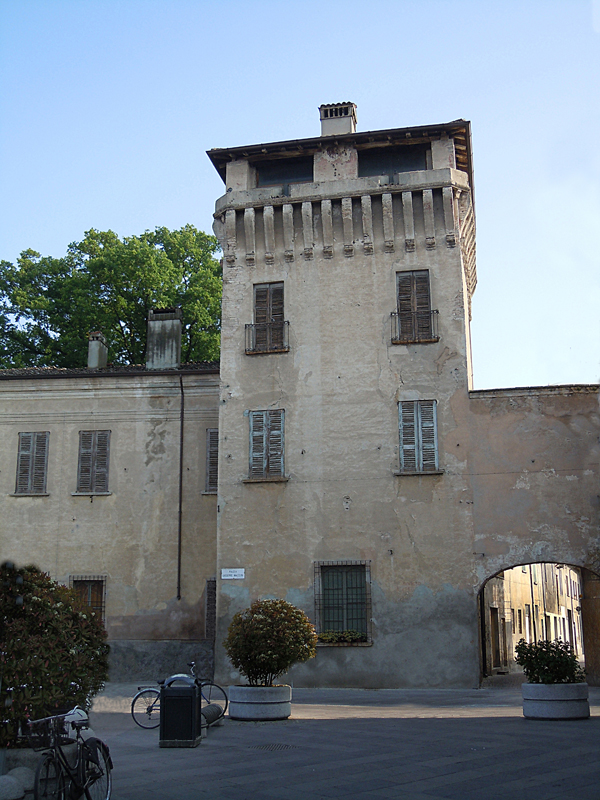
Il Torrazzo

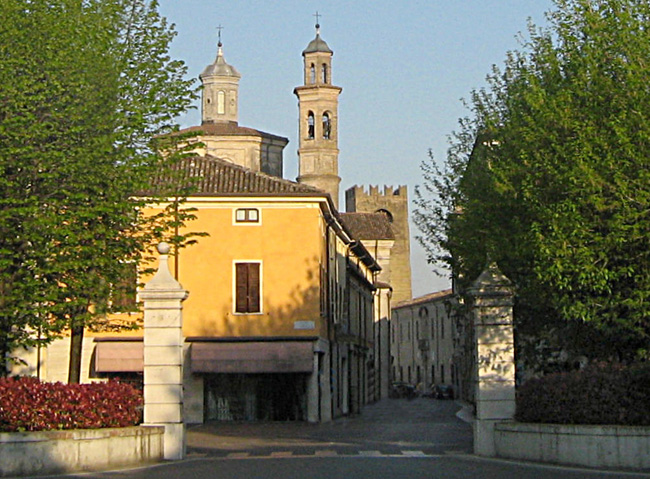
Porta Picaloca

Dell'antica fortezza di Castel Goffredo, documentata da una pergamena come esistente già nel 1337, ampliata dai marchesi Gonzaga e smantellata nell'Ottocento, si conserva ancora un tratto importante di cinta fortificata con redondone in pietra, corrispondente al perimetro nord del palazzo Gonzaga-Acerbi in via Monte Grappa. Delle mura facevano parte anche il torrione di Sant'Antonio, l'unico giunto ai giorni nostri e visitabile nel parco La Fontanella, il torrione dei Disciplini, del quale è ancora visibile il basamento sul quale insiste una casa di civile abitazione, a fianco della quale scorre il torrente Fuga e la porta Picaloca, l'unica rimasta (ricostruita) delle quattro porte medievali di ingresso alla città fortezza.
Torre civica
Di origine medievale, appartenne alla prima cinta muraria di Castel Goffredo, con i suoi 27 metri svetta su piazza Mazzini ed è popolarmente considerata il simbolo di Castel Goffredo. La sua fondazione risale al XIII secolo e dal 1438 vi è alloggiato l'orologio pubblico.
Torrazzo
Di costruzione medievale con coronamento a sbalzo sostenuto da mensoloni, fu innalzato probabilmente nella seconda metà del XIV secolo a uso abitazione del vicario rappresentante dei Gonzaga di Mantova. Chiude palazzo Gonzaga-Acerbi sul fianco destro in piazza Mazzini.
Castello
Di origini medievali, il castello di Castel Goffredo sorgeva presumibilmente nella zona occupata, dalla metà del XIII secolo, dalla chiesa di Santa Maria (o chiesa in Castello), abbattuta nel 1986. In questo anno, durante gli scavi per la realizzazione di un edificio di civile abitazione, vennero alla luce i resti di un edificio fortificato medievale che farebbero supporre all'esistenza del castello, sulle rovine del quale sorse la predetta chiesa. Anche il poeta Matteo Bandello citò un «castello altiero», e probabilmente si riferiva alla residenza del marchese Aloisio Gonzaga con rocca al suo interno e alle fortificazioni erette nel 1520 a difesa del borgo.

### Altro

#### Vie e piazze

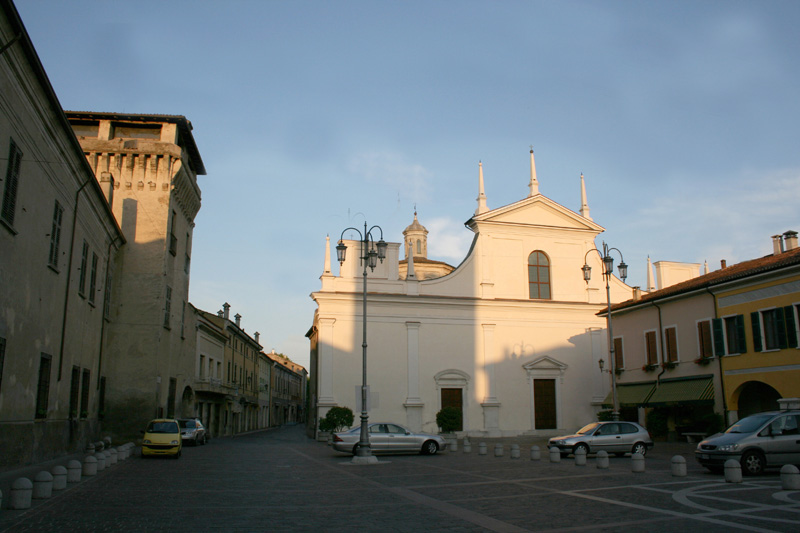
Piazza Mazzini
Risultato di un progetto rinascimentale e coincidente con l'antico foro romano, è il cuore della città, sulla quale si affacciano il palazzo Gonzaga-Acerbi, la chiesa prepositurale di Sant'Erasmo, il Palazzo Municipale e i caratteristici portici quattrocenteschi con i negozi dei commercianti. Da sempre centro politico della città, in essa si svolgono le principali manifestazioni folcloristiche, religiose e storiche. Nel corso dei secoli ha subito diversi cambi di denominazione: piazza del Ponte dell'Olmo (Platea Pontis Ulmi), albero situato all'estremità della piazza e sotto la cui ombra, nel Medioevo, veniva amministrata la giustizia, poi piazza d'Armi, piazza Umberto I e quindi piazza Giuseppe Mazzini.
Piazza Gonzaga
Con piazza Castelvecchio è la più antica della città. Si apre sul fianco destro del Palazzo Municipale ed è chiusa a sud dalla torre civica. La piazza faceva parte del primo nucleo abitato, Castelvecchio, e su di essa si sono affacciati, nel corso dei secoli, il castello di Castel Goffredo e la chiesa di Santa Maria del Consorzio, oggi scomparsi.
Portici di piazza Mazzini
Di origine quattrocentesca e selciati nel 1838 con lastre arenarie di Sarnico, chiudono piazza Mazzini sul lato sud e sono caratterizzati dalla presenza di diverse attività commerciali. All'interno del centro storico e sino agli inizi dell'Ottocento era presente un altro ordine di portici, che percorreva l'antica contrada del Ponte dell'Olmo (ora via Botturi) partendo da contrada Colonna (attuale via Acerbi).

#### Monumenti
Monumento ai Caduti
Gruppo scultoreo in marmo bianco posto nei giardini pubblici di piazzale della Vittoria. Fu realizzato nel 1925 dallo scultore Timo Bortolotti - artista che si esprimeva con forme che si ispiravano a un ritorno all'antico e all'idea del classico - e inaugurato il 10 maggio 1925 dal deputato mantovano Gino Maffei (1890-1938). La costruzione è posta al di sopra di tre gradini e costituita da una figura femminile racchiusa tra due colonne di stile ionico sormontate da fregio e architrave spezzata su cui spicca la citazione latina Per aspera ad astra. Alla base del monumento sono poste le lapidi a ricordo dei caduti delle due guerre.
Monumento a don Aldo Moratti
Scultura in bronzo del 1986, opera di Luciano Scalzotto, posta nella centrale via Mantova, raffigurante il sacerdote che conduce a mano una bicicletta e un ragazzo che tende la mano verso don Aldo.
Monumento ad Anselmo Cessi
Effigie in bronzo su basamento in marmo del 2018, opera dello scultore mantovano Andrea Jori, posta nell'omonima via, raffigurante il maestro Anselmo Cessi, vittima del fascismo.
Monumento a Giovanni Acerbi
Raffigura il busto in bronzo del patriota castellano, collocato su un basamento di marmo bianco all'interno dei giardini pubblici di piazzale Marconi. Realizzato nel 1999 su disegno dello scultore-pittore Vindizio Nodari Pesenti.
Monumento al Carabiniere
La scultura, inaugurata il 29 giugno 2025 in largo Salvo D'Acquisto, raffigura il simbolo dell'arma, una granata sormontata da una fiamma con tredici punte piegata dal vento con monogramma R.I. (Repubblica Italiana).

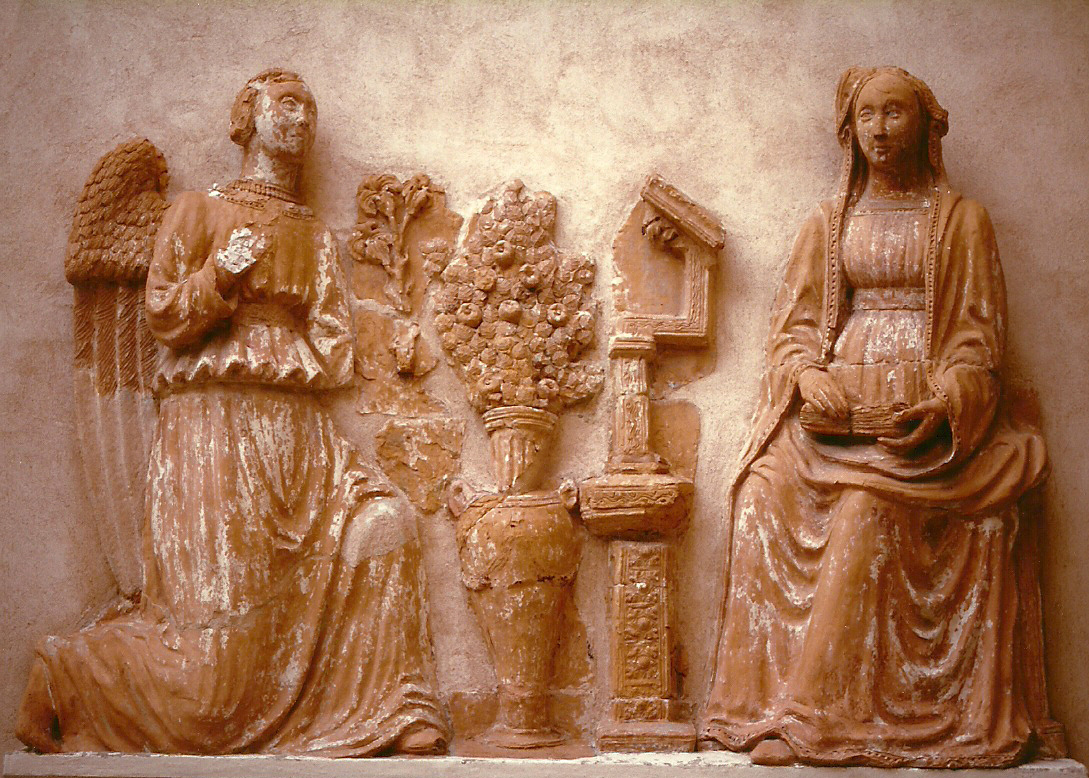
Elia della Marra, Annunciazione, bassorilievo in cotto (XV secolo)

Monumento alla Croce
Crocifissione in legno d'ulivo posta in prossimità del centro storico, in via Cesare Battisti. L'originale, in legno policromo del XV secolo, è collocato all'interno della chiesa prepositurale di Sant'Erasmo. Il monumento è stato inaugurato l'8 dicembre 1940.
Monumento della Colonna con Pigna
Si tratta di un segnacolo funebre di epoca romana collocato su una colonna di marmo bianco, posto nei giardini pubblici di piazzale della Vittoria, chiamato La Pigna per la sua forma. In origine la colonna si trovava al "quadrivio Colonna" tra via Garibaldi, via Botturi e via Acerbi e sorreggeva il Leone di san Marco, simbolo della dominazione veneta su Castel Goffredo. Rimase in questo luogo sino al 1827.
Annunciazione
Bassorilievo in cotto del XV secolo, opera di Elia della Marra, collocato nel passaggio tra via Roma e via don Aldo Moratti.
Cippo gromatico
Cippo gromatico (in dialetto: preda del pès) in marmo, utilizzato in epoca romana dai gromatici o mensores (geometri dell'epoca) come segno confinario nelle operazioni di suddivisione del territorio (centuriazioni), collocato nei giardini pubblici.
Cippi confinari austriaci
In città e in alcune frazioni sono ancora presenti alcuni cippi confinari austriaci in marmo del 1756, indicanti il confine fra il mantovano e la Repubblica di Venezia.

### Siti archeologici
Il territorio comunale è stato oggetto di una ricerca sistematica da parte di alcuni gruppi archeologici, che ha portato alla localizzazione di alcuni siti archeologici in queste località: Casarole, Pellizzario, Ducata, Boschetta Alta, Corte Lanzina, Macina, Corte Codosso. Nel 2021, in località Traversino Sotto della frazione Perosso, durante l'aratura di un terreno, sono venuti in superficie alcuni manufatti in bronzo di epoca romana.
Area archeologica Rassica
Insediamento della media età del bronzo, in località Rassica, a sud del centro abitato.
Area archeologica Codosso
Insediamento di epoca romana, in località Codosso, alla periferia est del centro abitato.

### Aree naturali

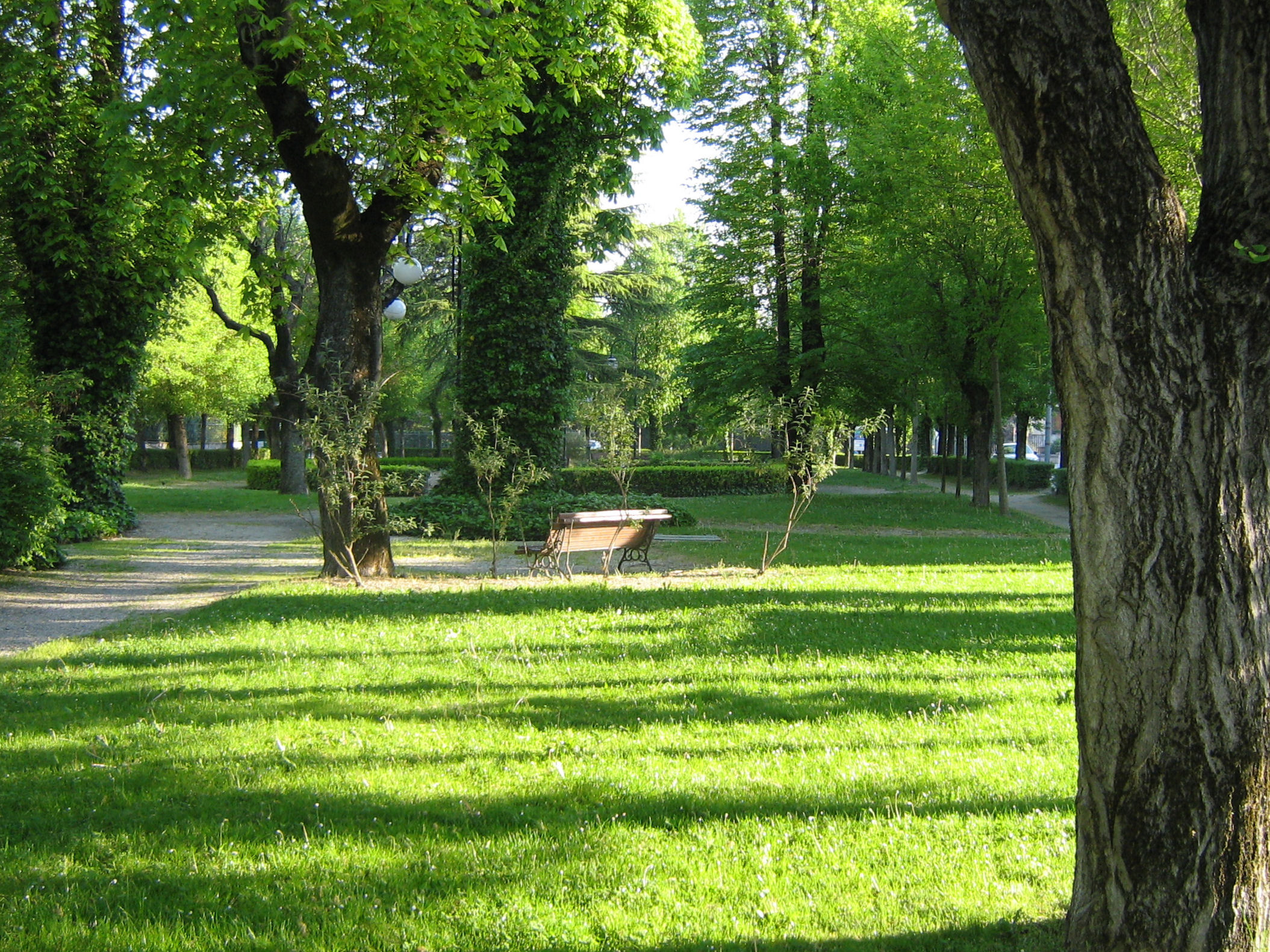
Giardini pubblici di piazzale Marconi

Giardini pubblici
Risalenti agli inizi del Novecento (Parco delle Rimembranze), sono collocati nel centro storico cittadino e occupano l'area antistante la seconda cerchia delle mura, ora demolite, corrispondenti a piazzale della Vittoria e piazzale Marconi. Ospitano al loro interno diversi monumenti commemorativi.
Parco urbano don Aldo Moratti
Attiguo all'omonimo centro sportivo, si estende per 25 000 m² con possibilità di praticare beach volley, skate, pattinaggio, basket, jogging e ginnastica dolce.

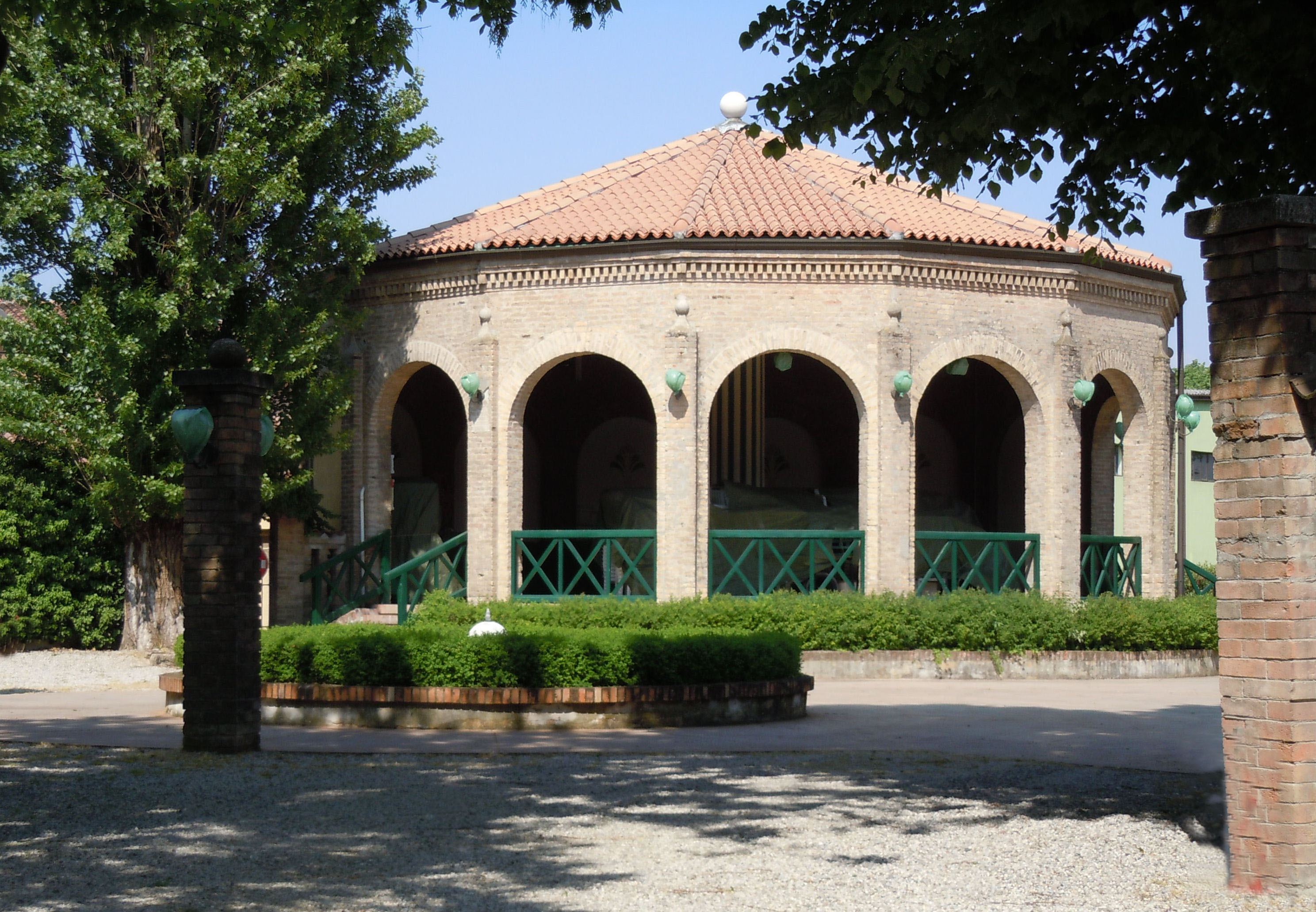
Parco La Fontanella
Ex colonia estiva elioterapica inaugurata nel 1930, ora trasformata in parco pubblico e sede di spettacoli all'aperto. È dotata di sala convegni per manifestazioni pubbliche e si trova in piazzale Martiri della Liberazione.
Tenuta Sant'Apollonio
Parco giardino situato alla periferia ovest di Castel Goffredo, a circa 3 km dal centro, in via Casalpoglio. Sorto nel 1973 e gestito da una ONLUS locale, consta di un'area di 70 000 m² comprendente aree fiorite, specie arboree della Pianura Padana e un grande giardino di piante officinali. Comprende anche un bosco con alberi di alto fusto e laghetti dove vivono aironi, germani, garzette e pesci.
Alberi monumentali
Il censimento degli alberi monumentali effettuato dalla Provincia di Mantova nel 2005 ha riconosciuto la presenza nel territorio di Castel Goffredo di cinque piante: una magnolia in frazione Bocchere, un pioppo bianco in strada Pelizzario, un pioppo nero, un gelso bianco e un olmo campestre, tutti in frazione Casalpoglio. Inoltre quattro platani in frazione frazione Sant'Anna e una quercia di strada Zocca, sradicata dal maltempo nel 2022.

## Società

### Evoluzione demografica
La popolazione storica del comune risultava essere: nel 1561 di 3 385 abitanti, nel 1617 di 2 458 abitanti, nel 1738 di 2 658 abitanti, nel 1786 di 3 028 abitanti e nel 1802 di 3 392 abitanti.
In un rapporto pubblicato nel 2010 viene rilevato che l'aumento della popolazione è dovuto soltanto ai flussi migratori, perché il saldo naturale è negativo.
Nel 2016 era il quarto comune superiore a 5 000 abitanti con il più alto tasso di natalità nella provincia (9,8%) e il comune con l'età media più bassa nella provincia (40 anni, nel 2017). Al 1º gennaio 2024, Castel Goffredo era l'8º comune più popoloso della provincia di Mantova.
Abitanti censiti

### Etnie e minoranze straniere
Castel Goffredo, come quasi tutti i comuni della provincia di Mantova, è un comune multietnico, con una presenza significativa di cittadini stranieri (18,9%, fine 2022). È il terzo comune della provincia (dopo Gazoldo degli Ippoliti e Castiglione delle Stiviere), assieme a Casalmoro, con la più alta percentuale di cittadini stranieri residenti.
I dati dell'Istituto nazionale di statistica rilevano al 1° gennaio 2023 una popolazione straniera residente di 2 432 persone, appartenente alle seguenti principali nazioni di origine:
1. Bangladesh, 522
2. Cina, 374
3. India, 297
4. Romania, 230
5. Marocco, 191
6. Sri Lanka, 135
7. Pakistan, 127
8. Ucraina, 95
9. Albania, 80
10. Ghana, 39

### Lingue e dialetti
Oltre alla lingua italiana, a Castel Goffredo non sono ufficialmente riconosciute altre lingue. Il dialetto locale è il dialetto alto mantovano, ma, essendo la località posta nell'alto mantovano al confine con la provincia di Brescia, si parla un dialetto fortemente contaminato dal vernacolo bresciano.

### Religione

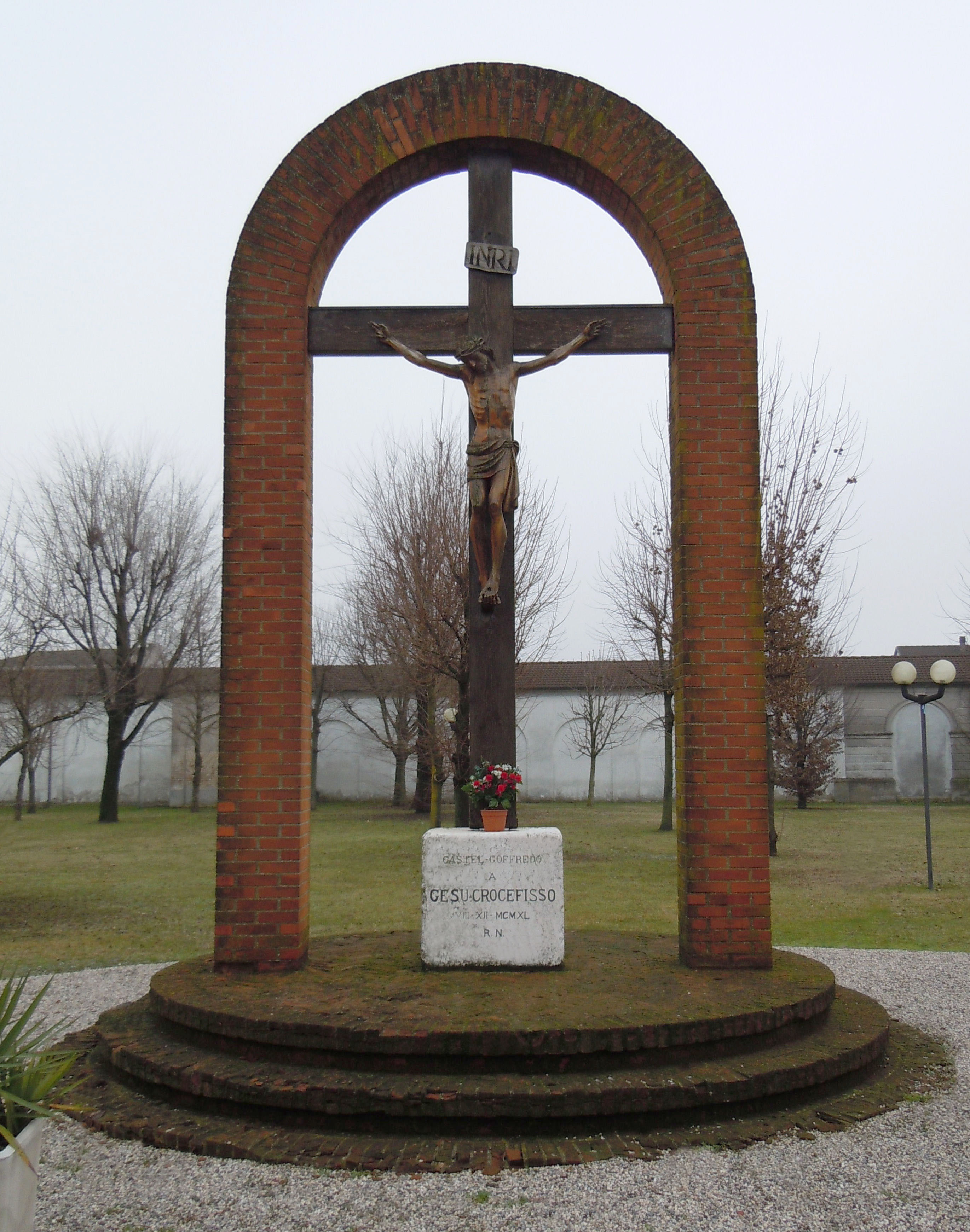
Il monumento alla Croce, all'entrata della città

Già nel XIII secolo a Castel Goffredo era presente una casa degli Umiliati (Domus de Wifredo, scomparsa verso la metà del XIV secolo), congregazione religiosa dedita alla preghiera e alla lavorazione della lana. Risale al 1288 la presenza in città della Congregazione di Santa Maria di Castel Goffredo (o "Congregazione della Misericordia"), sul modello della Congregazione della Misericordia Maggiore di Bergamo, movimento dedito alla preghiera e alla carità, che aveva la sua sede nella chiesa di Santa Maria del Consorzio.
È del 1468 il primo documento che attesta la presenza in città di una comunità ebraica.
Non si conosce l'anno di costituzione della parrocchia di Castel Goffredo: un documento del secondo decennio del Cinquecento riferisce che il decano mantovano Guidone di Bagno si dice rettore della chiesa parrocchiale di Santa Maria di Castel Goffredo in Diocesi di Brescia. Sino al 1785, anno in cui l'imperatore Giuseppe II ordinò l'aggregazione alla Diocesi di Mantova, la parrocchia appartenne alla diocesi bresciana.
Nel 1543 in alcune località nello Stato gonzaghesco (Castel Goffredo, Gonzaga e Viadana) si manifestarono le prime teorie luterane, che misero preoccupazione nel cardinale Ercole Gonzaga, vescovo di Mantova. Nel 1568, per volere del marchese Alfonso Gonzaga, si insediò a Castel Goffredo la famiglia Norsa di Mantova che istituì il banco dei pegni. Fu creata anche la sinagoga, andata perduta, che era collocata nell'attuale vicolo Remoto.
Sono presenti attualmente due parrocchie appartenenti alla diocesi di Mantova: la parrocchia di Sant'Erasmo nel centro storico e la parrocchia di San Lorenzo in frazione Casalpoglio, che sino alla seconda metà del Settecento appartenevano alla diocesi di Brescia, per passare poi alla diocesi di Mantova, vicariato San Carlo Borromeo.
Del territorio castellano faceva parte anche la parrocchia autonoma di Santa Margherita in frazione Bocchere, che dal 1986 è stata estinta e accorpata alla parrocchia di San Martino Gusnago. Il 1º gennaio 1725 il consiglio comunale di Castel Goffredo dichiarò san Luca patrono della città.
La religione maggiormente praticata nel comune è, come per l'Italia, quella cattolica; gli stranieri invece sono in prevalenza induisti, sikh e musulmani. In città esistono anche alcune famiglie di testimoni di Geova.

### Tradizioni e folclore

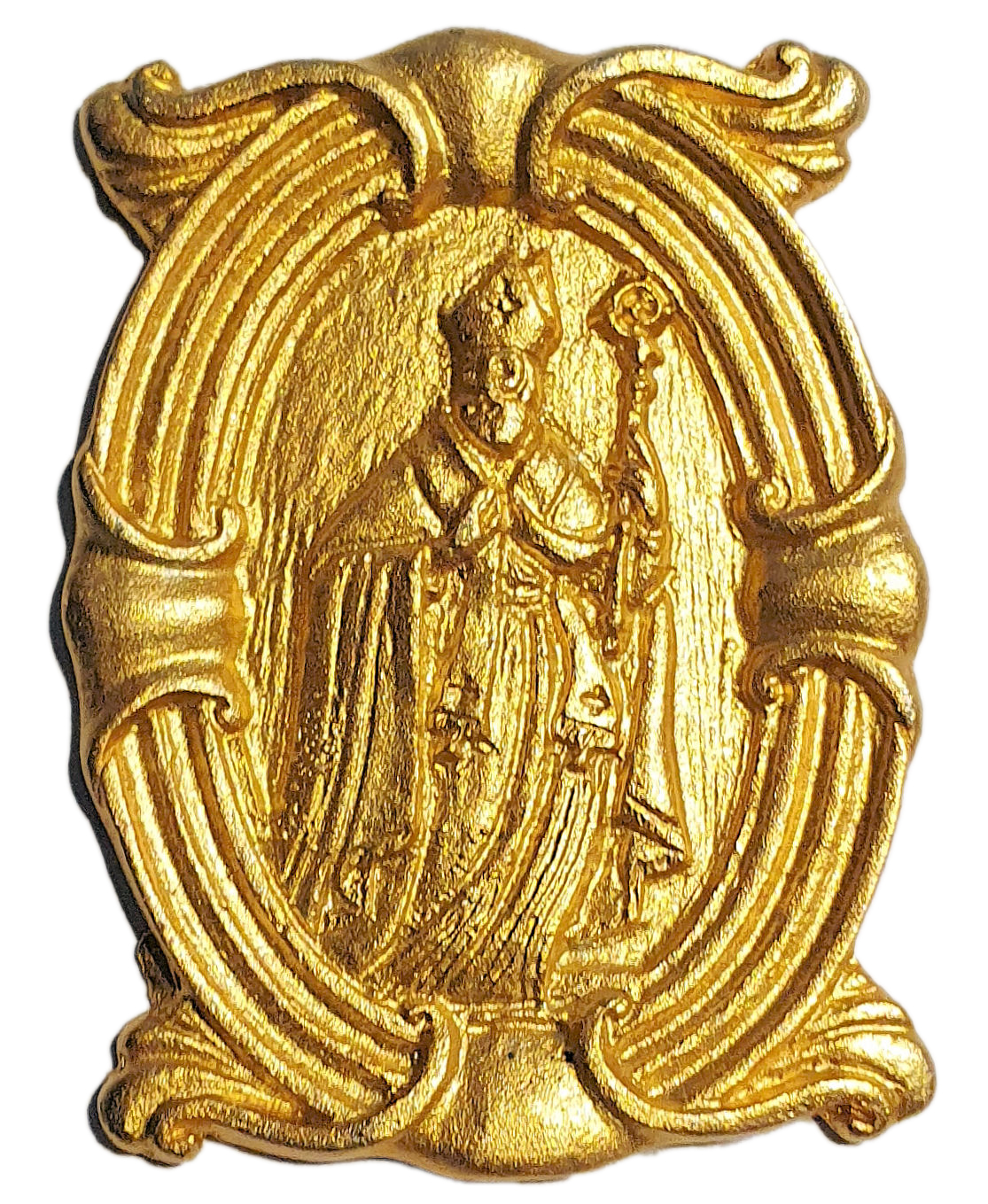
Erasmo d'Oro

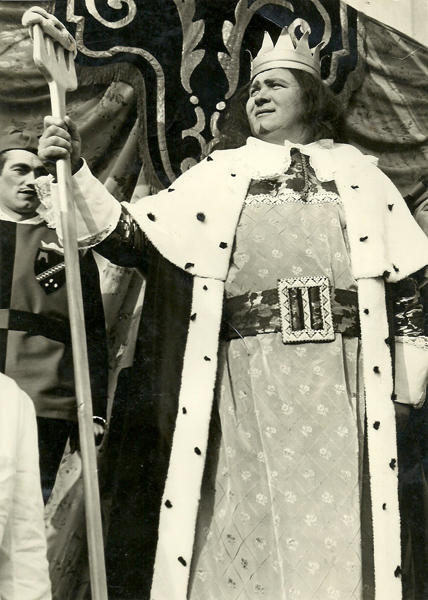
Carnevale di Castel Goffredo, Re Gnocco del 7 febbraio 1964

- Il falò della Vecchia (burièl) (6 gennaio): come in altri paesi della Bassa Bresciana e della provincia, è diffusa la tradizione di salutare la fine dell'inverno o del carnevale bruciando la “vecchia”, detta ècia, un fantoccio appositamente preparato.[245]
- Carnevale di Castel Goffredo (ultimo venerdì di carnevale): storico carnevale, tra i più antichi d'Italia,[246] risalente al 1872,[247] che ha la sua maschera caratteristica in Re Gnocco, monarca dai pieni poteri. Ogni quattro anni, nel giorno della sua incoronazione, il venerdì gnoccolaro, pronuncia il discorso della corona e ai suoi sudditi affamati vengono distribuiti gratuitamente gli gnocchi. Quindi dà il via ai festeggiamenti, con sfilata di carri allegorici e gruppi mascherati nella rinascimentale piazza Mazzini.[248]
- Festa di Sant'Erasmo e della città (2 giugno):[247] in occasione della ricorrenza del compatrono di Castel Goffredo si organizzano concerti, visite alla città ed esposizioni, e viene assegnato l'Erasmo d'Oro, onorificenza del Comune e dalla Parrocchia assegnata «al cittadino o all'ente castellano che ha maggiormente illustrato la città nel campo della cultura, dell'arte, dello sport e del volontariato».[153][249]
- Fiera di San Luca (18 ottobre): antica manifestazione[250] istituita, assieme al mercato del giovedì, con decreto del 21 luglio 1457 da Alessandro Gonzaga, figlio di Gianfrancesco Gonzaga, I marchese di Mantova,[251] a partire dal 1º luglio dello stesso anno e per la durata di cinque giorni.[252] Si svolge nel centro storico della città ed è caratterizzata dalla presenza di numerose bancarelle e un ampio luna park allestito per l'occasione.[153] Tratta della produzione agroalimentare, di artigianato, di commercio, di tempo libero, ed è frequentata da espositori provenienti dalle provincie limitrofe.

### Istituzioni, enti e associazioni
CSC-Centro Servizi Impresa
Nasce come Centro Servizi Calza (CSC), società consortile mista pubblico-privata che fa parte della “Rete regionale dei centri servizi alle imprese” (QuESTIO), promosse dalla Regione Lombardia Assessorato Industria e Artigianato. È un organismo di rappresentanza e di governance del Distretto N. 6 Castel Goffredo - Tessile - Calzetteria.
RSA "Il Gelso"
Da ottobre 2024 è aperta la nuova struttura di residenza sanitaria assistenziale "Il Gelso", con centro diurno integrato.

## Cultura

### Istruzione

#### Biblioteche

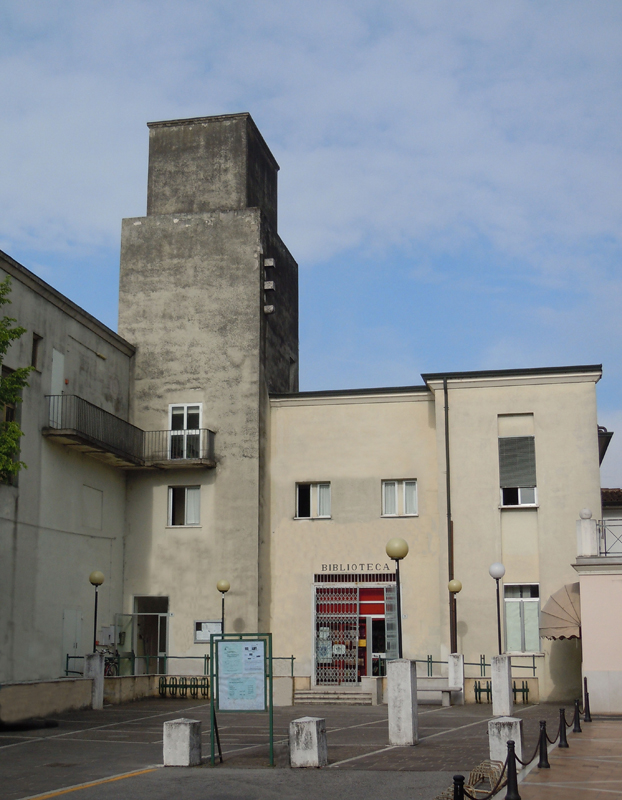
Biblioteca comunale
Istituita nel 1968, aderisce al Sistema bibliotecario Ovest Mantovano ed è situata in piazza Giacomo Matteotti. Possiede attualmente (2023) un patrimonio di oltre 42 000 volumi (di cui più di 4 000 per ragazzi), disposti a scaffale aperto. Si può interrogare il catalogo on-line della biblioteca attraverso l'OPAC (Online Public Access Catalog) del Catalogo Collettivo delle Biblioteche della Provincia di Mantova. Su appuntamento è possibile consultare la documentazione anteriore al 1870 dell'archivio storico del comune di Castel Goffredo, di cui è disponibile l'inventario on-line (inventario archivio storico). Nel luglio 2020 Castel Goffredo ha ottenuto il riconoscimento di "Città che legge" per il 2020-2021, per il 2022-2023 e per il 2024-2025-2026.
Biblioteca del MAST Castel Goffredo
Situata all'interno del museo della città MAST Castel Goffredo, raccoglie circa 1500 volumi su scaffale, e comprende una sezione speciale dedicata alla scultura lignea.

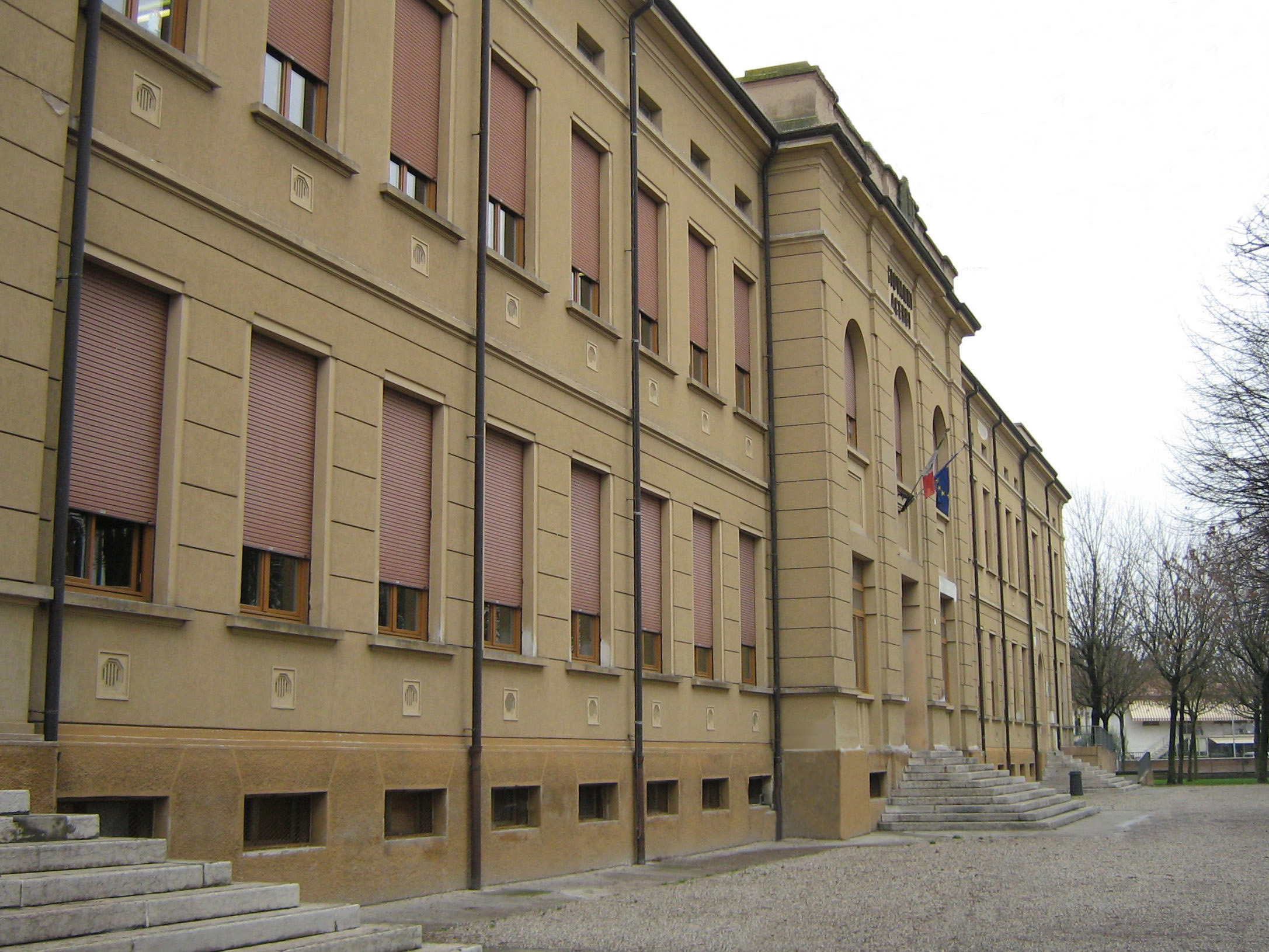
Scuole elementari Giovanni Acerbi

#### Ricerca
È presente l'Istituto di ricovero e cura a carattere scientifico Castel Goffredo, aperto nel 1990, ospedale di rilievo nazionale ad alta specializzazione per quanto attiene alla medicina riabilitativa.

#### Scuole
Sul territorio comunale sono presenti le seguenti tipologie di scuole:
- Scuole dell'Infanzia: 2
- Scuole Primarie: 1
- Scuole Secondarie di I grado: 1;

#### Musei

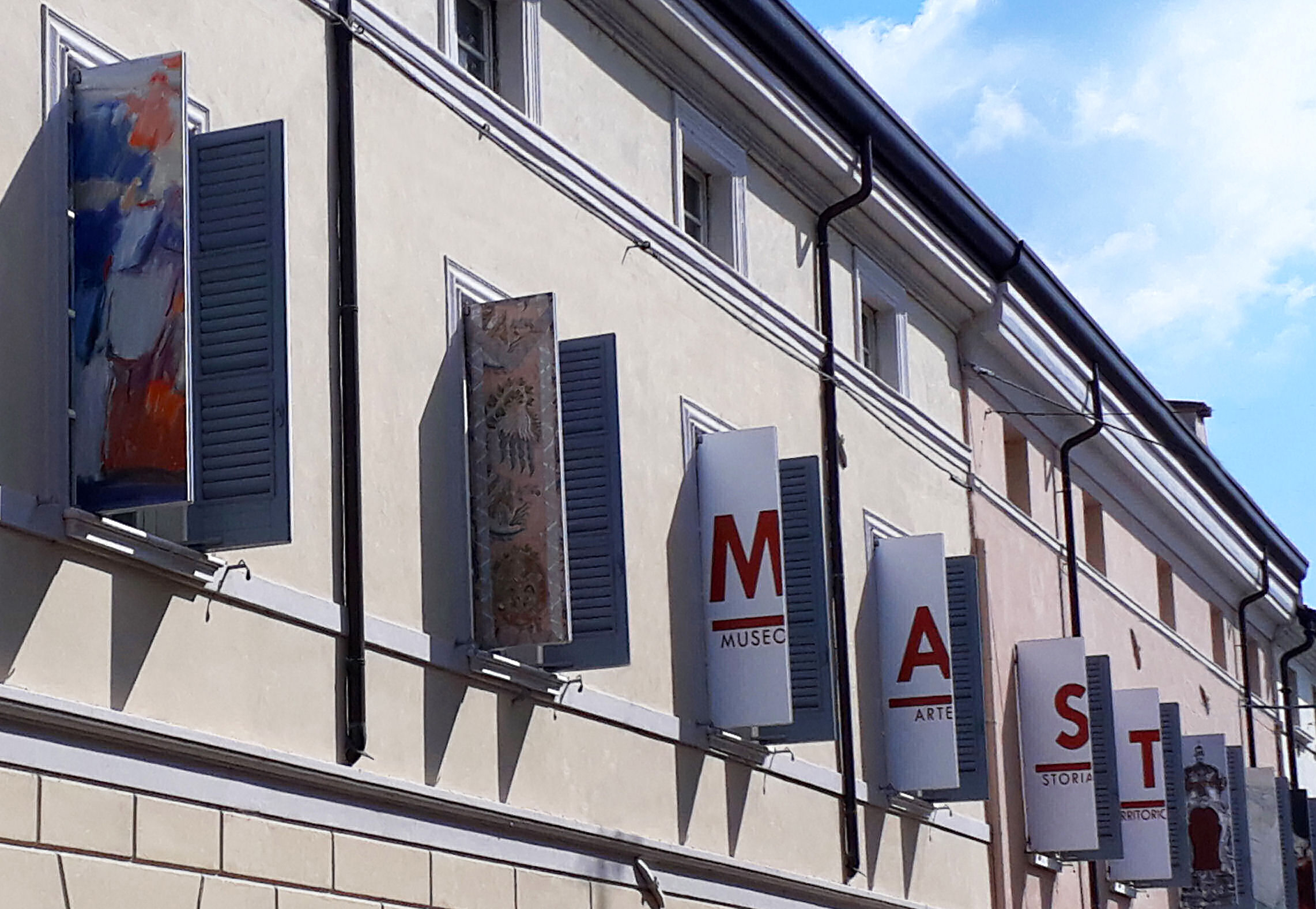
Museo MAST Castel Goffredo

Cappella del Tesoro e Antica sagrestia della chiesa prepositurale di Sant'Erasmo
Sono allestite all'interno della chiesa prepositurale di Sant'Erasmo in piazza Mazzini, nella quale sono esposte alcune delle opere d'arte più preziose legate alla storia della chiesa, che racconta attraverso sculture, manoscritti, argenti e reliquiari l'evoluzione della fede e dell'arte dal Quattrocento al Settecento.
MAST Castel Goffredo
Inaugurato il 14 ottobre 2017, il MAST Castel Goffredo - museo della Città (Museo - Arte - Storia - Territorio) è costituito da: Museo Corsini-Tosani, museo della città e del territorio dell'alto mantovano, in cui saranno conservate opere d'arte che appartengono alla storia di Castel Goffredo; Archivio storico parrocchiale, ricco di documenti antichi risalenti al Trecento; Antica libreria del clero di Castel Goffredo, costituita da oltre mille volumi, alcuni rarissimi, di filosofia, storia, diritto e teologia risalenti al Quattrocento; Biblioteca di storia dell'arte e di storia locale, composta al momento di ottocento volumi, con specializzazione nella scultura lignea.
Museo Torre di Castelvecchio
Inaugurato il 2 ottobre 2021, è collocato all'interno della Torre civica di proprietà comunale, raccoglie nei suoi sette piani un percorso museale che racconta la storia della fortezza di Castel Goffredo. Sulla terrazza è ammirabile da zona circostante sino alle colline moreniche del lago di Garda.
Collezione Bensi Secondo
Collezione di trattori agricoli, attrezzi da lavoro nei campi, auto e moto storiche.
Ecomuseo tra il Chiese, il Tartaro e l'Osone
Il Comune di Castel Goffredo è tra i promotori dell'Ecomuseo tra il Chiese, il Tartaro e l'Osone, con sede a Piubega.

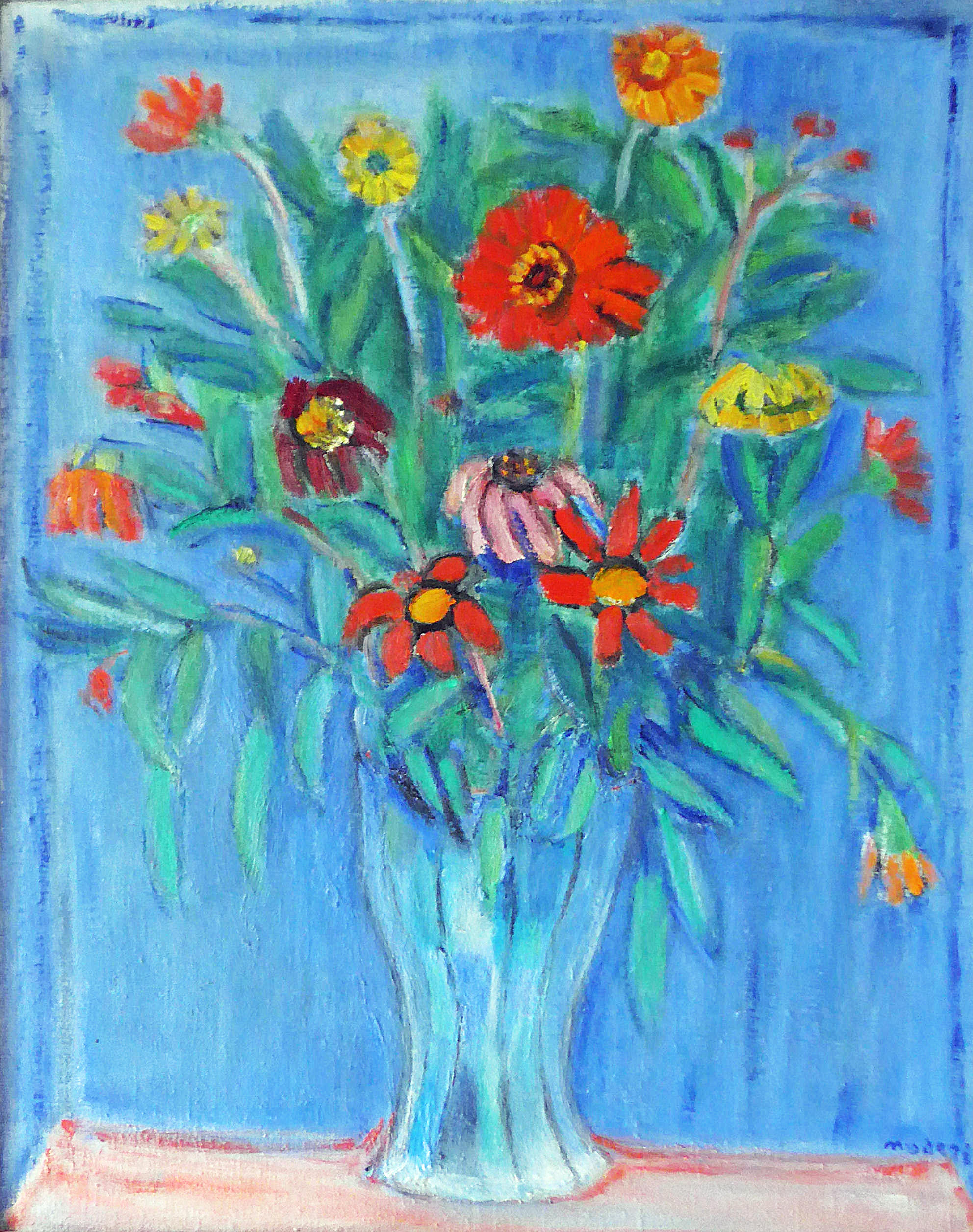
Nene Nodari, Zinnie, 1945-1950, Civica raccolta d'arte Medole.

Museo diffuso del Risorgimento (MuDRi)
Il Comune di Castel Goffredo aderisce al progetto del Museo diffuso del Risorgimento, che si propone di valorizzare il patrimonio storico e paesistico legato al periodo storico di riferimento, interessato da tutte le campagne militari, condotte tra il 1848 e il 1866 dal Regno di Sardegna e dopo il 1861 dal Regno d'Italia.

### Media

#### Radio
Ha sede in città l'emittente radiofonica Radio Alfa, inaugurata il 6 giugno 1977.

### Cinema e teatri
- Cinema teatro Smeraldo, immobile in disuso attiguo alla biblioteca per il quale il Comune di Castel Goffredo ha avviato nel 2017 un progetto di recupero degli edifici, finalizzato alla istituzione di un nuovo centro culturale, con annessa nuova biblioteca comunale.[278]
- Cinema teatro San Luigi (Teatrino o Sala della Comunità), istituito nel 1902 da don Alessandro Mori.[279]

### Arte
Gli ebanisti
A Castel Goffredo, in frazione Zecchini, tra il Seicento e il Settecento operarono numerosi falegnami ed ebanisti che prestarono la loro opera a favore del comune e delle chiese locali. A testimonianza della loro arte sono rimasti numerosi manufatti di pregio (confessionali, armadi, banconi, ancone e inginocchiatoi) collocati prevalentemente all'interno della chiesa prepositurale di Sant'Erasmo. I più illustri furono: Adriano Tosani, Pompeo e Costanzo Redini, Antonio e Massimo Ferrari, Pietro Zecchini.
I Chiaristi
Nella prima metà del Novecento l'Alto Mantovano, e in particolare Castel Goffredo e Castiglione delle Stiviere, sono stati i luoghi prediletti di ritrovo e di frequentazione artistica dei pittori mantovani facenti parte del movimento artistico chiamato "Chiarismo lombardo", lasciando una traccia importante della zona nei loro dipinti. Avevano eletto come maestro il professore castiglionese Oreste Marini e facevano parte del gruppo, tra gli altri, i pittori Maddalena (Nene) Nodari, nata a Castel Goffredo, Umberto Lilloni e Angelo Del Bon.

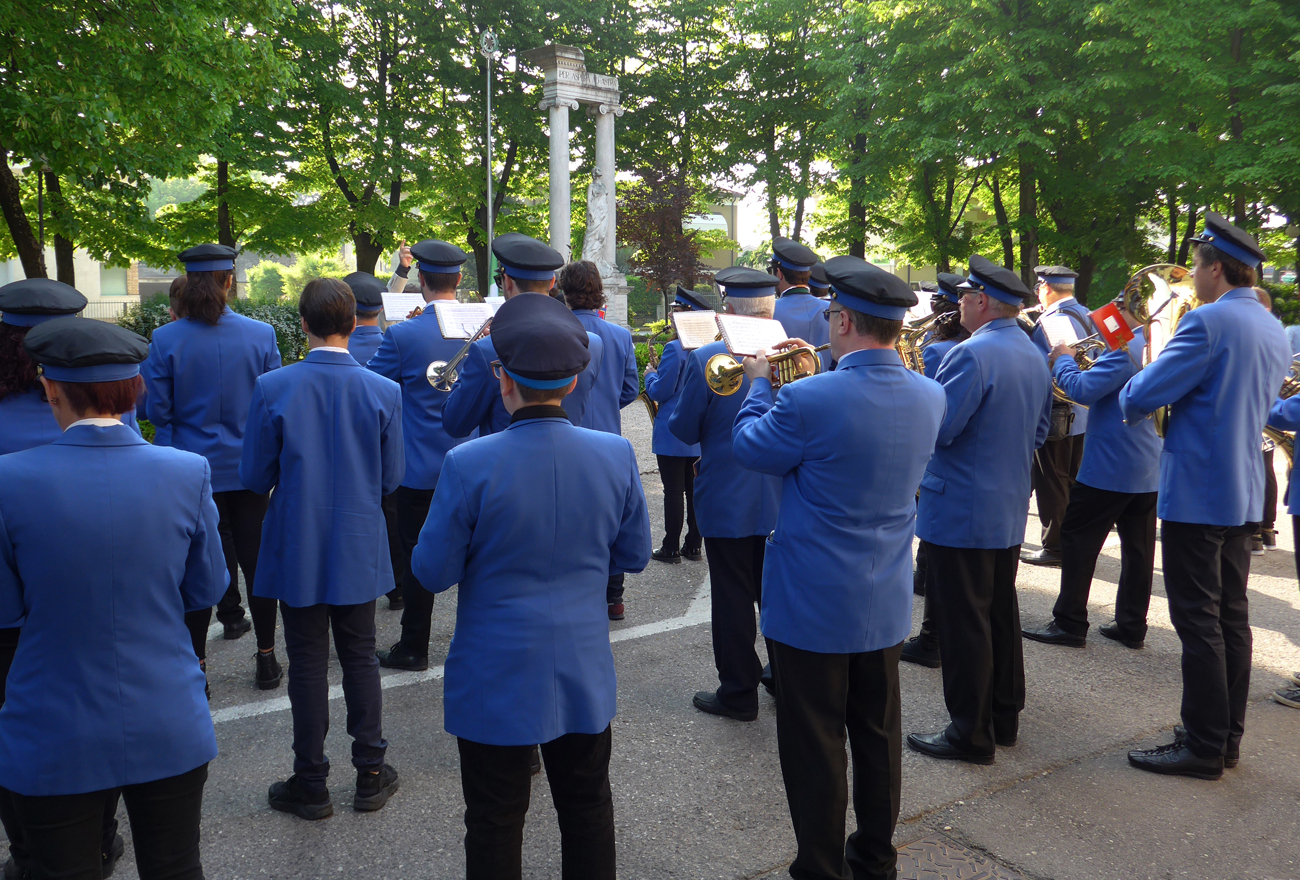
Banda cittadina

### Musica
La presenza della Banda cittadina di Castel Goffredo è nota fin dal 1852. Ha partecipato a numerosi raduni bandistici. Dal 1996 è gemellata con la banda musicale di Valbrona (Co) e con la Filarmonica Santa Cecilia di Zele in Belgio. È composta da 42 elementi. È presente il coro polifonico don Aldo Moratti, che spazia dalla musica sacra alla classica, fondato negli anni Cinquanta.

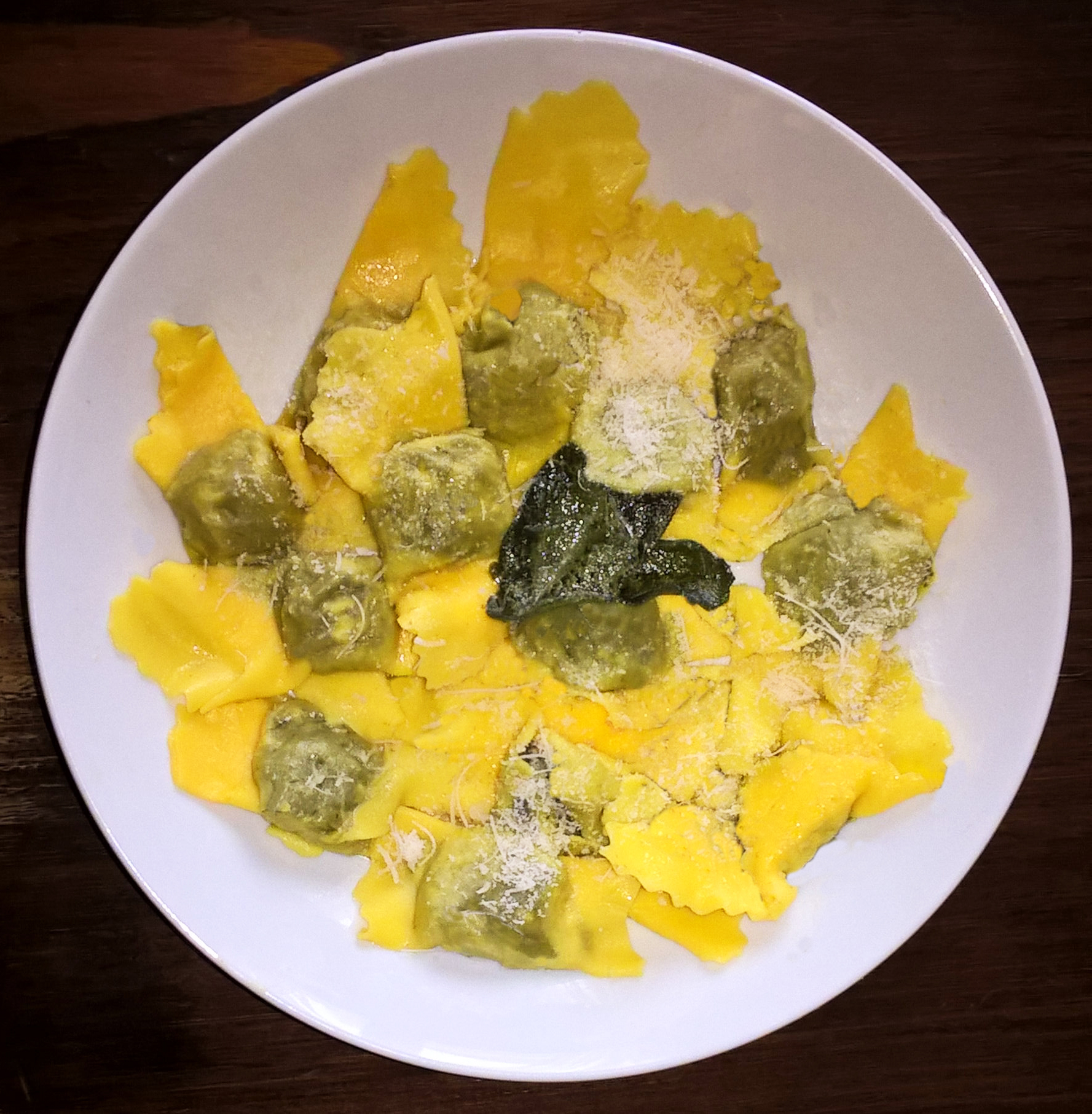
Tortello amaro di Castel Goffredo

### Cucina
La cucina castellana è tipica dell'arte culinaria mantovana, profondamente legata ad antiche tradizioni contadine e al forte legame con le zone vicine, soprattutto l'Emilia-Romagna. I piatti caratteristici sono i primi piatti di pasta ripiena, tortelli e agnoli in testa.

### Eventi
Premio letterario Giuseppe Acerbi
Nato nel 1993 con lo scopo di divulgare l'immagine di Castel Goffredo e del territorio mantovano nel mondo, è dedicato a Giuseppe Acerbi, illustre personaggio di Castel Goffredo del 1773, che fu viaggiatore ed esploratore. Nel mese di luglio avviene la proclamazione del vincitore.

## Geografia antropica

### Urbanistica

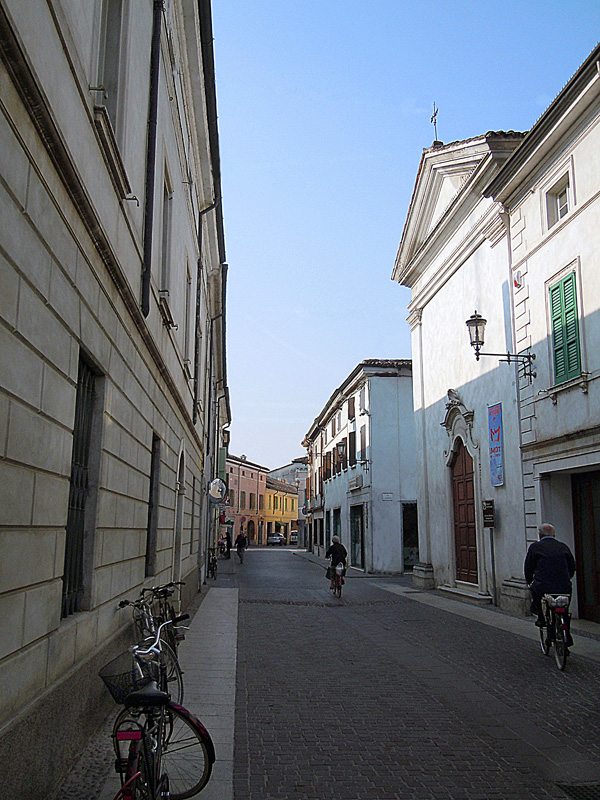
Via Andrea Botturi. Sulla destra la chiesa di San Giuseppe

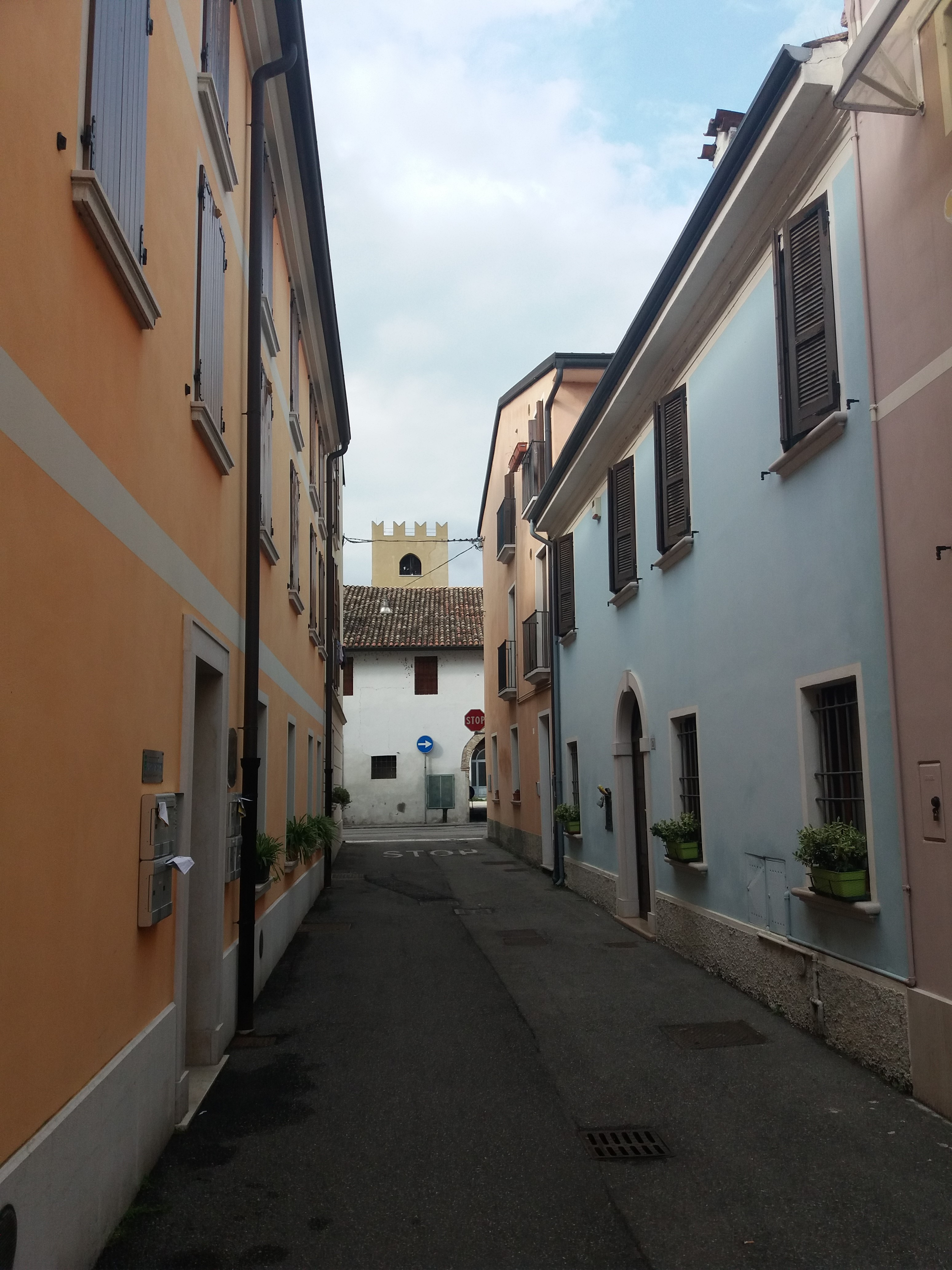
Vicolo Centrale con la Torre civica sullo sfondo

Il centro storico di Castel Goffredo, ricostruito sul reticolo centuriale e la disposizione nord-sud ed est-ovest delle vie, rimanda alle origini di epoca romana (I secolo d.C.).
Il primo nucleo difensivo, denominato Castellum vetus (Castelvecchio) e risalente al X secolo, sorgeva ed era delimitato dalle attuali piazza Mazzini (palazzo Gonzaga-Acerbi), piazza Castelvecchio e vicolo Cannone ed era circondato da un fossato; l'ingresso era posto in corrispondenza dell'attuale via Manzoni.
All'inizio del XV secolo l'abitato costruito a ridosso di "Castelvecchio fu circondato da un secondo ordine di mura e da un fossato originato dal corso dei torrenti Fuga e Tartarello. Nella città fortezza vi erano inoltre sette torrioni difensivi e quattro porte di accesso poste nelle attuali vie Mantova (Porta di Picaloca), Manzoni (Porta di Sopra), Botturi (Porta del Povino) e Poncarali (Porta di Poncarale). Le vie del centro storico hanno mantenuto la fisionomia medioevale. Il territorio comunale era suddiviso in cinque quartieri: Borgo, Picaloca, Povino, Poncarali e Selvole. Alla fine del Quattrocento venne avviata una ristrutturazione urbanistica, che venne successivamente completata da Aloisio Gonzaga e ancora oggi riscontrabile nella ortogonalità delle vie.
Fino alla prima metà dell'Ottocento, l'abitato di Castel Goffredo (4 000 abitanti circa) si sviluppava principalmente all'interno del limite dell'antico borgo.

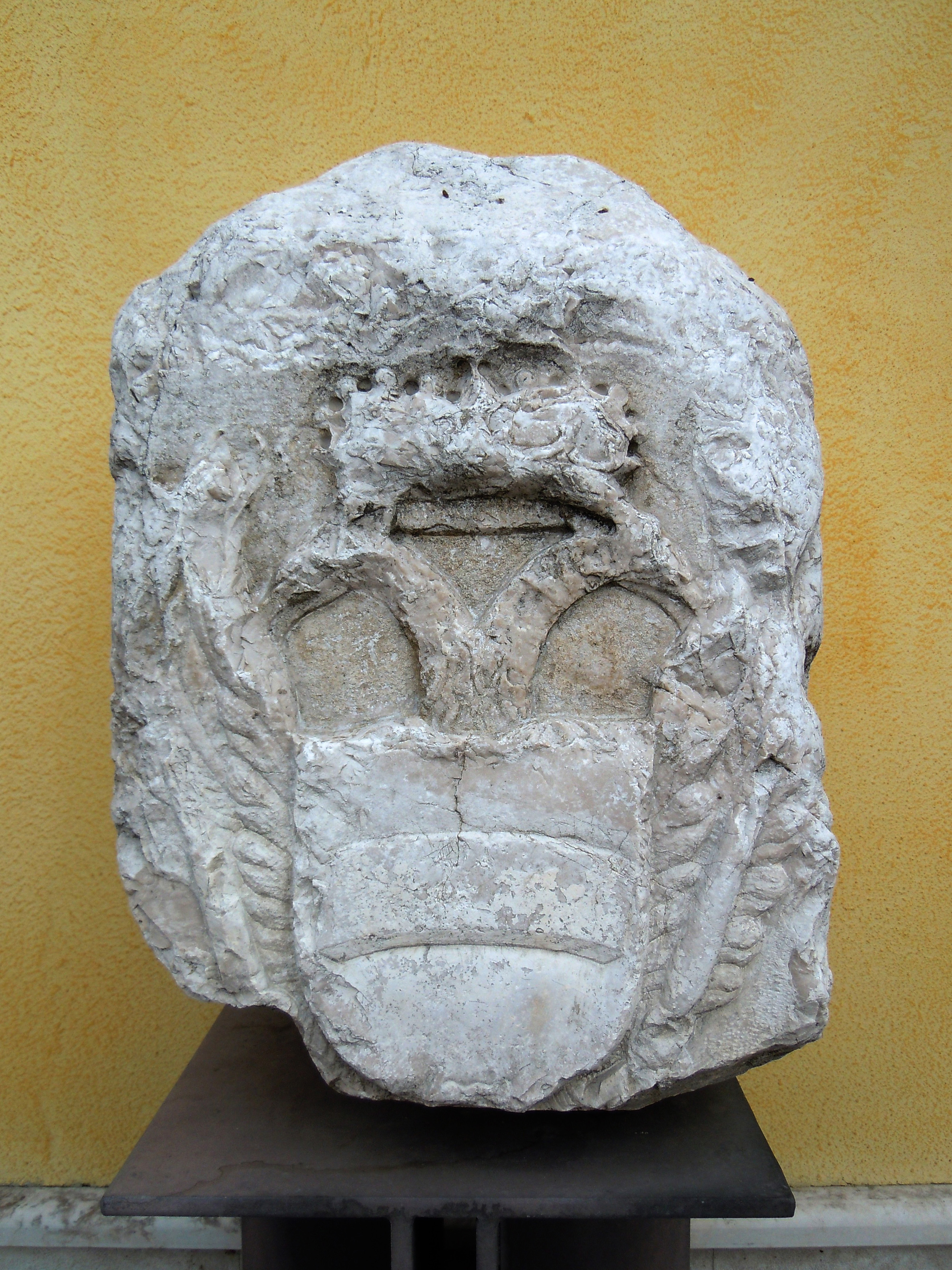
Piazza Castelvecchio, frammento di cippo confinario austriaco del 1756 delimitante la Repubblica di Venezia e l'Impero d'Austria

A partire dalla seconda metà dell'Ottocento iniziò lo sviluppo del borgo al di fuori della cinta difensiva, abbattuta nel 1893. Negli anni tra il 1900 ed il 1911 vi fu un aumento significativo della popolazione, che passò a 5 400 abitanti.
In questo periodo nel territorio castellano si svilupparono le numerose frazioni circostanti (18), molte delle quali si dotarono di chiesa e scuola.
Nel 1915 vennero soppresse le fosse che delimitavano le mura esterne. Intorno al 1920 sorsero le prime costruzioni di civile abitazione nella zona a sud-est del paese, corrispondente alle attuali via Bonfiglio e viale Europa. In questi anni nasce a Castel Goffredo la prima industria tessile, il Calzificio NO.E.MI., destinato a incidere profondamente nello sviluppo economico e urbanistico della città.
Dal secondo dopoguerra lo sviluppo è stato ininterrotto e la crescita urbanistica della città è andata di pari passo con la industrializzazione dell'area, di primaria importanza per il settore tessile. Negli anni sessanta si è assistito alla crescita dei laboratori artigianali tessili, che impiegavano principalmente risorse a carattere famigliare. Successivamente, intorno agli anni settanta, si è insediata la prima zona industriale della città.
In questo periodo è avvenuta anche la trasformazione del territorio agricolo a causa dell'inurbamento e l'alterazione al sistema vegetazionale.
L'aumento considerevole della popolazione e delle industrie ha portato, negli anni settanta, alla pianificazione a livello comunale, affidando la programmazione delle nuove espansioni a strumenti urbanistici (Piano Regolatore Generale). Nel periodo vengono ampliati anche i servizi, con la costruzione del nuovo ospedale e della scuole media statale e materna.

### Suddivisioni storiche
Castelvecchio (Castellum vetus)

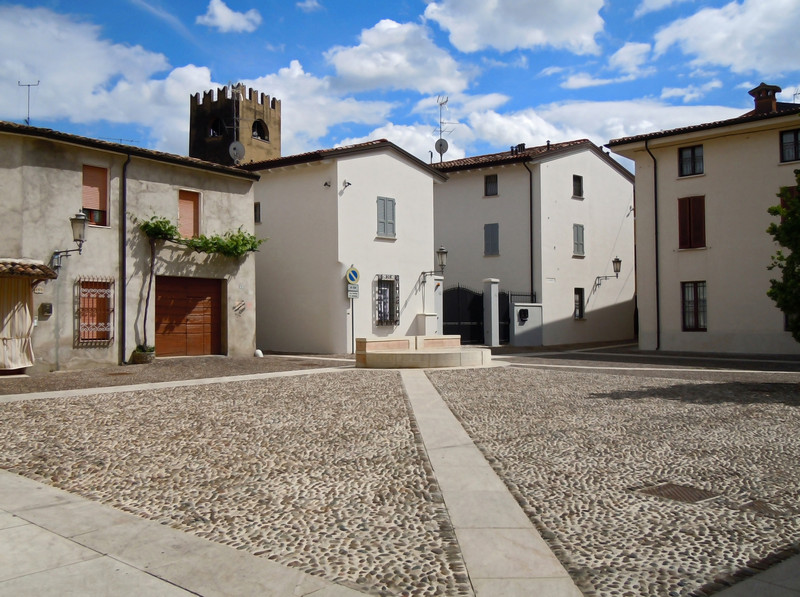
Piazza Castelvecchio

È la parte più antica di Castel Goffredo, di origine medievale e costituiva il primo nucleo abitato e fortificato. Comprende piazza Gonzaga, piazzetta Castelvecchio, adibita a spettacolo all'aperto e concerti, e i caratteristici vicoli stretti: vicolo Pozzo, vicolo Carlo V, vicolo Teodoro da Castel Goffredo, via Manzoni (antica contrada Cavallara), vicolo Cannone e vicolo Remoto.

### Frazioni e località simili
Oltre al centro cittadino, il comune di Castel Goffredo comprende diciannove frazioni e varie località distribuite al di fuori del perimetro urbano.

La frazione Casalpoglio

CasalpoglioCon i suoi 200 abitanti circa è la frazione più popolosa, situata ad ovest del comune. È un abitato di origini romane(Casalis Polionis) ed è dotata di una parrocchia propria. In questa zona è stata rinvenuta una stele funeraria di epoca romana, conservata presso i Musei Civici di Arte e Storia di Brescia, finemente lavorata, dedicata da P. Magius alla moglie. Da ricerche condotte nella zona Casalpoglio risulterebbe essere il luogo di nascita del poeta latino Virgilio. Infatti il filologo e latinista prof. Davide Nardoni, dell'Università di Cassino, sulla base di un attento esame filologico, sostenne che l'effettivo luogo di nascita (15 ottobre 70 a.C.) sia proposto nella zona di Castel Goffredo. Di particolare interesse è la chiesa di San Lorenzo, con affreschi settecenteschi e la pala con il Martirio di San Lorenzo. Già comune autonomo, facente parte fino al 1867 della Provincia di Brescia, fu accorpato nel 1873 all'attuale comune.
LodoloAbitanti 80. È presente l'Oratorio dell'Immacolata Concezione o di Santa Maria Cucumeria, dall'antico nome della contrada, del 1719. Nelle vicinanze si trova il Convento dell'Annunciata, del XV secolo.
ZecchiniSulla strada provinciale per Casaloldo è quasi interamente inglobata nella zona industriale. Il luogo, caratterizzato dalla presenza di mulini (nella città ve ne erano altri cinque: Poino, Rovere, Silvello, Rassica, Molino Nuovo) già nel 1497, prendeva nome da una segheria a forza motrice idrica presente sul posto. Del nucleo abitato fa parte anche l'Oratorio di San Michele Arcangelo del 1719.
Inoltre: Berenzi, Bocchere, Coletta, Gambina, Giliani, Lisnetta, Lotelli, Molino Nuovo, Poiano, Perosso, Romanini, Sant'Anna, Selvole, Valzi, Villa.

#### Altre località del territorio

Corte di Gambaredolo con l'oratorio di San Carlo

GambaredoloPiccolo borgo situato a est del capoluogo. In questa località si trova l'omonima corte rinascimentale (Corte Gambaredolo), voluta da Aloisio Gonzaga come residenza estiva dei "Gonzaga di Castel Goffredo", nota alla storia per essere stata teatro, il 7 maggio 1592, dell'assassinio del marchese Alfonso Gonzaga e signore di Castel Goffredo, per mano dei sicari del nipote Rodolfo di Castiglione. Nel 1615 Caterina Gonzaga, figlia di Alfonso, fece erigere l'Oratorio di San Carlo;
RassicaSi trova a ovest del capoluogo. In questa zona, ricca di acqua, sono stati scoperti alcuni reperti archeologici (tre cuspidi di freccia in selce e frammenti umani) dell'età del bronzo.
Fanno parte del territorio comunale anche gli agglomerati sparsi in campagna di Boccardi, Cascina Frino, Malcantone, Poiano di mezzo, Ravenoldi, San Pietro e Traversino.

## Economia

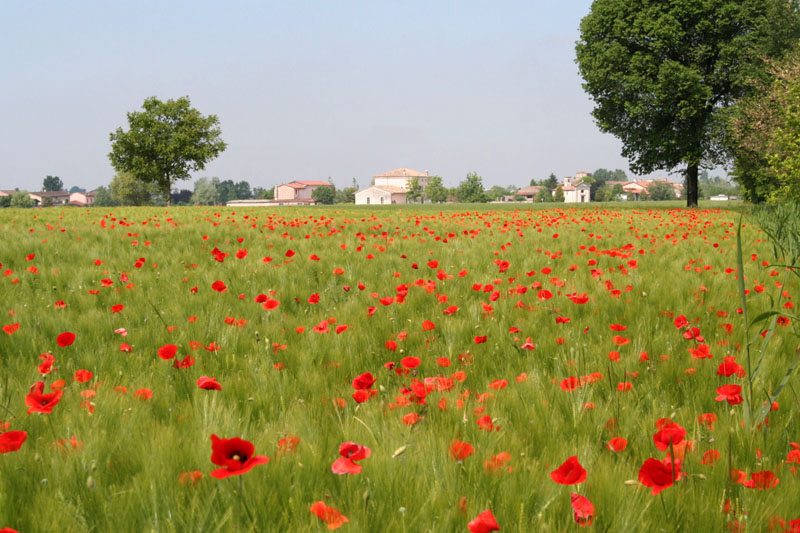
Castel Goffredo, la campagna circostante

### Agricoltura
Il territorio di Castel Goffredo è provvisto di numerose cascine e campi coltivati, che vengono riforniti per l'irrigazione anche dalle abbondanti acque delle numerose risorgive presenti. Ben poco resta dei gelsi, introdotti nella zona sin dal XV secolo dai signori di Mantova, che nell'Ottocento fecero prosperare il settore tessile cittadino.
Le coltivazioni sono costituite principalmente da granoturco, frumento, soia e pomodoro per l'industria conserviera.
Sono presenti sul territorio diverse aziende con allevamenti di bovini e suini.

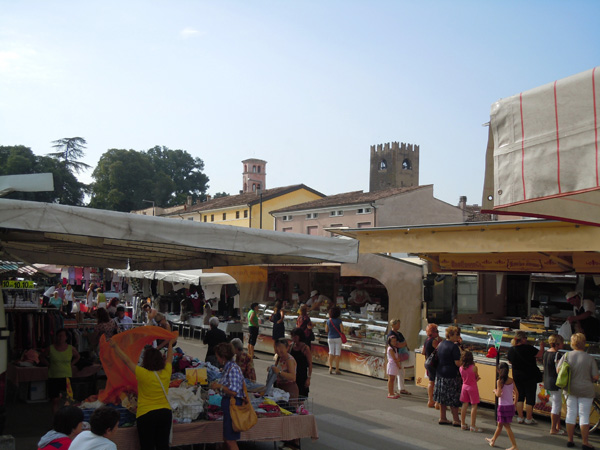
Il mercato del giovedì

### Commercio
Il mercato settimanale ambulante del giovedì è una delle tradizioni popolari più antiche e significative della città. Secondo la tradizione, venne istituito con decreto del 1º luglio 1457 dal marchese Alessandro Gonzaga. L'esposizione, che si svolge in parte del centro storico e in piazzale Martiri della Liberazione, ha un vasto assortimento di prodotti: dalla gastronomia all'abbigliamento, dai casalinghi ai prodotti etnici, fino all'ortofrutta e alla vendita di giocattoli. Il signore istituì con lo stesso decreto anche la Fiera di San Luca, a partire dal 1º luglio dello stesso anno e per la durata di cinque giorni.

### Industria e artigianato
Sono presenti sul territorio 751 attività commerciali e artigianali tra imprese, ditte, negozi e professionisti.
- Calze e filati

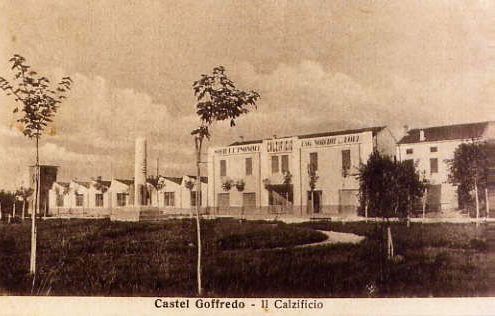
Lo storico Calzificio NO.E.MI. nel 1925-1930.

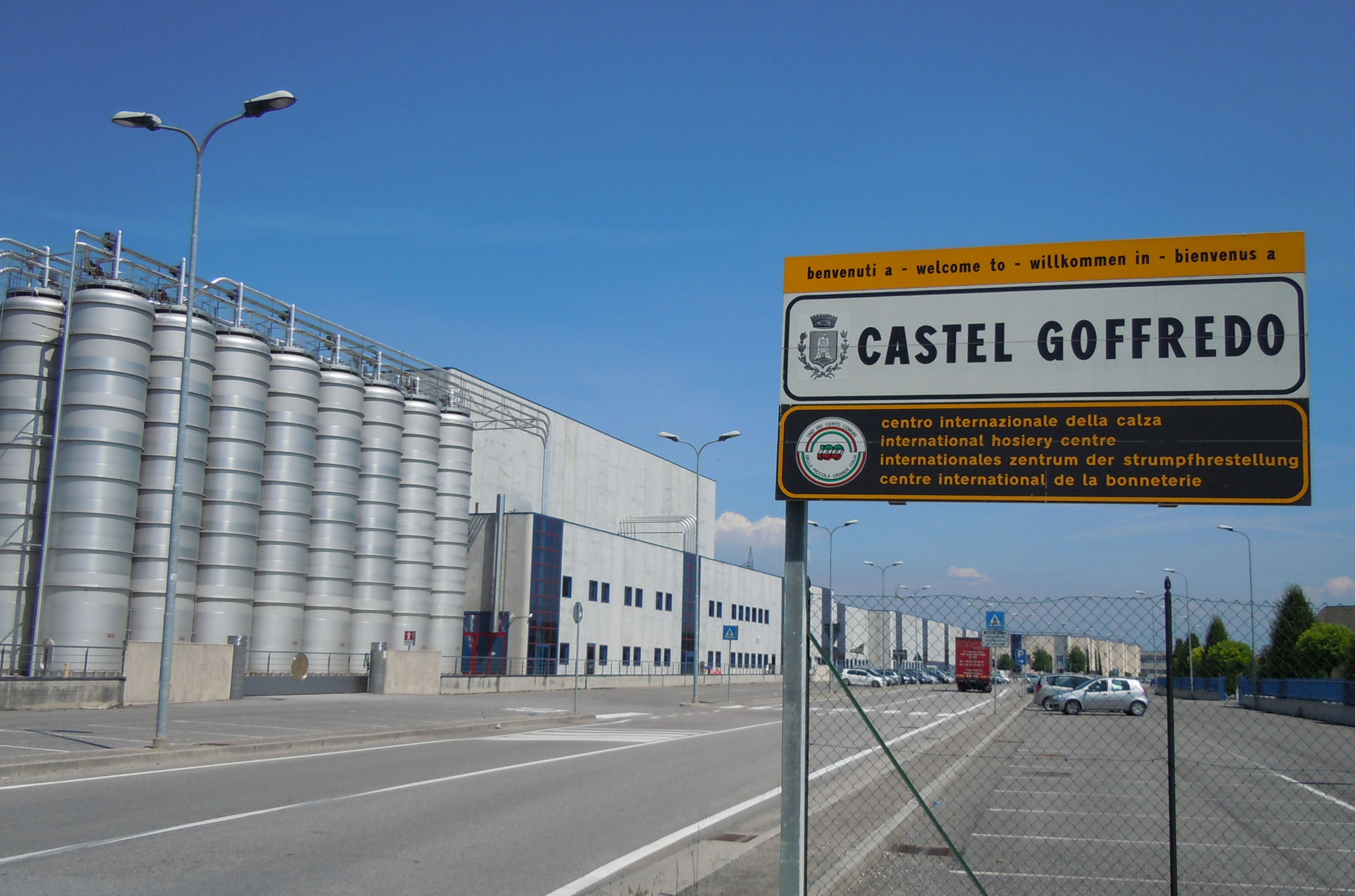
Zona industriale

L'economia di Castel Goffredo e delle zone circostanti è tradizionalmente legata al settore tessile e in particolare a quello della calza, soprattutto da donna. Castel Goffredo è infatti conosciuto in tutto il mondo come la "città della calza" (anche "capitale della calza" e "Capitale europea della calza" nel corso degli anni 90) ed è al centro dell'importante distretto industriale numero 6 per la produzione di calzetteria femminile, nel quale lavorano circa 12 000 addetti (dato riferito al 2008. Nel 2013 gli addetti sono circa 7 500).
Già nel XIII secolo annoverava la presenza in città di una casa di Umiliati, religiosi e lavoratori della lana. L'inizio della calza tessuta con macchinari si deve a William Lee, inglese di Calverton, che nel 1596, inventò il primo telaio a mano. Alla fine del Settecento il colonnello Giacomo Acerbi iniziò la coltivazione del baco da seta e aprì, attigui al suo palazzo, una filanda e un filatoio con l'approvazione del governo austriaco. Intorno al 1840 Giuseppe Acerbi iniziò un esperimento importante: l'allevamento autunnale dei bachi da seta nella sua tenuta "La Palazzina". Nello stesso periodo un altro castellano, Bartolomeo Riva, presso la sua residenza estiva di "Corte Palazzo" dava vita alla coltura del baco su scala industriale, sul modello francese della bigattaia di Camille Beauvais. Nel 1846 Castel Goffredo contava già sul suo territorio tre filande e quattro filatoi, che rappresentavano l'embrione di un futuro distretto tessile. Gli inizi della sua industrializzazione risalgono al 1925, quando aprì il primo calzificio, il NO.E.MI. (dal cognome dei proprietari Achille Nodari, Delfino e Oreste Eoli) che produceva inizialmente calze di cotone e successivamente di seta. Questa azienda iniziò la propria attività grazie all'importazione dalla Germania di alcuni telai meccanici (tipo "Cotton") che permisero l'inizio della produzione di calzetteria con sistemi semi-industriali. Da questa prima esperienza, e grazie all'iniziativa di alcuni ex operai che avevano lavorato al calzificio, negli anni cinquanta sorsero i primi laboratori artigianali di calzetteria e la prima azienda produttrice di filato, che con il passare degli anni si trasformarono in grandi aziende tessili (Levante Spa, Fulgar Spa). In Italia i primi collant vennero prodotti a Castel Goffredo, dalla metà degli anni 60.
Nell'ultimo decennio si è verificata, in parte, la diversificazione produttiva verso la creazione di intimo femminile.
- Fari e proiettori

Negli anni ottanta si è molto sviluppato il settore della produzione di fari e proiettori per teatri, discoteche e illuminazione di monumenti.

### Servizi
I servizi sono garantiti da 466 attività che dichiarano 1 537 addetti pari al 15,63% della forza lavoro occupata e 61 attività amministrative con 427 addetti pari al 4,59% della forza lavoro occupata.

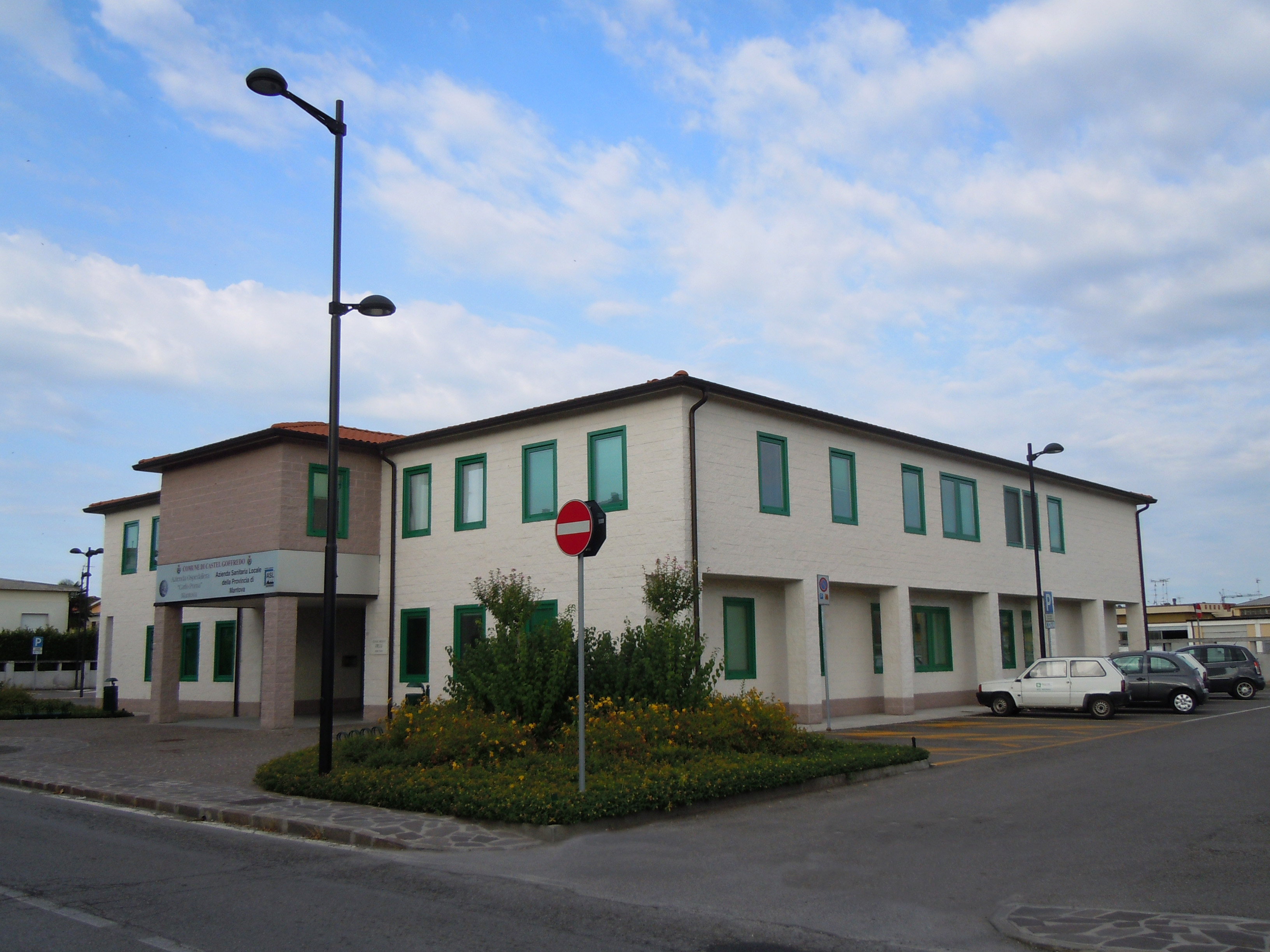
La cittadella della sanità

Dal 1895 è presente la Banca di Credito Cooperativo di Castel Goffredo, fusa nel 2016 con "Banca Cremonese Credito Cooperativo", che ha dato vita al "Credito Padano - Banca di Credito Cooperativo" con sede a Cremona.

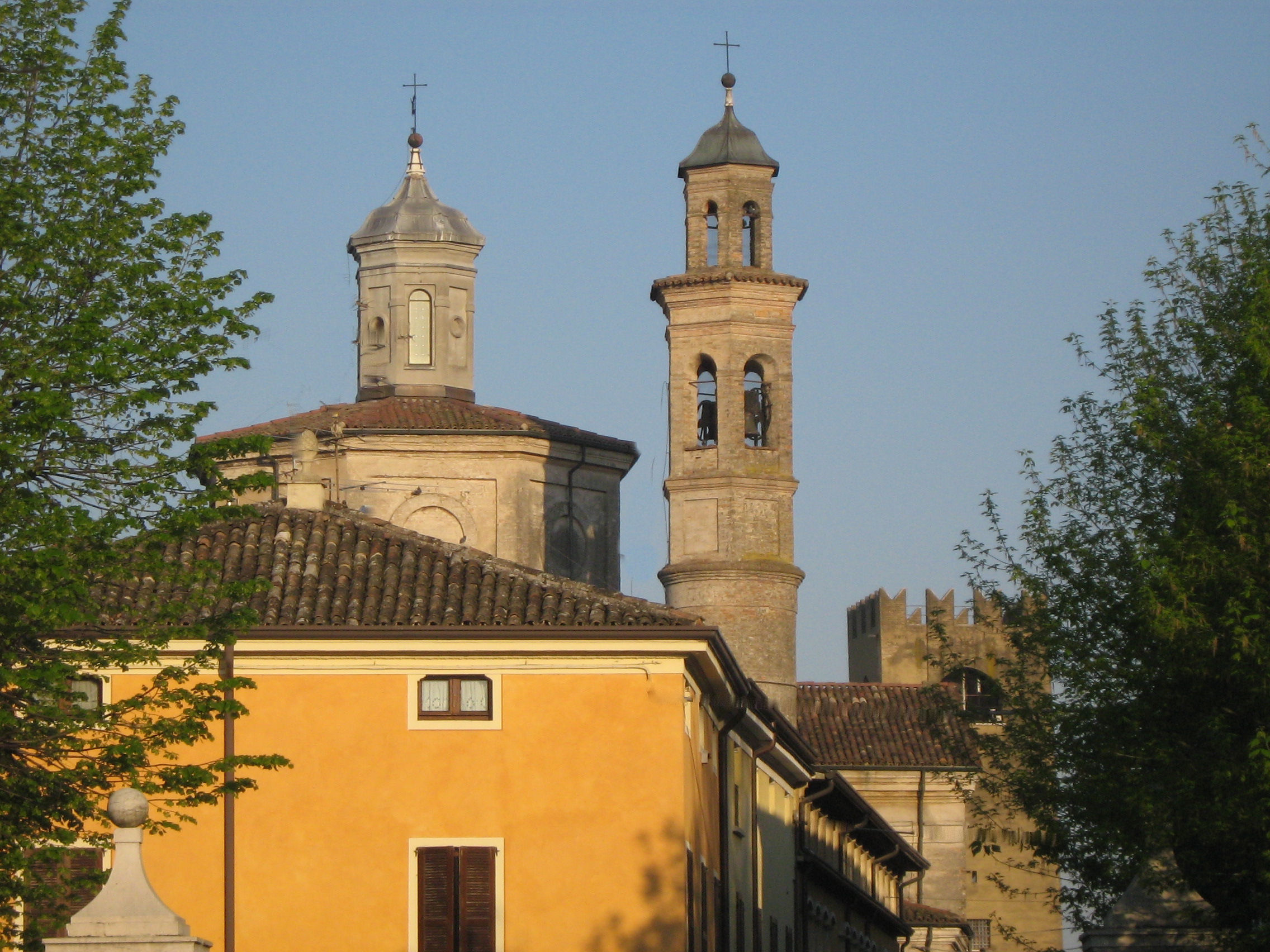
Ingresso al centro storico

### Turismo
Lo sviluppo turistico della zona è legato principalmente alla vicinanza della città di Castel Goffredo con il lago di Garda e con le colline moreniche circostanti.
Il comune di Castel Goffredo aderisce all'ente Ecomuseo tra il Chiese, il Tartaro e l'Osone di promozione del territorio, che comprende nove comuni del Medio-Alto Mantovano, finalizzato a valorizzare le locali risorse culturali, tradizionali, turistiche e ambientali.
Dal 1987 fa anche parte dei "100 Comuni della Piccola Grande Italia".

## Infrastrutture e trasporti

### Strade

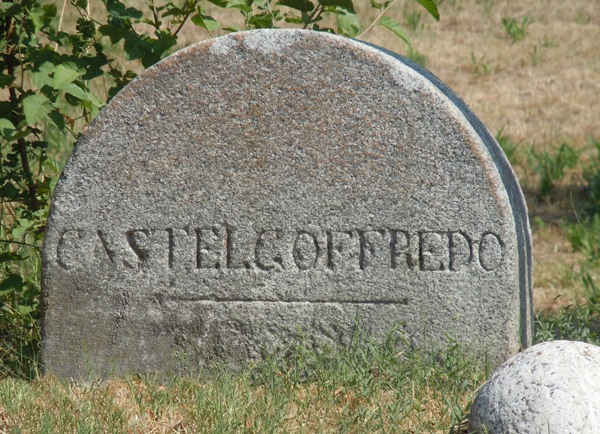
Segnale stradale della seconda metà dell'Ottocento

Il comune di Castel Goffredo è attraversato da nord a sud dalla strada provinciale 8 chiamata anche "Strada della calza", che collega Casaloldo, Medole e Pozzolengo e da ovest a est dalla strada provinciale 6 che collega Ceresara e Acquafredda. La strada provinciale 105 collega il comune di Carpenedolo.

### Mobilità urbana
Nel 1839 venne istituita a Castel Goffredo una messaggeria di tre corse alla settimana che collegava Brescia a Mantova.
Dal 1930 al 1933 Castel Goffredo era servita dalla linea della Tranvia Medole-Casaloldo (diramazione della Tranvia Cremona-Asola), con tram a carrozza unica chiamato "Norge", che collegava il basso lago di Garda fra Desenzano, Cremona e Piacenza.
I trasporti interurbani di Castel Goffredo vengono attualmente (2021) svolti con autoservizi di linea gestiti da APAM.

## Amministrazione
La storia amministrativa del Comune di Castel Goffredo, dall'istituzione della Repubblica Italiana a oggi, può essere suddivisa in due fasi: per i primi cinquant'anni si sono succeduti esclusivamente sindaci della Democrazia Cristiana, mentre dal 1995 in avanti la città è stata amministrata da esponenti di centro-destra alternati ad esponenti di centro.

### Gemellaggi
Castel Goffredo è gemellata con:
- Pirano, dal 1993.[352][353]

### Altre informazioni amministrative
Dal 1786, all'atto della suddivisione della Lombardia austriaca in otto province, al 1791, Castel Goffredo venne assegnato alla "Delegazione VI - distretto di Castel Goffredo".
Dal 1816, all'atto della costituzione del Regno Lombardo-Veneto al 1853, Castel Goffredo fu sede del "Distretto VI" della Provincia di Mantova (Lombardo-Veneto).
Dal 1859 Castel Goffredo venne assegnato al Mandamento III di Asola del Circondario V di Castiglione delle Stiviere, provincia di Brescia, sino al 1868, anno in cui venne aggregato al distretto VI di Asola del circondario unico di Mantova.
Nel 1873 venne annesso al territorio municipale il comune di Casalpoglio, facente parte fino al 1867 della provincia di Brescia.

## Sport

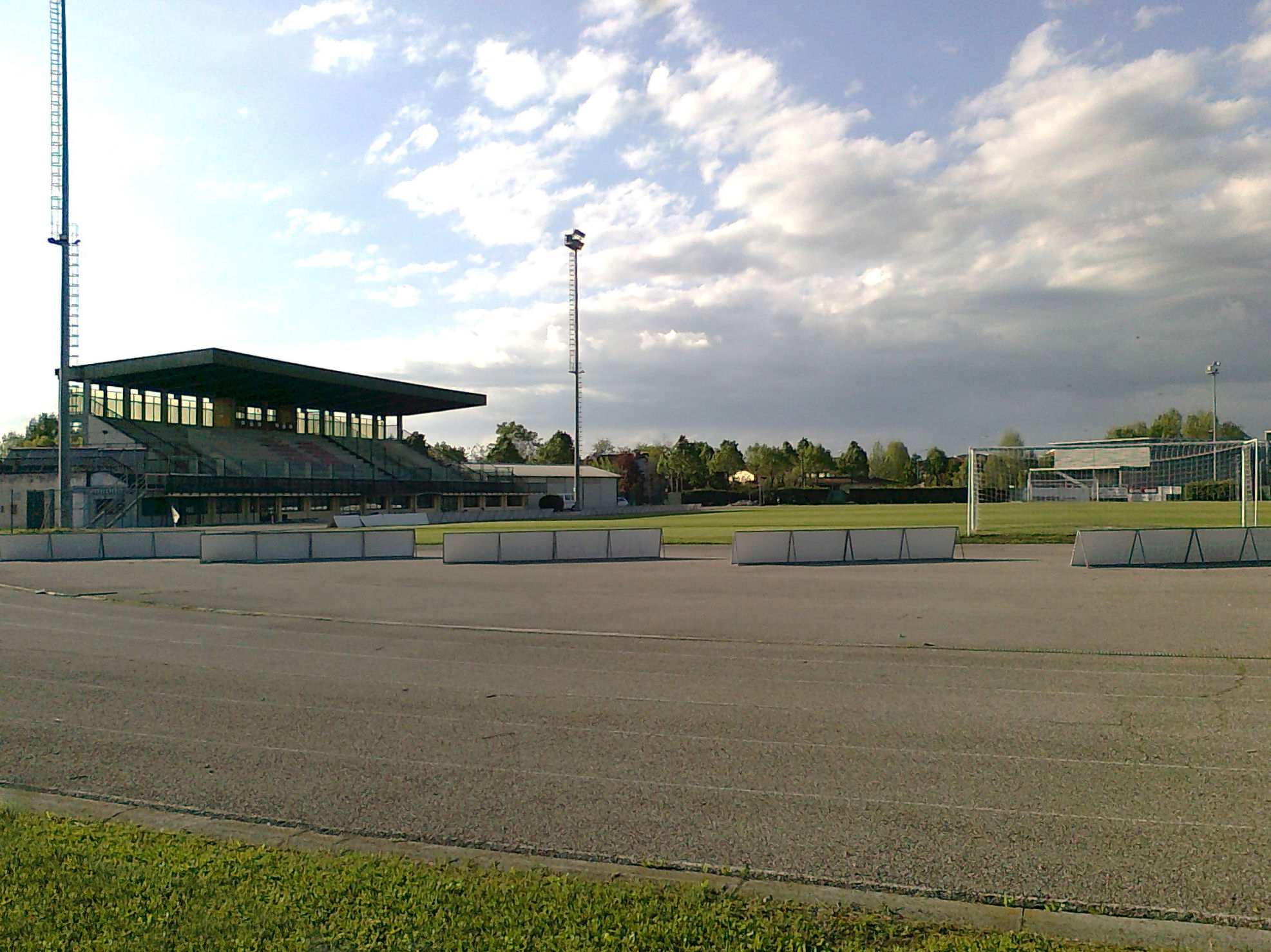
Stadio comunale

Calcio
La principale squadra di calcio della località è l'Associazione Calcistica Castellana Calcio fondata nel 1973. Ha sempre disputato campionati di livello regionale.
Tennis tavolo
La Tennistavolo Castel Goffredo è una delle società più prestigiose a livello nazionale ed europeo e tra le più titolate d'Italia. Nasce nel 1977 e raggiunge nel 1984 un importante traguardo: la squadra femminile esordisce per la prima volta in serie A.
Tiro con l'arco
L'Associazione Tiro con l'arco Sagittario è nata agli inizi degli anni novanta. Nel 1993 si è associata alla FITARCO e nel 1994 è stato inaugurato il nuovo campo di tiro nella zona industriale di Castel Goffredo.
Tamburello
La Polisportiva Castellana ha raccolto l'eredità della società tamburellistica che nel Campionato italiano di tamburello fu Campione d'Italia 1947, 1950 e 1951. Gli incontri si svolgevano nell'antico sferisterio.

### Impianti sportivi

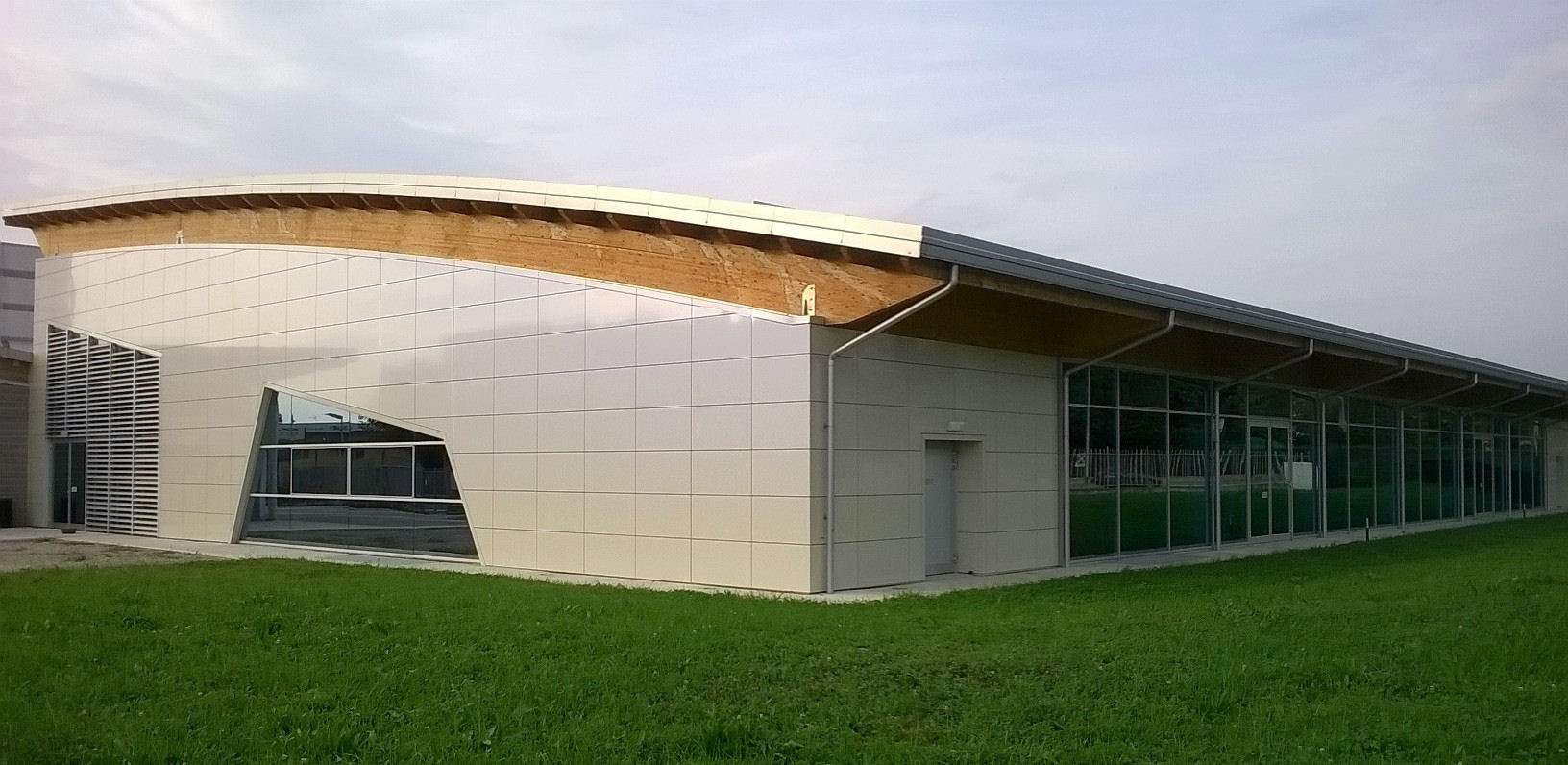
Piscina coperta

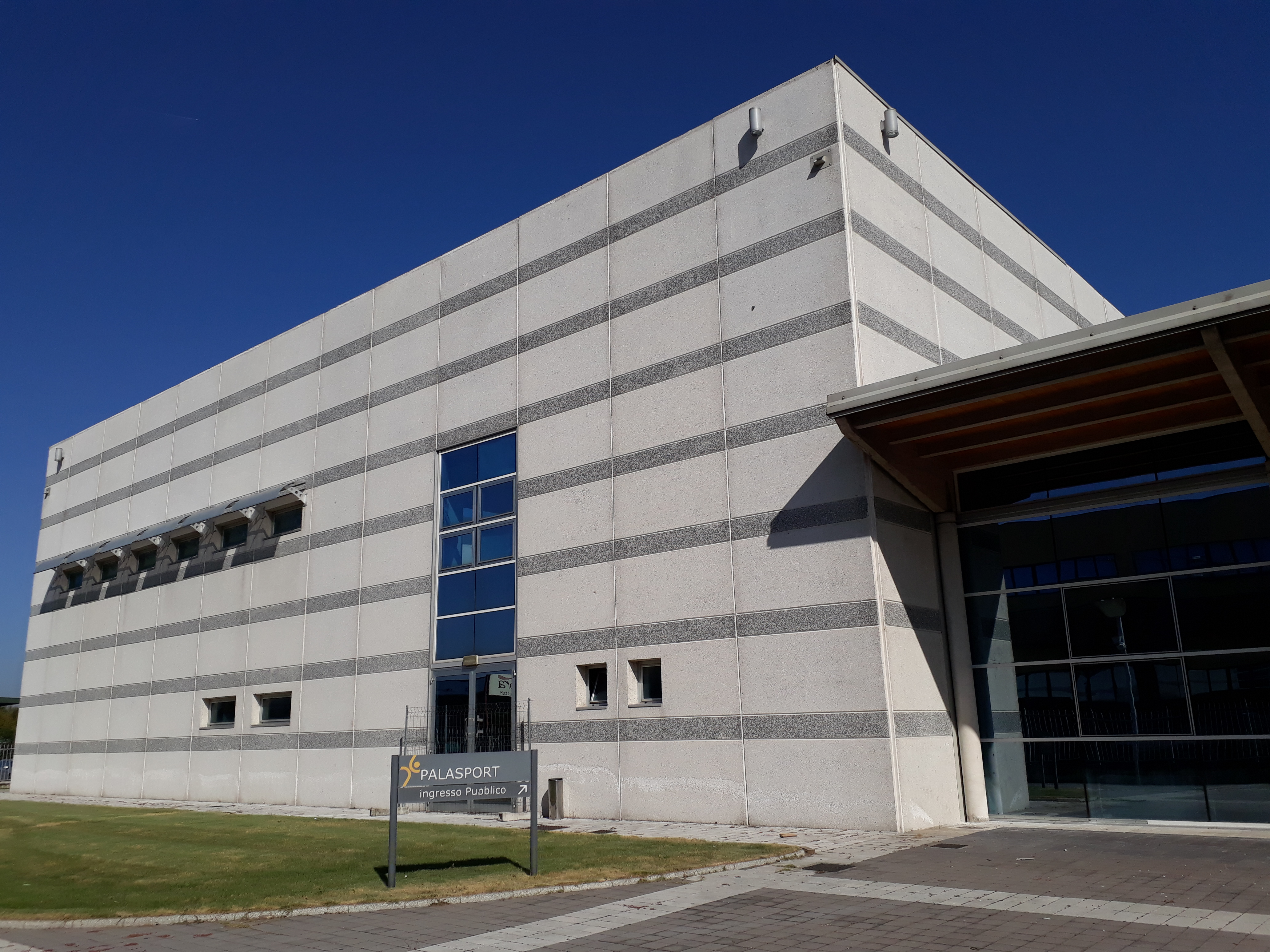
Palazzetto dello sport

Stadio comunaleLa struttura all'aperto, posta in via Svezia, con capienza di 1 000 persone accoglie le partite casalinghe dell'Associazione Calcistica Castellana Calcio.
Palazzetto dello Sport
Struttura coperta posta in via Svezia con capienza di circa 1 000 posti. Al suo interno si svolgono le principali attività sportive indoor: pattinaggio artistico, pallavolo, basket, calcetto, palla tamburello, tiro con l'arco ed è utilizzato per le partite casalinghe di Champions League della Tennistavolo Castel Goffredo. Viene anche utilizzato per meeting, eventi culturali e musicali. Nei giorni 6-7-8 dicembre 2013 nell'impianto si sono svolte alcune partite e le finali del "1º Campionato del mondo indoor di tamburello-Italia 2013". Parte della copertura è crollata per il carico dovuto alla nevicata caduta nella notte tra il 5 e il 6 febbraio 2015. Nel novembre 2017 sono iniziati i lavori per il recupero. La ristrutturazione è terminata nel gennaio 2021.
Piscina comunale
Inaugurata nell'estate 2013 è situata in via Svezia, a fianco del Palazzetto dello Sport. È costituita da due impianti, uno coperto e uno esterno.
Palatennistavolo Elia Mazzi
Struttura coperta posta in via Puccini con capienza di circa 500 posti che viene utilizzata come campo di gara ufficiale della Tennistavolo Castel Goffredo maschile e femminile. Dall'ottobre 2010 l'impianto è stato dedicato a Elia Mazzi, storico presidente della società.
Centro sportivo don Aldo Moratti
Struttura coperta posta in via Puccini con capienza di circa 200 posti che ospita il campo di gara della "Società bocciofila Castel Goffredo". Attiguo, si trova un campo da calcio in erba sintetica.

### Esplicative
1. ↑  San Luca patrono e protettore venne dichiarato nella seduta del consiglio comunale del 1º gennaio 1725 (Gozzi (2001), p. 159).
2. ↑  Èl Castèl in dialetto bresciano. Nel territorio circostante con il nome Castèl si è sempre inteso Castel Goffredo senza neppure citare l'appellativo di "Goffredo".
3. ↑  Il Distretto di Castel Goffredo si estende sul territorio di tre comuni della provincia di Brescia (Acquafredda, Remedello, Visano), uno della provincia di Cremona (Isola Dovarese) e undici della provincia di Mantova (Asola, Casalmoro, Casaloldo, Casalromano, Castel Goffredo, Castiglione delle Stiviere, Ceresara, Mariana Mantovana, Medole, Piubega, Solferino).
4. ↑  Per la prima volta il nome del borgo veniva citato in un'opera letteraria: Matteo Bandello, Canti XI de le lodi de la signora Lucretia Gonzaga de Gazuolo, e del vero amore, col tempio di pudicizia, e con altre cose per dentro poeticamente descritte - Le III parche, canto V, 15 (1554 circa) .
5. ↑  L'avversione al regime austriaco portò alla costituzione a Castel Goffredo di un gruppo clandestino di mazziniani, tra i quali Giovanni Acerbi e Omero Zanucchi, i cui nomi vennero alla luce nel 1852 durante una perquisizione a Castiglione delle Stiviere in casa dell'esattore comunale Luigi Pesci. Tra di essi vi erano: Alessandro Bertani (n. 1802), organista; Luciano Bertasi (n. 1830), barbiere; Luigi Betti (n. 1806), calzolaio; Ottaviano Bonfiglio (n. 1820), farmacista; Claudio Casella, possidente terriero; Carlo Cessi, caffettiere, nonno di Anselmo Cessi; Domenico Fiorio (n. 1796), farmacista; Luigi Gozzi (n. 1822), praticante notaio; Giacomo Luzzardi (n. 1816), oste; Anselmo Tommasi, possidente terriero; Andrea Zanoni, agricoltore. Tutti i congiurati furono arrestati, ad eccezione di Giovanni Acerbi che fuggì all'estero.
6. ↑  Lo stemma rappresenta la prima fortezza di Castel Goffredo chiamata "Castelvecchio" (Castellum vetus): in primo piano la torre civica di difesa con merlatura ghibellina e al suo interno le torri dei bastioni difensivi del borgo.
7. ↑  Pergamena conservata nell'archivio comunale sulla transazione stipulata a Mantova il 12 giugno 1480 fra il marchese Ludovico Gonzaga signore di Castel Goffredo ed il comune.
8. ↑  Questa figura di donna scatenò parecchie polemiche tra alcuni cittadini ed il comitato che sostenne l'opera, visto che la figura femminile è a seno scoperto.
9. ↑  I torrioni difensivi, seguendo l'ordine nord est sud ovest, erano: Cavallara, San Giovanni, San Michele, Fontana del Moro, Disciplini, Poncarali, Sant'Antonio.
10. ↑  I dati relativi al numero degli abitanti fanno riferimento al 14º Censimento ISTAT 2001. Tavola popolazione residente - Mantova Archiviato il 4 marzo 2016 in Internet Archive.
11. ↑  Il procedimento inventato dal francese Camille Beauvais consisteva nell'espellere dalla bigattaia, con l'uso di grandi ventilatori, l'aria viziata sostituendola con aria fresca. Lo scopo era quello di passare, in meno di ventiquattro giorni, dalla semente alla formazione del bozzolo, risparmiando così tempo e manodopera. Il metodo però non portò i risultati sperati.

### Fonti
1. ↑   Elezioni comunali 14-15 maggio 2023, su elezionistorico.interno.gov.it. URL consultato il 6 settembre 2025.
2. 1 2   Bilancio demografico mensile anno 2025 (dati provvisori), su demo.istat.it, ISTAT.
3. 1 2   Frazioni del Comune di Castel Goffredo, su comuniecitta.it. URL consultato il 20 dicembre 2022.
4. ↑   Classificazione sismica (XLS), su rischi.protezionecivile.gov.it.
5. ↑   Tabella dei gradi/giorno dei Comuni italiani raggruppati per Regione e Provincia (PDF), in Legge 26 agosto 1993, n. 412, allegato A, Agenzia nazionale per le nuove tecnologie, l'energia e lo sviluppo economico sostenibile, 1º marzo 2011,  p. 151. URL consultato il 25 aprile 2012 (archiviato dall'url originale il 1º gennaio 2017).
6. ↑   Comune Italia. Castel Goffredo, su comune-italia.it. URL consultato il 25 novembre 2020.
7. ↑   L'archivio intitolato a Bellini, su ricerca.gelocal.it. URL consultato il 30 giugno 2015.
8. ↑   Storia di Sant'Erasmo, su metafonicamente.it. URL consultato il 9 giugno 2012.
9. 1 2  Gozzi (2001), p. 159.
10. ↑   Castel Goffredo, su dizionario.rai.it, Rai – Dizionario d'ortografia e di pronunzia. URL consultato il 28 agosto 2023.
11. 1 2 3  Pelati, p. 78.
12. ↑  Gualtierotti (2008), p. 229.
13. 1 2  TCI (2002), p. 143.
14. ↑   Guido Sommi Picenardi, Castel Goffredo e i Gonzaga, Milano, Tipolitografia Lombardi, 1864,  p. 14, SBN LO10148459.
15. ↑   Il ducato di Mantova e la corte spagnola., su repositorio.uam.es. URL consultato il 25 novembre 2020.
16. 1 2  Bonfiglio (2005), p. 18.
17. ↑   Ugo Bazzotti, Daniela Ferrari e Cesare Mozzarelli (a cura di), Vespasiano Gonzaga e il ducato di Sabbioneta, atti del Convegno, Sabbioneta-Mantova, 12-13 ottobre 1991, Mantova, Olschki, 1993, SBN LO10330941.
18. ↑  Telò, p. 10.
19. ↑  Coniglio, p. 480.
20. ↑   Laura Marcucci, Francesco da Volterra, un protagonista dell'architettura post-tridentina, p.31, Roma, 1990.
21. 1 2  Vigna, p. 247.
22. ↑   Roggero Roggeri e Leandro Ventura, I Gonzaga delle nebbie. Storia di una dinastia cadetta nelle terre tra Oglio e Po, Cinisello Balsamo, Silvana, 2008, SBN PAR1101686.
23. ↑   Associazionismo e drammaturgia di comunità a Castel Goffredo, su books.google.it. URL consultato il 15 luglio 2016.
24. ↑   Paolo Lombardi e Mariarosa Schiaffino, ...ma le calze, Lainate, Vallardi, 1986, ISBN 88-7082-051-3.
25. ↑   Comune di Castel Goffredo. Castel Goffredo e la sua storia, su comune.castelgoffredo.mn.it. URL consultato il 25 novembre 2020.
26. 1 2   Castel Goffredo la capitale delle calze, su calze.com. URL consultato il 14 giugno 2011.
27. 1 2 3   Provincia di Mantova. Distretti industriali (PDF), su provincia.mantova.it. URL consultato il 20 aprile 2022.
28. 1 2 3 4   Silvia Polimeno, Il distretto della calzetteria di Castel Goffredo, su Slideshare, Università Ca' Foscari Venezia, 11 marzo 2017. URL consultato il 7 gennaio 2023.
29. 1 2   Castel Goffredo: clima e dati geografici, su comuni-italiani.it, comuni-italiani.it. URL consultato il 22 giugno 2011.
30. ↑   Castel Goffredo: comuni limitrofi, su comuni-italiani.it, comuni-italiani.it. URL consultato il 24 agosto 2011.
31. ↑   Rischio sismico. Castel Goffredo, su tuttitalia.it. URL consultato il 25 novembre 2020.
32. ↑  Gualtierotti (2022), p. 56.
33. 1 2 3  Pro Loco, p. 2.
34. 1 2 3 4 5 6 7 8 9 10 11 12 13 14 15 16  1999 – Immagina. Castel Goffredo: l'evoluzione di un territorio, CD-ROM IT\ICCU\LO1\0891976, a cura del Comune di Castel Goffredo
35. ↑  Gualtierotti (2008), p. 13.
36. ↑  Gualtierotti (2008), p. 18.
37. ↑   Rete idrica della provincia di Mantova (PDF), su provincia.mantova.it. URL consultato il 19 dicembre 2011.
38. ↑   Consorzio di Bonifica Garda Chiese, su gardachiese.it. URL consultato il 25 novembre 2020.
39. ↑  Gualtierotti (2008), pp. 9-12.
40. ↑  Gualtierotti (2008), pp. 13-16.
41. ↑   Aeronautica Militare, su meteoam.it. URL consultato il 28 gennaio 2023.
42. ↑   Classificazione sismica e climatica, su tuttitalia.it. URL consultato il 25 novembre 2020.
43. ↑   Piero Gualtierotti, Matteo Bandello alla corte di Luigi Gonzaga, Mantova, Edizioni Vitam, 1978, SBN SBL0330187.
44. 1 2   Giuseppe Amadei e Ercolano Marani (a cura di), Signorie padane dei Gonzaga, Publi Paolini, 1982,  p. 120, SBN PAR1019908.
45. ↑  Bertolotti, p. 42.
46. ↑  Bonaglia, p. 73.
47. ↑   Istituto Geografico De Agostini, Nomi d'Italia. Origine e significato dei nomi geografici e di tutti i comuni, Novara, 2006., su books.google.it. URL consultato il 19 marzo 2014.
48. ↑   Istituto Geografico Militare, su igmi.org. URL consultato il 14 giugno 2011.
49. ↑  Gualtierotti (2008), p. 189.
50. 1 2  Gualtierotti (2008), p. 36.
51. 1 2 3 4 5 6 7   Piano Territoriale di coordinamento della Provincia di Mantova (PDF), su provincia.mantova.it. URL consultato il 28 gennaio 2023.
52. ↑  Gualtierotti (2008), p. 72.
53. ↑  Bonfiglio (2005), p. 31.
54. ↑  Gualtierotti (2022), p. 53.
55. ↑   Pierluigi Tozzi, Storia padana antica, Milano, 1972.
56. ↑   Raffaele Agostini, Ponti sul Mincio, p.25, Mantova, 2004.
57. ↑   Alessandro Ballarini, Storia e Archeologia del territorio Mantovano tra VII e XI secolo. pp. 75-76, su academia.edu. URL consultato il 17 dicembre 2014.
58. ↑  Zoppè.
59. ↑  Berselli, p. 4.
60. ↑  Gualtierotti (2008), pp. 134-140.
61. ↑   La letteratura latina del primo periodo augusteo (42-15 a.C.), su books.google.it. URL consultato il 9 novembre 2020.
62. ↑  Bonfiglio (2005), pp. 32-33.
63. ↑  Gualtierotti (2008), p. 178.
64. ↑   Lombardia Beni Culturali. Il territorio mantovano dal medioevo ai Gonzaga., su lombardiabeniculturali.it. URL consultato il 22 dicembre 2014.
65. ↑   Emilio Spada e Eugenio Zilioli, Carpenedolo nuova storia, Brescia, Comune di Carpenedolo, 1978, SBN SBL0329444.
66. ↑   Castel Goffredo. Storia., su italiapedia.it. URL consultato il 15 luglio 2016.
67. ↑  Bonfiglio (2005), p. 305.
68. 1 2  Bonfiglio (2005), p. 39.
69. ↑  Bonfiglio (2005), p. 40.
70. 1 2 3  Bonfiglio (1922), p. 42.
71. ↑  Bonfiglio (2005), p. 43.
72. ↑   L'istitutore, giornale pedagogico per le scuole infantili, elementari, reali e tecniche, Venezia, 1858,  p. 227.
73. ↑  Scardovelli, p. 44.
74. ↑   Comune di Solferino sec. XIV - 1784, su lombardiabeniculturali.it. URL consultato il 19 agosto 2025.
75. ↑  Zoppè, p. 77.
76. ↑  TCI (1999), p. 805.
77. ↑   Castiglione delle Stiviere nel contesto delle piccole capitali gonzaghesche, su iris.polito.it. URL consultato il 30 novembre 2023.
78. ↑  TCI (1999), p. 806.
79. ↑  Bonfiglio (2005), p. 55.
80. 1 2 3   Centro Studi Matteo Bandello e la Cultura Rinascimentale (PDF), su iris.unimore.it. URL consultato il 20 aprile 2022.
81. 1 2   Dizionario Biografico degli italiani. Luigi Gonzaga, su treccani.it. URL consultato l'11 maggio 2021.
82. ↑  Marocchi, p. 25.
83. ↑  Marocchi, p. 163.
84. ↑   Carlo Togliani, Il principe e l'eremita, Mantova, Sometti, 2009,  p. 32, ISBN 978-88-7495-327-1.
85. ↑  Gozzi (2000), p. 40.
86. ↑  Marocchi, p. 175.
87. ↑   Giovanni Scardovelli, Luigi, Alfonso e Rodolfo Gonzaga marchesi di Castelgoffredo, Zamorani e Albertazzi, 1890, SBN CUB0585003.
88. ↑  Gozzi (2000), p. 34.
89. ↑  Berselli, p. 70.
90. ↑  Bertolotti, p. 44.
91. ↑   Sergio Bologna, Castrum Vifredi: Castel Goffredo, in Il Tartarello, n. 4, dicembre 1978,  p. 8.
92. ↑  Bonfiglio (1922), p. 2.
93. ↑  Bonfiglio (2005), p. 47.
94. ↑  Bonfiglio (2005), p. 49.
95. ↑   Giuseppe Amadei, Ercolano Marani (a cura di), I Gonzaga a Mantova, Milano, 1975.
96. ↑   Cesare Cantù, La Lombardia nel secolo XVII, Milano, Volpato & Co, 1854,  p. 196, SBN CFI0608685.
97. ↑  Bonfiglio (2005), p. 51.
98. ↑   Bartolomeo Arrighi, Storia di Castiglione delle Stiviere sotto il dominio dei Gonzaga, Volume 1, Mantova, Stabilimento Tipografico Fratelli Negretti, 1853, SBN LO10431356.
99. 1 2  Bonfiglio (2005), p. 58.
100. ↑  Coniglio.
101. ↑   Lorenzo da Brindisi, santo, in Dizionario biografico degli italiani, Roma, Istituto dell'Enciclopedia Italiana.
102. 1 2  Bonfiglio (2005), p. 119.
103. ↑  Bonfiglio (2005), p. 120.
104. ↑  Bonfiglio (2005), p. 195.
105. ↑  Bonfiglio (2005), p. 196.
106. ↑  Berselli, p. 52.
107. ↑  Vignoli1, pp. 18-33.
108. ↑  Bonfiglio (2005), pp. 209-211.
109. ↑  Bonfiglio (2005), p. 210.
110. ↑  Bernoni, p. 20.
111. ↑  Bonfiglio (2005), p. 214.
112. ↑   Luigi Gualtieri, Il socialismo tra mito e storia, M&B Publishing, 2009, ISBN 978-88-7451-077-1.
113. ↑  Telò.
114. ↑   Giovanni Telò, Chiesa e fascismo in una provincia rossa. Mantova 1919-1928, Mantova, Publi Paolini, 1987, SBN CFI0111676.
115. ↑  Cavazzoli, p. 204.
116. ↑   Bruno Bignami, Don Primo Mazzolari, parroco d'Italia, Bologna, 2014.
117. 1 2   Provincia di Mantova. Castel Goffredo, su turismo.mantova.it. URL consultato il 14 giugno 2011 (archiviato dall'url originale il 3 settembre 2016).
118. ↑   Castel Goffredo, su terrealtomantovano.it. URL consultato il 22 gennaio 2021.
119. 1 2 3   Emblema della Città di Castel Goffredo (Mantova), su presidenza.governo.it. URL consultato il 22 gennaio 2021.
120. ↑   Giancarlo Cobelli (a cura di), Archivio storico di Castel Goffredo: inventario della sezione anteriore al 1870, Canneto sull'Oglio, CRA Castel Goffredo, 1995, SBN LO10364776.
121. 1 2   Comuni italiani: blasonatura stemma e gonfalone di Castel Goffredo, su comuni-italiani.it. URL consultato il 18 giugno 2011.
122. 1 2   Castel Goffredo, concessione stemma e gonfalone, su dati.acs.beniculturali.it. URL consultato il 3 dicembre 2024.
123. ↑   Comune di Castel Goffredo, Statuto (PDF). URL consultato il 23 luglio 2022.
124. ↑   Adesione al progetto “Wiki Loves Monuments Italia” coordinato da Wikimedia Italia, su wikimediaitalia.nws.netways.de. URL consultato l'11 gennaio 2021.
125. ↑   Le calze dai campi e dalle officine. Storia di un distretto industriale nato in un borgo padano (PDF), su archivio.unita.news, l'Unità, 1999. URL consultato il 25 novembre 2020.
126. 1 2  Berselli, p. 126.
127. ↑  Bonfiglio (2005), p. 102.
128. ↑  Comune, p. 14.
129. ↑  Bonfiglio (2005), p. 110.
130. ↑  Bonfiglio (2005), p. 111.
131. ↑  Comune, p. 10.
132. 1 2  Berselli, p. 129.
133. ↑  Pro Loco, p. 8.
134. ↑  Bonfiglio (2005), p. 25.
135. 1 2  Berselli, p. 130.
136. ↑  Bonfiglio (2005), p. 187.
137. ↑  Telò, p. 36.
138. ↑  Bonfiglio (2005), p. 113.
139. ↑  Bonfiglio (2005), p. 114.
140. ↑   Convento dell'Annunciata. Storia., su conventodellannunciata.it. URL consultato il 7 marzo 2024.
141. ↑   Convento dell'Annunciata, su in-lombardia.it. URL consultato il 20 aprile 2022.
142. ↑  Berselli, p. 117.
143. ↑  Telò, pp. 31-32.
144. ↑  Cipolla, p. 110.
145. ↑  Bonfiglio (2005), p. 65.
146. ↑  Bonfiglio (2005), p. 93.
147. ↑   Castelli della Lombardia. Provincia di Mantova, su mondimedievali.net, Storia medievale. Dai castelli ai monstra. URL consultato il 25 novembre 2020.
148. ↑   I giardini dei Gonzaga. Il giardino di Palazzo Gonzaga Acerbi (Castel Goffredo)., su giardinigonzaga.comune.mantova.it. URL consultato l'11 maggio 2021 (archiviato dall'url originale l'11 maggio 2021).
149. ↑   Castèl Goffrédo., su sapere.it. URL consultato l'11 maggio 2021.
150. ↑   Circolo Culturale San Martino Gusnago (a cura di), Dal castello al palazzo. Storia ed architettura in un'area di confine, Guidizzolo, Litocolor, 1997, SBN LO10447230.
151. ↑  Tabai, Telò, Milazzo, pp. 40-44.
152. ↑  Comune, p. 12.
153. 1 2 3 4 5 6 7  Pro Loco, p. 10.
154. ↑  Comune, p. 13.
155. ↑  Telò, p. 25.
156. ↑  Bonfiglio (2005), p. 206.
157. 1 2   MAST-Architettura, su mastcastelgoffredo.it. URL consultato il 25 novembre 2020.
158. ↑  Berselli, pp. 119-120.
159. ↑   Ente Ospedaliero di Castel Goffredo (a cura di), Quattro anni di amministrazione ospedaliera. 1971-1975, Carpenedolo, 1975, ISBN non esistente.
160. ↑   Noris Zuccoli, Teatri storici nel territorio mantovano, Mantova, G. Arcari, 2005, ISBN 88-88499-23-7.
161. ↑  Bonfiglio (2005), p. 190.
162. ↑   Vocabolario dei dialetti bergamaschi antichi e moderni, Volume 1, p. 1264, su books.google.it. URL consultato l'8 luglio 2025.
163. ↑  Gualtierotti (2022), p. 54.
164. ↑   Villa Maddalena, Castel Goffredo, su fondoambiente.it. URL consultato il 23 marzo 2024.
165. ↑  Telò, p. 40.
166. 1 2 3  Berselli, p. 114.
167. ↑  Gozzi (2000), p. 51.
168. ↑  Berselli, p. 111.
169. 1 2  Pro Loco, p. 4.
170. ↑  Gualtierotti (1979), p. 131979.
171. ↑  Vignoli, p. 42.
172. ↑  Bonfiglio (2005), p. 291.
173. 1 2  Bonfiglio (2005), p. 62.
174. ↑  Bonfiglio (2005), p. 63.
175. ↑  Berselli, p. 107.
176. ↑  Vignoli, p. 34.
177. ↑  Bonfiglio (2005), p. 308.
178. 1 2 3  Comune, p. 9.
179. ↑  Bonfiglio (2005), p. 92.
180. 1 2  Berselli, p. 101.
181. 1 2  Bonfiglio (2005), p. 306.
182. ↑  Vignoli, pp. 14-15.
183. ↑   Matteo Bandello. Canti XI. Le III Parche (PDF), su liberliber.it. URL consultato l'8 ottobre 2012.
184. ↑   Storie e leggende degli alberi, su books.google.it. URL consultato il 25 novembre 2020.
185. ↑  Berselli, p. 66.
186. 1 2 3 4 5 6  Proloco, p. 1.
187. ↑  Gozzi (2004), p. 64.
188. ↑  Panzetta, p. 29.
189. ↑  Panzetta, p. 30.
190. ↑   Giorgio Di Genova, Storia dell'arte italiana del '900. Vol.I, Bologna, 1994.
191. ↑  Panzetta, p. 13.
192. ↑   Giancarlo Cobelli, Per aspera ad astra. Il monumento ai caduti di Castel Goffredo di Timo Bortolotti, Viterbo, 2019.
193. ↑   Piero Gualtierotti, Don Aldo ritorna, in Il Tartarello, n. 4, dicembre 1986,  p. 13.
194. ↑   Un maestro di coraggio, il paese omaggia l’eroe, su gazzettadimantova.gelocal.it. URL consultato il 26 aprile 2018.
195. ↑   Inaugurazione Monumento al Carabiniere (PDF), su castel-goffredo-api.municipiumapp.it. URL consultato il 29 giugno 2025.
196. ↑  Berselli, p. 128.
197. ↑   Piero Gualtierotti, Il Tartarello, n. 4, dicembre 1980,  p. 22.
198. ↑  Gualtierotti (2008), p. 122.
199. ↑  Mantovani, p. 227.
200. ↑  Bonfiglio (2005), p. 171.
201. ↑  Bonfiglio (2005), p. 174.
202. ↑   Anna Maria Tamassia (a cura di), Stanziamenti e frequentazione in età romana, in Il paesaggio mantovano nelle tracce materiali, nelle lettere e nelle arti, Firenze, Leo Olschki, 2003,  p. 177, ISBN 88-222-5141-5.
203. ↑  Gualtierotti (2022), pp. 52-53.
204. ↑   Comune di Castel Goffredo. Elenco monumenti (PDF), su comune.castelgoffredo.mn.it. URL consultato il 12 settembre 2021.
205. ↑  Gualtierotti (2008), p. 56.
206. ↑  Bolla, pp. 192-196.
207. 1 2   Museo Civico Remedello (a cura di), Museo e territorio. La bassa orientale, Asola, Campanini & Carrara, 1985, SBN PBE0134019.
208. ↑  Gualtierotti (2008), pp. 118-119.
209. ↑  Comune, p. 56.
210. ↑   Centro sportivo Don Aldo In arrivo il parco urbano, su gazzettadimantova.gelocal.it. URL consultato il 25 novembre 2020.
211. ↑  Vignoli, p. 131.
212. ↑   Tenuta Sant'Apollonio, su parcosantapollonio.com. URL consultato il 25 novembre 2020.
213. ↑   Amministrazione Provinciale di Mantova. Censimento alberi monumentali della Provincia di Mantova (PDF), su comune.suzzara.mn.it. URL consultato l'11 settembre 2011.
214. ↑  Mantovani, pp. 224-225.
215. ↑   Piano di Governo del Territorio di Castel Goffredo (Piano delle Regole). Articolo 65 - Alberi, siepi e filari, su urbismap.com. URL consultato il 27 giugno 2020.
216. ↑  Bonfiglio (2005), p. 165.
217. ↑   Provincia di Mantova, la popolazione mantovana, maggio 2010, pag. 16. (PDF), su provincia.mantova.it. URL consultato il 20 aprile 2022.
218. 1 2   Comuni italiani. Statistiche Castel Goffredo., su comuni-italiani.it. URL consultato il 19 novembre 2022.
219. ↑   Comuni in provincia di Mantova per popolazione, su tuttitalia.it. URL consultato il 12 giugno 2024.
220. ↑  Dati tratti da:
  -  Popolazione residente dei comuni. Censimenti dal 1861 al 1991 (PDF), su ebiblio.istat.it, ISTAT.
  -  Popolazione residente per territorio – serie storica, su esploradati.censimentopopolazione.istat.it.
Nota bene: il dato del 2021 si riferisce al dato del censimento permanente al 31 dicembre di quell'anno.
221. ↑  Pro Loco, p. 25.
222. ↑   Cittadini stranieri Castel Goffredo 2021, su tuttitalia.it. URL consultato il 16 giugno 2024.
223. ↑   Andamento della popolazione straniera nel Comune di Castel Goffredo, su amministrazionicomunali.it. URL consultato il 9 novembre 2024.
224. ↑   Classifica e mappa incidenza stranieri comuni della Provincia di Mantova, su ugeo.urbistat.com. URL consultato il 16 giugno 2024.
225. ↑   Bilancio demografico popolazione straniera al 31 dicembre 2023, su demo.istat.it. URL consultato il 21 dicembre 2024.
226. ↑   Cittadini stranieri Castel Goffredo 2024, su tuttitalia.it. URL consultato il 21 dicembre 2024.
227. ↑   Elisa Bottoli, Giancarlo Cobelli (a cura di), Cóme se dis en Castèl. Proverbi e modi di dire di Castel Goffredo (e dintorni), Roma, 2023.
228. ↑   Fondazione Civiltà Bresciana. Presentazione all'Atlante Lessicale Bresciano, su civiltabresciana.it. URL consultato il 21 aprile 2022.
229. ↑   Umiliati, su enciclopediabresciana.it. URL consultato il 26 dicembre 2022.
230. 1 2   Maria Pia Alberzoni, Annamaria Ambrosini e Alfredo Lucioni (a cura di), Sulle tracce degli Umiliati, Crema, Vita & Pensiero, 1997,  p. 285, ISBN 88-343-0495-0.
231. ↑  Gabriele Rosa, Statuti del territorio bresciano.
232. ↑  Bonfiglio (2005), p. 109.
233. ↑  Berselli, p. 119.
234. ↑   Mauro Perani, Gli ebrei a Castel Goffredo, Firenze, Giuntina, 1998, ISBN 88-8057-081-1.
235. ↑  Berselli, p. 121.
236. ↑  Berselli, p. 125.
237. ↑   Ercole Gonzaga. Dizionario biografico degli italiani., su treccani.it. URL consultato il 14 giugno 2011.
238. ↑  Gozzi (2001), p. 43.
239. ↑  Gozzi (2001), p. 54.
240. ↑   Parrocchia di Casalpoglio di Castel Goffredo, su parrocchiacastelgoffredo.it. URL consultato il 25 novembre 2020 (archiviato dall'url originale il 21 ottobre 2020).
241. ↑  Bonfiglio (2005), p. 168.
242. ↑   Parrocchia di Caastel Goffredo, su diocesidimantova.it. URL consultato il 25 novembre 2020.
243. ↑   Lombardia Beni Culturali. Diocesi di Mantova, su lombardiabeniculturali.it. URL consultato il 20 aprile 2022.
244. ↑   Comuni italiani.it - Elenco comuni della Provincia di Mantova, su comuni-italiani.it. URL consultato il 9 agosto 2015.
245. ↑   Buriel dell'Epifania, su mantovanotizie.com. URL consultato il 31 gennaio 2016.
246. ↑   Comune di Castel Goffredo (a cura di), Re Gnocco e il Carnevale di Castel Goffredo, Roma, PressUp, aprile 2022.
247. 1 2  Pro Loco, p. 7.
248. ↑   Piero Gualtierotti, Re Gnocco: storia illustrata del carnevale di Castel Goffredo, Castel Goffredo, Tipolitografia Grassi, 1978, SBN SBL0320752.
249. ↑   Erasmo d'oro, su farecerchio.it. URL consultato il 23 maggio 2023.
250. ↑   Cesare Cantù, Grande illustrazione del Lombardo-Veneto, Volume 5, Edizione 1, 1859, su books.google.it. URL consultato il 23 aprile 2022.
251. ↑  Berselli, pp. 31-32.
252. 1 2  Berselli, pp. 31-32.
253. ↑   CSC Centro Servizi Impresa, su cscimpresa.it. URL consultato il 4 gennaio 2023.
254. ↑   Calze, il distretto made in Bs «tiene» con numeri da podio., su bresciaoggi.it. URL consultato il 4 gennaio 2023.
255. ↑   Residenza Il Gelso, su colisee.it. URL consultato il 18 febbraio 2025.
256. ↑   Sistema bibliotecario Ovest Mantovano, su biblioteche.mn.it. URL consultato il 30 novembre 2017.
257. ↑   Anagrafe delle Biblioteche Italiane, su anagrafe.iccu.sbn.it. URL consultato il 16 giugno 2023.
258. ↑   Biblioteca comunale di Castel Goffredo, su comune.castelgoffredo.mn.it. URL consultato il 25 novembre 2020.
259. ↑   Biblioteca di Castel Goffredo, su biblioteche.mn.it. URL consultato il 25 novembre 2020.
260. ↑   Comuni da 5.001 a 15.000 abitanti, su cepell.it. URL consultato il 6 luglio 2020 (archiviato dall'url originale il 4 luglio 2020).
261. ↑   Qualifica "Città che legge" 2022-2023 (PDF), su cepell.it. URL consultato il 21 novembre 2022.
262. ↑   Qualifica "Città che legge" 2024-2025-2026 (PDF), su cepell.it. URL consultato il 18 febbraio 2025.
263. ↑   Anagrafe delle Biblioteche Italiane, su anagrafe.iccu.sbn.it. URL consultato il 16 giugno 2023.
264. ↑   La biblioteca, su mastcastelgoffredo.it. URL consultato il 15 giugno 2023.
265. ↑   IRCCS Castel Goffredo, su icsmaugeri.it. URL consultato il 12 novembre 2019.
266. ↑   Scuole a Castel Goffredo, da Comuni italiani.it, su comuni-italiani.it. URL consultato il 14 giugno 2011.
267. ↑   Istituto Comprensivo di Castel Goffredo (MN), su iccastelgoffredo.edu.it. URL consultato il 25 novembre 2020.
268. ↑   MAST Castel Goffredo, su amei.biz, Associazione musei ecclesiastici italiani. URL consultato il 30 agosto 2014 (archiviato dall'url originale il 16 febbraio 2016).
269. 1 2 3   M.A.S.T. di Castel Goffredo, su it.cathopedia.org. URL consultato l'11 gennaio 2021.
270. ↑   Ecco il Mast, più di un museo: «Memoria di una comunità», su gazzettadimantova.gelocal.it. URL consultato il 15 ottobre 2017.
271. ↑   MAST Castel Goffredo, su mastcastelgoffredo.it. URL consultato il 13 ottobre 2018.
272. ↑   Torre di Castelecchio, su museionline.info. URL consultato il 18 maggio 2023.
273. ↑   Collezione Bensi Secondo, su museionline.info. URL consultato il 18 maggio 2023.
274. ↑   Ecomuseo tra il Chiese, il Tartaro e l'Osone, su ecomuseodellapostumia.it. URL consultato il 22 ottobre 2019.
275. ↑   Territorio Colli Morenici, su museodiffusodelrisorgimento.it. URL consultato il 14 giugno 2023.
276. ↑   Due parole su Radio Alfa, su radioalfacastelgoffredo.it. URL consultato il 19 giugno 2023.
277. ↑   I 40 anni di Radio Alfa. Via ai festeggiamenti, su gazzettadimantova.gelocal.it. URL consultato il 14 novembre 2023.
278. ↑   Libri, wi-fi e conferenze. La rinascita dell’ex cinema, su gazzettadimantova.gelocal.it. URL consultato il 5 settembre 2023.
279. ↑   Cinema teatro San Luigi, su farecerchio.it. URL consultato il 20 giugno 2023.
280. ↑   Andrea Bardelli e Arturo Biondelli, Tutti nobilmente lavorati. Arredi lignei della prevostura di Castel Goffredo, Calcinato, Grafiche Tagliani, 2008, SBN LO11226770.
281. ↑   [https://www.provincia.mantova.it/news_detail.jsp?ID_NEWS=2029&areaNews=11>emplate=default.jsp Nene Nodari, pittrice anticonformista tra Chiarismo e astrazione] [collegamento interrotto], su provincia.mantova.it. URL consultato il 13 febbraio 2016.
282. ↑   Museo d'Arte Moderna dell'Alto Mantovano (a cura di), Nene Nodari, Mantova, Publi Paolini, 1986, SBN CFI0019865.
283. ↑   Elena Pontiggia, Il Chiarismo, Pioltello, Abscondita, 2006, ISBN 88-8416-133-9.
284. ↑   Mariano Vignoli, Storia di uomini, musica e piazza. La banda cittadina di Castel Goffredo (1846-2006), Mantova, Publi Paolini, 2006, SBN LO11073407.
285. ↑   Banda cittadina di Castel Goffredo, su bandacastelgoffredo.it. URL consultato il 14 giugno 2011.
286. ↑   Il Coro don Aldo Moratti: una storia nel nome della musica e dell’amicizia, su farecerchio.it. URL consultato il 3 aprile 2023.
287. ↑   Gino Brunetti (a cura di), Cucina mantovana di principi e di popolo. Testi antichi e ricette tradizionali, Mantova, Istituto Carlo D'Arco, 1981, SBN VEA1031553.
288. ↑   Premio Letterario Giuseppe Acerbi, su premioacerbi.com. URL consultato il 14 giugno 2011.
289. ↑  Gualtierotti (2008), p. 92.
290. 1 2  Comune, p. 6.
291. ↑  Bonfiglio (2005), p. 34.
292. ↑   Enzo Boriani, Castelli e torri dei Gonzaga nel territorio mantovano, Brescia, F. Apollonio, 1969,  pp. 95-96, SBN SBL0096398.
293. ↑  Berselli, p. 99.
294. ↑  Bonfiglio (2005), p. 61.
295. ↑  Bonfiglio (2005), p. 90.
296. ↑  Bonfiglio (2005), p. 126.
297. ↑   Po di Lombardia, su books.google.it. URL consultato il 19 marzo 2017.
298. ↑  Vignoli, p. 123.
299. ↑  Vignoli, p. 126.
300. ↑  Cipolla, p. 14.
301. ↑  Berselli, p. 34.
302. ↑   Distretto diffuso del commercio. Programma di interventi, pag. 35, 2009. (PDF), su irer.org. URL consultato il 27 giugno 2011.
303. ↑   Comuni e città. Castel Goffredo, località e frazioni, su comuniecitta.it. URL consultato il 24 aprile 2022.
304. ↑  Gualtierotti, p. 109.
305. ↑  Bonfiglio (2005), p. 32.
306. ↑   Diocesi di Mantova. Parrocchia di Casalpoglio, su diocesidimantova.it. URL consultato il 24 aprile 2022.
307. ↑  Bonfiglio (2005), p. 25.
308. ↑   Davide Nardoni, La terra di Virgilio, in Archeologia Viva, N.1/2, gennaio-febbraio 1986,  pp. pag.71-76.
309. ↑  Gualtierotti (2008), p. 98.
310. 1 2   Lombardia Beni Culturali. Comune di Casalpoglio 1859-1873, su lombardiabeniculturali.it. URL consultato il 3 giugno 2012.
311. ↑   Catalogi quatuor compendiarii quos Cœlum Sancte, Brixianæ ecclesiæ ... (1658)., su books.google.it. URL consultato il 24 aprile 2022.
312. ↑  Telò, p. 31.
313. ↑  Bonfiglio (2005), p. 113.
314. ↑  1999 – Immagina. Castel Goffredo: l'evoluzione di un territorio, CD-ROM, a cura del Comune di Castel Goffredo.
315. ↑  Telò, p. 17.
316. ↑  Telò, p. 19.
317. ↑   Frazioni del Comune di Castel Goffredo, su comuniecitta.it. URL consultato il 20 aprile 2022.
318. ↑  Bonfiglio (2005), p. 153.
319. ↑   Agricoltura mantovana. Schede, su agriturismomantova.it. URL consultato il 27 novembre 2020.
320. ↑   Mercato settimanale di Castel Goffredo, su eventiesagre.it. URL consultato il 22 aprile 2022.
321. ↑  Bonfiglio (2005), p. 44.
322. ↑   Renato Bonaglia, Mantova, paese che vai..., Mantova, Tipografia Grassi, 1985,  p. 75, SBN CFI0093309.
323. ↑  Berselli, p. 43.
324. ↑  Pro Loco, p. 13.
325. ↑   Ti Amo: Il teatro sociale e di comunità nel territorio mantovano, su books.google.it. URL consultato il 22 aprile 2022.
326. ↑   Lista di aziende e imprese presenti a Castel Goffredo, su impresaitalia.info. URL consultato il 27 novembre 2020.
327. 1 2 3  Zoppè, p. 75.
328. ↑   Castel Goffredo, su sapere.it. URL consultato il 26 maggio 2022.
329. ↑  Bonaglia, p. 75.
330. ↑   Associazione Distretto Calza e Intimo. Il nostro governo non sta aiutando la calzetteria., su adici.it. URL consultato il 25 febbraio 2013.
331. ↑  Bonfiglio (2005), pp. 156-157.
332. ↑  Gualtierotti (1979), p. 34.
333. ↑   Cristiana Arrighi, Trame di seta. La genesi del distretto industriale di Castel Goffredo, Mantova, Biblioteca Comunale, 1998, SBN MIL0418815.
334. ↑  Telò, p. 55.
335. ↑  Cipolla, p. 12.
336. ↑   Giovanna Motta, La Moda contiene la Storia e ce la racconta puntualmente, Nuova Cultura, 2015. URL consultato il 7 gennaio 2024.
337. ↑   Spazi di iniziativa strategica per le reti produttive dell'economia mantovana. Castel Goffredo: una logistica distributiva, su unitec.it. URL consultato il 21 aprile 2022.
338. ↑   Comune di Castel Goffredo. Piano di Governo del Territorio, p.26, su comune.castelgoffredo.mn.it. URL consultato il 25 aprile 2022.
339. ↑  Telò, p. 51.
340. ↑  Comune, p. 4.
341. ↑   Lavoro 2012. Dinamiche occupazionali in Provincia di Mantova (PDF), su sintesi.provincia.mantova.it. URL consultato il 21 aprile 2022.
342. ↑   Via alla fusione della Bcc con Cremona, nasce Credito Padano., su gazzettadimantova.gelocal.it. URL consultato l'11 giugno 2019.
343. ↑   Colline moreniche del Garda, su collinemoreniche.it. URL consultato l'11 luglio 2011.
344. ↑   Eocomuseo della Postumia, su ecomuseodellapostumia.it. URL consultato il 14 giugno 2024.
345. ↑   Craxi scopre i cento comuni dell'Italia piccola e opulenta., su ricerca.repubblica.it. URL consultato il 23 giugno 2015.
346. ↑   Provincia di Mantova. Viabilità. (PDF), su provincia.mantova.it. URL consultato il 7 ottobre 2015.
347. ↑   Stradario ViaMichelin Castel Goffredo, su viamichelin.it. URL consultato il 20 aprile 2022.
348. ↑  Gozzi (2004), p. 71.
349. ↑   Piero Gualtierotti, Un tram che si chiama desiderio, in Il Tartarello, n. 3, settembre 2010.
350. ↑   Orari Autobus APAM COD. 57 (PDF), su apam.it. URL consultato il 27 novembre 2020.
351. ↑   Archivio storico delle elezioni, su elezionistorico.interno.gov.it, Ministero dell'interno. URL consultato il 1º novembre 2021.
352. ↑   Gemellaggi della Regione Lombardia (PDF), su aiccrelombardia.files.wordpress.com. URL consultato il 14 giugno 2011.
353. ↑   Il gemellaggio con Castel Goffredo (PDF), su comunitapirano.com. URL consultato il 2 marzo 2024.
354. ↑  Editto 26 settembre 1786.
355. ↑   Lombardia Beni Culturali. Distretto di Castel Goffredo 1786-1791, su lombardiabeniculturali.it. URL consultato il 20 aprile 2022.
356. ↑   Lombardia Beni Culturali. Castel Goffredo sec. XIV, su lombardiabeniculturali.it. URL consultato il 12 maggio 2019.
357. ↑   Lombardia Beni Culturali. Comune di Castel Goffredo 1816-1859, su lombardiabeniculturali.it. URL consultato il 27 novembre 2020.
358. ↑   Cartografia e topografia della bassa bresciana (PDF), su pianurabresciana.com. URL consultato il 14 giugno 2011 (archiviato dall'url originale il 24 settembre 2015).
359. 1 2   A.C. Castellana Calcio, su accastellana.eu. URL consultato il 2 ottobre 2014.
360. 1 2 3 4   Tennistavolo Castel Goffredo, su tennistavolocastelgoffredo.it. URL consultato il 20 aprile 2022.
361. ↑  Pro Loco, p. 14.
362. ↑   Tiro con l'arco: frecce d'autore a Castel Goffredo, su gazzettadimantova.gelocal.it. URL consultato il 14 novembre 2015.
363. ↑   Federazione Italiana Palla Tamburello, su federtamburello.it. URL consultato il 20 aprile 2022.
364. ↑   Il campionato del mondo indoor a Castel Goffredo, su federtamburello.it. URL consultato il 19 febbraio 2021.
365. ↑   Federazione Italiana Palla Tamburello., su federtamburello.it. URL consultato il 20 aprile 2022.
366. ↑  Gazzetta di Mantova. I Mondiali di tamburello tolgono i veli.
367. ↑   Crollo palasport, si indaga per disastro colposo, su gazzettadimantova.gelocal.it. URL consultato il 25 novembre 2020.
368. ↑   Castel Goffredo, partito il cantiere del palasport lesionato, su gazzettadimantova.gelocal.it. URL consultato il 25 novembre 2020.
369. ↑   Il palasport appena finito di Castel Goffredo sarà polo di vaccinazione, su gazzettadimantova.gelocal.it. URL consultato il 3 aprile 2021.
370. 1 2   Piscina comunale., su aquamore.it. URL consultato il 25 novembre 2020.
371. ↑  Pro Loco, p. 16.
372. ↑   Il “Don Aldo” si trasforma. In arrivo il campo sintetico, su gazzettadimantova.gelocal.it. URL consultato il 13 ottobre 2018.